# Blocco navale della Germania (1939-1945)

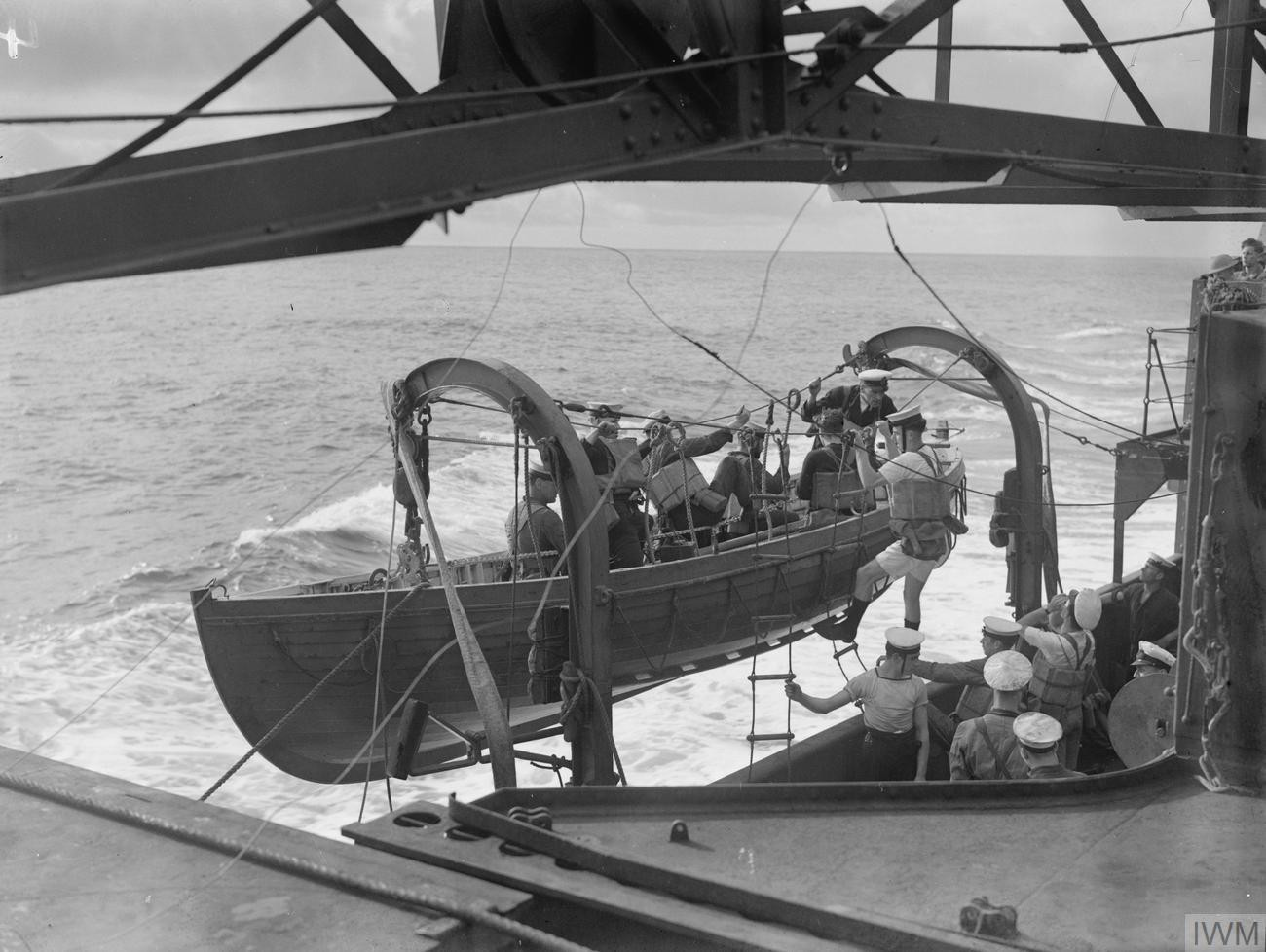
La baleniera su HMS Sheffield equipaggiata con un gruppo di abbordaggio armato per controllare una nave neutrale ferma in mare, 20 ottobre 1941

Il blocco navale della Germania (1939-1945), noto anche come guerra economica, furono una serie di operazioni effettuate durante la seconda guerra mondiale dall'Impero britannico e dalla Francia finalizzate a limitare le forniture di minerali, carburanti, metalli, cibo e tessuti necessari alla Germania nazista – e successivamente all'Italia fascista – per sostenere i propri sforzi bellici. La guerra economica consisté principalmente in un blocco navale, parte della più ampia battaglia dell'Atlantico, ma comprese anche bombardamenti di obiettivi economicamente strategici e l'acquisto preclusivo di materiale bellico da paesi neutrali al fine di impedirne la vendita alle potenze dell'Asse.
Il blocco ha avuto quattro fasi distinte:
- Il primo periodo, dall'inizio delle ostilità europee nel settembre 1939 alla fine della "strana guerra", vide sia gli Alleati che le potenze dell'Asse intercettare navi mercantili neutrali di impadronirsi delle consegne in viaggio ai rispettivi nemici. Il blocco navale in questo momento si dimostrò poco efficace perché l'Asse poteva ottenere materiali cruciali dall'Unione Sovietica fino all'giugno 1941, mentre Berlino usava i porti in Spagna per importare materiale bellico in Germania.
- Il secondo periodo iniziò dopo la rapida occupazione da parte dell'Asse della maggior parte del continente europeo (Scandinavia, Benelux, Francia e Balcani) nel 1940-1941, con conseguente controllo da parte dell'Asse dei principali centri dell'industria e dell'agricoltura.
- Il terzo periodo iniziò nel dicembre 1941 dopo che l'attacco di Pearl Harbor da parte del Servizio Aeronautico della Marina Imperiale giapponese portò gli Stati Uniti nella guerra europea.
- Il periodo finale arrivò dopo che le sorti della guerra si rivoltarono contro l'Asse dopo pesanti sconfitte militari fino e dopo il D-Day nel giugno 1944, che portarono al graduale ritiro dell'Asse dai territori occupati di fronte alle travolgenti offensive militari alleate.

## Contesto storico
All'inizio della prima guerra mondiale nel 1914, il Regno Unito usò la sua potente marina e la sua posizione geografica per dettare il movimento della navigazione commerciale mondiale. La Gran Bretagna dominava il Mare del Nord, l'Oceano Atlantico, il Mar Mediterraneo e, grazie al suo controllo del Canale di Suez con la Francia, l'accesso dentro e fuori l'Oceano Indiano per le navi degli Alleati, mentre i loro nemici vennero costretti a fare il giro dell'Africa. Il Ministero del Blocco pubblicò un elenco completo di articoli che le navi commerciali neutrali non dovevano trasportare alle Potenze Centrali (Germania, Austria-Ungheria e Impero Ottomano). Ciò includeva cibo, armi, oro e argento, lino, carta, seta, copra, minerali come minerale di ferro e pelli di animali utilizzati nella fabbricazione di scarpe e stivali. Poiché Gran Bretagna e Francia controllavano insieme 15 dei 20 punti di rifornimento lungo le principali rotte marittime, furono in grado di minacciare coloro che si rifiutavano di conformarsi, ritirando le loro strutture di controllo del bunker oil.
Nella prima guerra mondiale, le navi neutrali erano soggette a essere fermate per essere perquisite per contrabbando. Una grande forza, nota come Dover Patrol, pattugliava a un'estremità del Mare del Nord mentre un'altra, il 10º Squadrone incrociatori, aspettava all'altra. Il Mar Mediterraneo era effettivamente bloccato ad entrambe le estremità e le dreadnought corazzate della Grand Fleet aspettavano a Scapa Flow per salpare e affrontare qualsiasi minaccia offensiva tedesca. Verso la fine della guerra un grande campo minato, noto come Northern Barrage, venne dispiegato tra le Fær Øer e la costa della Norvegia per limitare ulteriormente i movimenti delle navi tedesche.
La Gran Bretagna considerava il blocco navale un metodo di guerra del tutto legittimo, avendo precedentemente implementato la strategia all'inizio del XIX secolo per impedire alla flotta di Napoleone di lasciare i suoi porti per tentare un'invasione dell'Inghilterra: anche Napoleone aveva bloccato la Gran Bretagna. La Germania, in particolare, dipendeva fortemente da un'ampia gamma d'importazioni estere e soffrì molto a causa del blocco. La sua stessa sostanziale flotta di moderne navi da guerra venne accerchiata nelle sue basi a Kiel e Wilhelmshaven e per lo più fermata dalla leadership dall'avventurarsi al di fuori. La Germania svolse il suo contro-blocco immensamente efficace durante la sua guerra al commercio alleato (Handelskrieg), i suoi U-Boot affondarono molte navi mercantili alleate. Nel 1917 ciò aveva quasi fatto deviare la guerra verso le Potenze Centrali. Ma poiché la Gran Bretagna trovò una risposta nel sistema di convogli, il prolungato blocco alleato portò al collasso e all'eventuale sconfitta delle forze armate tedesche alla fine del 1918.

### La strada verso la seconda guerra mondiale
Nel 1933 Adolf Hitler divenne cancelliere della Germania e, in seguito alla rimilitarizzazione della Renania, l'Anschluss con l'Austria e la successiva occupazione della Cecoslovacchia, molte persone cominciarono a credere che stesse arrivando una nuova "Grande Guerra", e dalla fine del 1937 Sir Frederick Leith-Ross, capo consigliere economico del governo britannico, iniziò a sollecitare alti esponenti del governo a pensare a un piano per rilanciare il blocco in modo che la Royal Navy - ancora la marina più potente del mondo - fosse pronta ad iniziare immediatamente a fermare le spedizioni in Germania una volta dichiarata la guerra. Leith-Ross aveva rappresentato gli interessi britannici all'estero per molti anni, avendo intrapreso una serie di importanti missioni all'estero in paesi tra cui Italia, Germania, Cina e Russia, esperienza che gli diede una prospettiva politica mondiale molto utile. Il suo piano era quello di rilanciare il blocco originale della prima guerra mondiale, ma di renderlo più snello, facendo un uso migliore della tecnologia e della vasta rete commerciale e commerciale all'estero della Gran Bretagna in modo che i contatti in luoghi commerciali chiave come New York, Rio de Janeiro, Tokyo, Roma o Buenos Aires avrebbero potuto fungere da vasto sistema di raccolta di informazioni. Facendo uso di suggerimenti forniti da una vasta gamma di individui come banchieri, acquirenti mercantili, stivatori sul lungomare e operatori navali che svolgevano il loro dovere patriottico, la Marina avrebbe potuto avere una conoscenza anticipata inestimabile di quali navi avrebbero potuto trasportare il contrabbando molto prima che raggiungessero il porto.

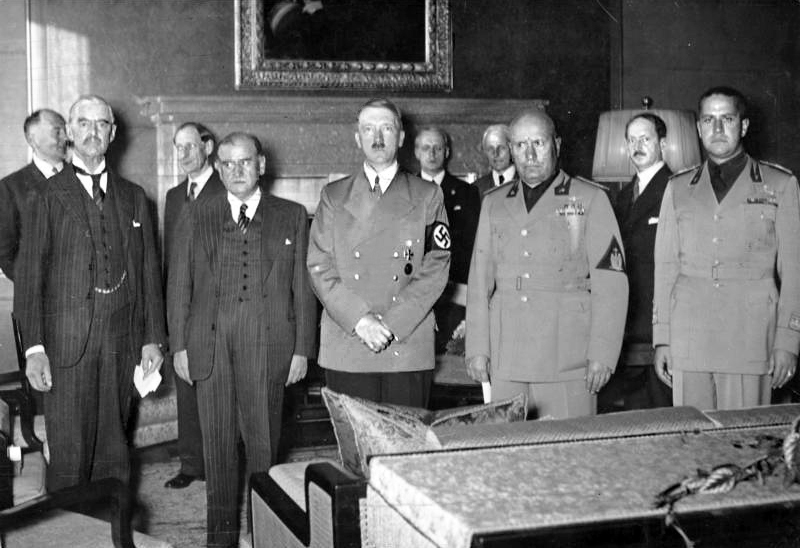
Da sinistra a destra: Chamberlain, Daladier, Hitler, Mussolini, e Ciano nella foto prima di firmare l'Accordo di Monaco, che diede il Sudetenland alla Germania.

Inizialmente il primo ministro, Neville Chamberlain, non era entusiasta dell'idea e sperava ancora di evitare la guerra, ma in seguito alla sua pacificazione di Hitler a Monaco nel settembre 1938, che venne ampiamente vista come un misura provvisoria per guadagnare tempo, anche lui iniziò a rendersi conto della necessità di urgenti preparativi per la guerra. Durante gli ultimi 12 mesi di pace, la Gran Bretagna e la Francia realizzarono un vigoroso rafforzamento delle loro forze armate e della produzione di armi. Il tanto atteso caccia Supermarine Spitfire iniziò a entrare in servizio, la prima delle nuove navi da guerra ordinate nell'ambito del programma di emergenza del 1936 iniziò ad unirsi alla flotta e il Ministero dell'Aeronautica apportò gli ultimi ritocchi alla Chain home, la rete di allerta precoce di stazioni radio di rilevamento della direzione (in seguito chiamate radar), per portarla alla piena prontezza operativa.
Un documento congiunto franco-britannico sulla politica strategica pubblicato nell'aprile 1939 riconosceva che, nella prima fase di qualsiasi guerra con la Germania, la guerra economica era probabilmente l'unica arma offensiva efficace degli Alleati. I piani di guerra della Royal Navy, consegnati alla flotta nel gennaio 1939, esponevano tre elementi critici di una futura guerra in mare. La considerazione più fondamentale era la difesa del commercio nelle acque interne e nell'Atlantico al fine di mantenere le importazioni delle merci di cui la Gran Bretagna aveva bisogno per la propria sopravvivenza. Di secondaria importanza era la difesa del commercio nel Mediterraneo e nell'Oceano Indiano. Se anche l'Italia, come ipotizzato, avesse dichiarato guerra e fosse diventata un avversario aggressivo, la sua posizione geografica dominante avrebbe potuto costringere le navi a fare il giro lungo del Capo di Buona Speranza (Sudafrica), ma si sperava di contenerla con una forte flotta nel Mediterraneo. Infine, vi era la necessità di un vigoroso blocco contro la Germania e l'Italia.

### La situazione prebellica in Germania
In Germania, dove Hitler aveva avvertito i suoi generali e capi di partito che ci sarebbe stata un'altra guerra già nel 1934, c'era grande preoccupazione per i potenziali effetti di un nuovo blocco. Per costringere la Germania a firmare il Trattato di Versailles, il blocco originario venne esteso per altri nove mesi dopo la fine dei combattimenti nell'ottobre 1918. Questa linea di condotta, che Hitler definì "la più grande violazione della fede di tutti i tempi", causò orrende sofferenze al popolo tedesco e, secondo alcuni autori, causò circa mezzo milione di morti per fame. La Germania perse anche la sua intera flotta da battaglia di moderne navi da guerra alla fine della guerra e sebbene nuove navi venissero costruite il più velocemente possibile - le corazzate Bismarck e Tirpitz erano state varate ma non ancora completate - non erano in nessuna posizione per affrontare le marine britanniche e francesi a parità di condizioni.

La Grande Depressione in una prospettiva internazionale.I triangoli segnano i punti in cui le nazioni hanno sospeso la convertibilità dell'oro e/o hanno svalutato la loro valuta rispetto all'oro.

Fortemente carente di risorse naturali, l'economia tedesca si basava tradizionalmente sull'importazione di materie prime per fabbricare beni per la riesportazione e sviluppò una reputazione per la produzione di merce di alta qualità. Nel 1900 la Germania aveva la più grande economia in Europa ed entrò in guerra nel 1914 con abbondanti riserve di oro e valuta estera e buoni rating creditizi. Ma alla fine della guerra, sebbene anche il Regno Unito avesse perso un quarto della sua ricchezza reale, La Germania era in rovina e da allora aveva conosciuto una serie di gravi problemi finanziari ; prima l'iperinflazione causata dall'obbligo di pagare le riparazioni per la guerra, poi – dopo un breve periodo di relativa prosperità a metà degli anni '20 sotto la Repubblica di Weimar – la Grande depressione, che seguì il crollo di Wall Street del 1929, che in parte portò all'aumento dell'estremismo politico in tutta Europa e alla presa del potere da parte di Hitler.
Sebbene a Hitler sia stato attribuito il merito di aver abbassato la disoccupazione da 6 milioni (alcune fonti affermano che la cifra reale fosse addirittura di 11 milioni) a praticamente zero mediante la coscrizione e il lancio di enormi progetti di lavori pubblici (simili al New Deal di Roosevelt), poiché con la costruzione delle Autobahn aveva poco interesse per l'economia e la "ripresa" della Germania venne infatti ottenuta principalmente con il riarmo e altri mezzi artificiali condotti da altri. Poiché la Germania non era da nessuna parte così ricca in termini reali come lo era stata una generazione prima, con riserve di valuta estera molto basse e zero crediti, Hjalmar Schacht, e più tardi Walther Funk, come ministro dell'Economia, usò una serie di dispositivi finanziari - alcuni molto intelligenti - per manipolare la valuta e orientare l'economia tedesca verso la Wehrwirtschaft (economia di guerra). Un esempio fu il MEFO, una sorta di cambiale prodotta dalla Reichsbank per pagare i produttori di armamenti ma che venne accettata anche dalle banche tedesche. Poiché i MEFO non figuravano nelle dichiarazioni di bilancio del governo, aiutavano a mantenere il segreto del riarmo ed erano, secondo le stesse parole di Hitler, solo un modo per stampare denaro. Schacht si dimostrò anche abile nel negoziare baratti estremamente redditizicon molte altre nazioni, fornendo in cambio competenze e attrezzature militari tedesche.
L'ufficiale nazista che assunse il ruolo di primo piano nella preparazione dell'industria tedesca alla guerra fu Hermann Göring. Nel settembre 1936 stabilì il Piano quadriennale, il cui scopo era rendere la Germania autosufficiente e impermeabile al blocco entro il 1940. Usando i suoi contatti e la sua posizione, oltre a tangenti e accordi segreti, stabilì la sua vasta impero industriale, la Reichswerke Hermann Göring, per produrre acciaio da minerale di ferro tedesco di bassa qualità, inghiottendo piccole aziende della Ruhr e arricchendosi immensamente nel processo. I lavori si trovavano nell'area delimitata da Hannover, Halle e Magdeburgo, considerata al sicuro da offensive teyrrestri, e venne avviato un programma per trasferire le industrie cruciali esistenti più vicine ai confini della Slesia, della Ruhr e della Sassonia nelle regioni centrali più sicure. I grandi fiumi del Danubio, dell'Elba, del Reno, dell'Oder, del Weser, del Meno e del Neckar vennero dragati e resi completamente navigabili e venne costruita un'intricata rete di canali per connetterli e collegarli alle principali città.
Mentre si costituivano le forze armate, le importazioni venivano ridotte al minimo indispensabile, venivano introdotti severi controlli sui prezzi e sui salari, i sindacati messi fuori legge e, consapevoli che certe merci sarebbero state difficili da ottenere una volta iniziato il blocco, vennero stipulati accordi con Svezia, Romania, Turchia, Spagna, Finlandia e Jugoslavia per facilitare lo stoccaggio di materiali vitali come tungsteno, petrolio, nichel, lana e cotone che sarebbero stati necessari per rifornire le forze armate forze in tempo di guerra. Sono stati fatti ingenti investimenti nelle industrie ersatz (sintetiche) per produrre beni dalle risorse naturali che la Germania aveva, come tessuti fatti di cellulosa, gomma e petrolio ricavati da carbone, zucchero e alcool etilico dal legno e materiali per l'industria della stampa prodotti dalle cime delle patate. C'erano anche prodotti alimentari surrogati come caffè a base di cicoria e birra di barbabietola da zucchero. La Germania investì anche in industrie straniere e programmi agricoli volti a soddisfare direttamente i loro bisogni particolari, come un piano per coltivare più semi di soia e di girasole invece che di mais in Romania.
Il giornalista americano William L. Shirer, che viveva a Berlino dal 1934 e che faceva regolarmente trasmissioni radiofoniche negli Stati Uniti per la CBS, notò che c'erano tutti i tipi di carenze ancor prima che iniziasse la guerra. La Germania produceva l'85% del proprio cibo e il Regno Unito il 91%. Tuttavia, anche dopo il razionamento, le porzioni di cibo erano sufficienti anche per i lavoratori forzati. Il 24 agosto 1939, una settimana prima dell'invasione della Polonia che diede inizio alla guerra, la Germania annunciò il razionamento di cibo, carbone, tessuti e sapone, e Shirer notò che fu soprattutto questa azione a far svegliare il popolo tedesco alla realtà che la guerra era imminente. Gli era concessa una saponetta al mese e gli uomini dovevano produrre un tubo di schiuma da barba per cinque mesi. Le casalinghe presto passavano ore in fila per le provviste; i negozianti a volte aprivano merci altrimenti non deperibili come le sardine in scatola davanti ai clienti quando venivano acquistate, per evitare l'accaparramento. L'indennità per l'abbigliamento era così esigua che per tutti gli scopi pratici le persone dovevano accontentarsi di qualunque abbigliamento già possedessero fino alla fine della guerra. Agli uomini era concesso un soprabito e due abiti, quattro camicie e sei paia di calzini, e dovevano dimostrare che quelli vecchi erano logori per ottenerne di nuovi. Alcuni articoli riportati sui tagliandi, come lenzuola, coperte e biancheria da tavola, potevano in realtà essere ottenuti solo dietro presentazione di apposita licenza.
Sebbene la leadership nazista sostenesse che la strategia di blocco alleata fosse illegale, si preparava comunque a contrastarla con tutti i mezzi necessari. In una minacciosa prefigurazione della guerra sottomarina indiscriminata a venire, la Kriegsmarine (marina) inviò istruzioni di battaglia nel maggio 1939 che includevano la minacciosa frase "i metodi di combattimento non mancheranno mai di essere impiegati semplicemente perché alcune norme internazionali si oppongono ad essi".

## Prima fase
Hitler invase la Polonia il 1º settembre 1939 e Gran Bretagna e Francia dichiararono guerra due giorni dopo. In poche ore il transatlantico britannico Athenia venne silurato dall'U-30 al largo delle Ebridi con la perdita di 112 vite, conducendo la Royal Navy a presumere che fosse iniziata la guerra indiscriminata degli U-Boot.
Sebbene la Francia, a differenza della Gran Bretagna, fosse in gran parte autosufficiente dal punto di vista alimentare e avesse bisogno di importare pochi prodotti alimentari, necessitava ancora di vaste importazioni dall'estero di armi e materie prime per il suo sforzo bellico e c'era una stretta cooperazione tra i due alleati. Come nella prima guerra mondiale, venne formato un Consiglio di guerra combinato per concordare strategia e politica e proprio come la British Expeditionary Force, che venne rapidamente mobilitata ed inviata in Francia, venne posta sotto l'autorità generale francese, allora vari componenti della marina francese vennero posti sotto il controllo dell'Ammiragliato.
In Gran Bretagna era opinione diffusa che subito dopo la dichiarazione sarebbero iniziati i bombardamenti delle grandi città e le massicce vittime civili. Nel 1932 il parlamentare Stanley Baldwin fece un famoso discorso in cui disse che "il bombardiere ce la farà sempre". Questo messaggio penetrò profondamente nel subconscio della nazione, ma quando gli attacchi non avvennero immediatamente, centinaia di migliaia di sfollati iniziarono gradualmente a tornare a casa nei mesi successivi.
Scapa Flow fvenne nuovamente selezionata come principale base navale britannica a causa della sua grande distanza dagli aeroporti tedeschi, tuttavia le difese costruite durante la prima guerra mondiale erano cadute in rovina. Durante una prima visita alla base, Churchill non rimase impressionato dai livelli di protezione contro gli attacchi aerei e sottomarini e rimase sbalordito nel vedere l'ammiraglia HMS Nelson prendere il mare senza scorta di cacciatorpediniere perché non ce n'era nessuno da risparmiare. Iniziarono gli sforzi per rimediare all'incuria del tempo di pace, ma era troppo tardi per impedire a un U-Boot di insinuarsi a Flow durante la notte del 14 ottobre e affondare la corazzata veterana Royal Oak con oltre 800 vittime.

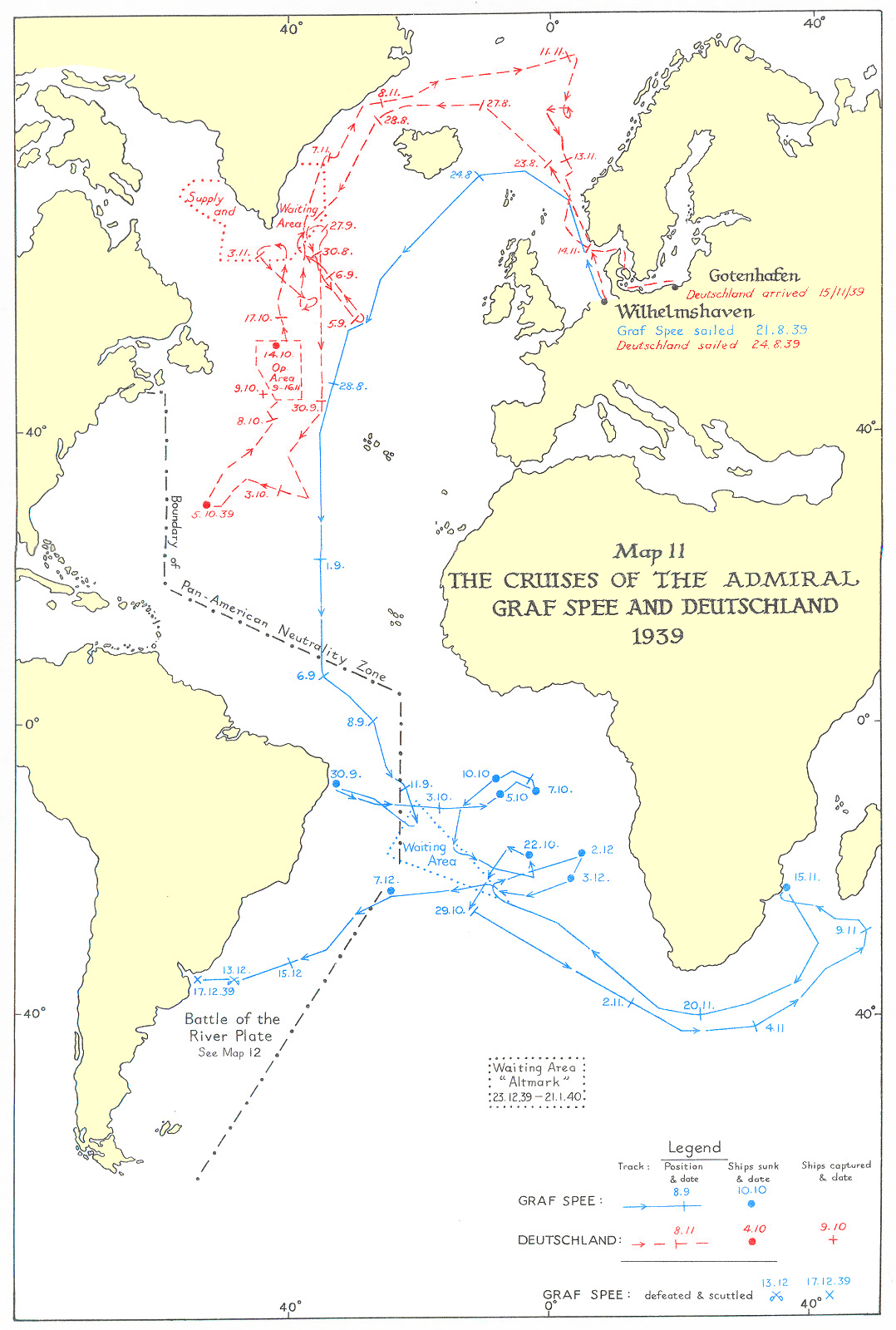
Le crociere dell'Admiral Graf Spee e della Deutschland, 1939.

Sebbene gli U-Boot fossero la minaccia principale, c'era da considerare anche la minaccia rappresentata dagli incursori di superficie; le tre "corazzate tascabili" che la Germania era autorizzata a costruire in base al Trattato di Versailles erano state progettate e costruite specificamente pensando agli attacchi al commercio oceanico. La loro forte corazza, i cannoni da 11 pollici e la velocità di 26 nodi (48 km/h) gli permettevano di superare qualsiasi incrociatore britannico, e due di loro, l'Admiral Graf Spee e la Deutschland erano salpate tra il 21 e il 24 agosto e ora erano libere in alto mare dopo essere sfuggite alla Northern Patrol, la squadriglia della marina che pattugliava tra la Scozia e l'Islanda. La Deutschland rimase al largo della Groenlandia in attesa che le navi mercantili attaccassero, mentre la Graf Spee viaggiò rapidamente verso sud attraverso l'equatore e presto iniziò ad affondare le navi mercantili britanniche nell'Atlantico meridionale. Poiché la flotta tedesca non disponeva di navi capitali sufficienti per montare una linea di battaglia tradizionale, gli inglesi e i francesi furono in grado di disperdere le proprie flotte per formare gruppi di cacciatori per rintracciare e affondare gli incursori commerciali tedeschi, ma la caccia ai due incursori doveva riunire non meno di 23 navi importanti insieme a mezzi ausiliari e navi pesanti aggiuntive per proteggere i convogli.
All'inizio della guerra gran parte della flotta mercantile tedesca era in mare, e circa il 30% cercò rifugio in porti neutrali dove non poteva essere attaccato, come in Spagna, Messico, Sudamerica, Stati Uniti, Africa Orientale Portoghese e Giappone. 28 navi tedesche di bauxite erano rintanate a Trieste e, mentre alcune navi passeggeri, come la New York, St Louis e la Bremen riuscirono a tornare a casa, molte finirono bloccate con merci che si deterioravano o marcivano nelle loro stive e con navi alleate in attesa di catturarle o affondarle immediatamente se avessero tentato di lasciare il porto. I tedeschi provarono vari modi per evitare la perdita delle navi, come camuffarsi da navi neutrali o vendere le loro navi a bandiere straniere, ma il diritto internazionale non consentiva tali transazioni in tempo di guerra. Fino al Natale del 1939, almeno 19 mercantili tedeschi vennero affondati dai loro equipaggi per evitare che venissero presi dagli Alleati. La stessa corazzata tascabile Graf Spee venne affondata fuori Montevideo, Uruguay, dove aveva cercato di riparare i danni subiti durante la battaglia del Río de la Plata, dopo che gli inglesi diffusero false voci sull'arrivo di una vasta forza navale incaricata di affondarla, un primo successo per la Royal Navy.

### Il controllo del contrabbando
Il giorno dopo la dichiarazione, l'Ammiragliato britannico annunciò che tutte le navi mercantili erano ora passibili di esame da parte del Servizio navale di controllo del contrabbando e del Ministero del blocco francese, che mise le sue navi sotto il comando britannico. A causa delle terribili sofferenze e carestie causate dall'uso originale della strategia, non venne realizzata volutamente una formale dichiarazione di blocco, ma il comunicato elencava i tipi di contrabbando di guerra che potevano essere confiscati se trasportati. Comprendeva tutti i tipi di derrate alimentari, mangimi per animali, foraggio e abbigliamento, nonché articoli e materiali utilizzati nella loro produzione. Questo era noto come contrabbando condizionale di guerra. Inoltre, c'era il contrabbando assoluto, che era costituito da:
- Tutte le munizioni, gli esplosivi, i prodotti chimici o gli apparecchi adatti all'uso nella guerra chimica;
- Carburanti di ogni genere e tutti gli accorgimenti per mezzi di trasporto terrestri, acquatici o aerei;
- Tutti i mezzi di comunicazione, strumenti, attrezzi e strumenti necessari per portare avanti operazioni ostili;
- Moneta, lingotti, valuta e cambiali

La Royal Navy selezionò tre località sul suolo nazionale per il controllo del contrabbando: Weymouth e Le Dune nel sud per coprire gli approcci della Manica, e Kirkwall nelle Orkney per coprire il Mare del Nord. Se le navi avevano il permesso governativo o navigavano direttamente verso i porti alleati per scaricare merci o passeggeri, non sarebbero state trattenute più del necessario per determinare la loro identità, ma se su altre rotte avrebbero dovuto fermarsi nei porti designati per il controllo del contrabbando per controlli dettagliati. Le navi che procedevano verso est attraverso il Canale della Manica con l'intenzione di oltrepassare Le Dune, se non facevano scalo in nessun altro porto della Manica, dovevano fare scalo a Weymouth per l'esame di controllo del contrabbando. Le navi dirette ai porti europei o in rotta verso il nord della Scozia avrebbero dovuto fare scalo a Kirkwall.
Altre tre strutture britanniche di ispezione del contrabbando vennero istituite a Gibilterra per controllare l'accesso in entrata e in uscita dal Mediterraneo occidentale, Haifa all'altra estremità del Mediterraneo nella Palestina settentrionale e Aden sulla costa oceanica indiana dello Yemen all'ingresso meridionale del Mar Rosso per controllare l'accesso al Mediterraneo attraverso il Canale di Suez. Per pattugliare il Mediterraneo e l'accesso del Mar Rosso all'Oceano Indiano, la Gran Bretagna avrebbe collaborato con i francesi, la cui marina era la quarta più grande del mondo e comprendeva un buon numero di navi moderne e potenti con altre in fase di completamento. Venne concordato che i francesi avrebbero tenuto il bacino del Mediterraneo occidentale attraverso Marsiglia e la loro base a Mers El Kébir (Orano) sulla costa dell'Algeria, mentre gli inglesi avrebbero tenuto il bacino orientale attraverso la loro base ad Alessandria. Gli Alleati avevano il controllo pratico sul Canale di Suez, che forniva il passaggio tra il Mediterraneo orientale e l'Oceano Indiano attraverso Porto Said all'ingresso settentrionale del canale. Il canale, costruito in gran parte dal capitale francese, a quel tempo passò sotto la giurisdizione britannica a seguito del Trattato anglo-egiziano del 1936.

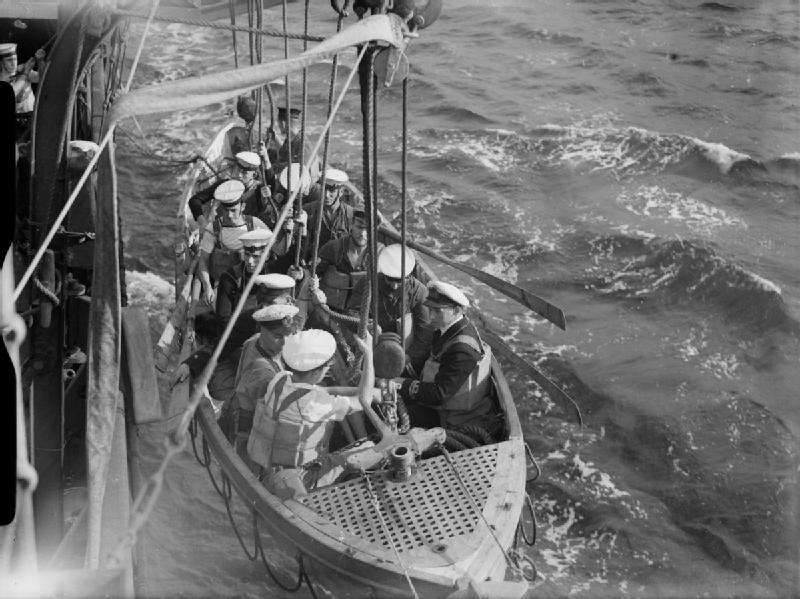
Controllo del contrabbando in mare. La baleniera dell', con un gruppo d'imbarco di dodici uomini armati di revolver, viene calata prima d'ispezionare una nave mercantile. Il gruppo controllava i documenti e il certificato di navigazione della nave per assicurarsi che non fosse impegnata a rifornire il nemico.

Il lavoro d'ispezione vero e proprio dei carichi era svolto dai doganieri e dagli ufficiali e uomini della Royal Navy che, insieme alle loro navi, erano assegnati al controllo del contrabbando per vari periodi di servizio. Il lavoro di ufficiale di controllo richiedeva grande tatto di fronte a capitani neutrali irati e ribelli, in particolare olandesi e scandinavi che avevano una lunga tradizione di commerci con la Germania. Le pattuglie di controllo del contrabbando punteggiarono tutte le pratiche rotte marittime, fermando tutte le navi neutrali e rendendo la vita molto difficile a chiunque cercasse di passare, costringendole nei porti e bloccandole per giorni prima dell'ispezione, in alcuni casi rovinando merci deperibili. I porti di controllo erano spesso molto sovraffollati, la telescrivente inviava costantemente elenchi di merci e manifesti da controllare rispetto agli elenchi delle quote di importazione. Anche per navi innocenti era inevitabile un ritardo di uno o due giorni; gli ufficiali di controllo del contrabbando avevano ricevuto istruzioni di essere estremamente educati e di scusarsi con tutti gli interessati. I capitani neutrali spesso esprimevano totale stupore e perplessità per il livello di conoscenza anticipata britannica delle loro attività e presto si resero conto che era difficile nascondere qualcosa. Sebbene vennero fatti numerosi tentativi per aggirare il blocco, la rete era estremamente difficile da evitare e la maggior parte dei capitani neutrali si fermò volontariamente in uno degli otto porti di controllo del contrabbando alleato.

### Il Ministero della guerra economica
Il compito di coordinare le varie agenzie coinvolte nel blocco era svolto dal Ministero della guerra economica (MEW), che nelle ultime settimane prima dello scoppio della guerra era stato istituito da Frederick Leith-Ross. Leith-Ross non era stato scoraggiato dall'accoglienza inizialmente tiepida di Chamberlain al suo piano per rilanciare il blocco, ma in realtà aveva trascorso il tempo dopo Monaco a continuare i suoi preparativi a prescindere. Leith-Ross reclutò abili banchieri, statistici, economisti ed esperti di diritto internazionale e un esercito di oltre 400 impiegati amministrativi e funzionari per il suo nuovo ministero. Era loro compito compilare e vagliare le informazioni grezze ricevute dai vari contatti all'estero e di altro tipo, per incrociarle con i dati noti sui movimenti e sui carichi delle navi e trasmettere qualsiasi informazione pertinente al controllo del contrabbando. Essi compilarono anche l'elenco statutario – a volte noto come "lista nera" – delle aziende note per commerciare regolarmente con la Germania o che erano state finanziate direttamente dalla Germania. A metà settembre il Ministero pubblicò un elenco di 278 persone e aziende filo-tedesche in tutto il mondo con le quali a mercanti e armatori britannici era vietato fare affari, soggetti a pesanti sanzioni. Quando venivano rilevate spedizioni da queste società, di solito veniva data loro priorità per l'intercettazione.
Una lezione che era stata appresa dalla prima guerra mondiale era che, sebbene la marina potesse fermare le navi in mare aperto, si poteva fare poco per i commercianti che fungevano da intermediari, importando i materiali di cui i nazisti avevano bisogno nel loro paese neutrale e poi trasportandoli via terra in Germania per profitto. Leith–Ross trascorse i mesi prima della guerra compilando un massiccio dossier sulle quantità annuali di materiali che i paesi confinanti con la Germania normalmente importavano in modo che, se avessero superato questi livelli in tempo di guerra, si sarebbero potute esercitare pressioni sulle autorità di quei paesi affinché agissero. I diplomatici delle nazioni scandinave, così come dell'Italia e dei paesi balcanici, che erano anche i principali fornitori della Germania, ricevettero elenchi di quote di varie merci e gli venne detto che potevano importare queste quantità e non di più, altrimenti sarebbe stata intrapresa un'azione contro di loro.
Una nave che si fermava in un porto di controllo issava una bandiera rossa e bianca con un bordo blu per indicare che era in attesa di controllo. Di notte le autorità portuali usavano le luci di segnalazione per avvertire uno skipper che doveva fermarsi e la bandiera doveva rimanere alzata fino a quando la nave non fosse passata. Gli accordi per l'imbarco ed il controllo delle navi venivano presi nella "Sala d'imbarco" del porto e alla fine una squadra di 2 ufficiali e 6 uomini s'imbarcava su un peschereccio o una lancia a motore verso la nave. Dopo essersi scusati con il capitano per il disturbo, ispezionavano i documenti della nave, il manifesto e le polizze di carico. Allo stesso tempo, la cabina radio veniva sigillata, in modo che non potesse essere inviato nessun segnale mentre la nave si trovava nella zona controllata. Dopo essersi accertati che il carico corrispondesse alle registrazioni scritte, la squadra tornava a terra e veniva inviato tramite telescrivente al Ministero un riepilogo del manifesto, dei passeggeri, dei porti di origine e di destinazione. Ricevuto il consenso del ministero, i documenti della nave venivano restituiti al comandante insieme a un certificato di nulla osta navale e alcune bandiere speciali - una per ogni giorno - a significare che erano già state controllate e potevano passare altre pattuglie e porti senza essere fermati. Se il ministero trovava qualcosa di sospetto, la squadra tornava per esaminare il carico. Se una parte o tutto il carico veniva giudicato sospetto, la nave veniva indirizzata verso un porto più conveniente dove il carico veniva affidato al tribunale di preda dal Maresciallo dell'Ammiragliato, che lo tratteneva fino a quando il tribunale non si fosse riunito per decidere l'esito, che avrebbe potuto includere la restituzione al capitano o la conferma della sua confisca per essere venduta in un secondo momento e il ricavato inserito in un fondo premio per la distribuzione tra la flotta dopo la guerra. Un capitano scontento avrebbe potuto contestare il sequestro come illegale, ma l'elenco delle merci vietate venne intenzionalmente ampliato per includere "qualsiasi merce che possa essere utilizzata o convertita per la fabbricazione di materiale bellico".
Nelle prime quattro settimane di guerra, i dati ufficiali affermavano che la Royal Navy aveva confiscato 289.000 tonnellate di contrabbando e la Marine Nationale francese 100.000 tonnellate. I tedeschi risposero con il proprio controblocco dei rifornimenti destinati ai porti alleati e pubblicarono una lista di contrabbando praticamente identica a quella britannica. Tutto il traffico neutrale dal Mar Baltico doveva passare attraverso il Canale di Kiel per l'ispezione, ma con una frazione delle forze navali dei loro nemici, l'azione era più di sfida, ma era destinata ad avere un grande impatto sulla spedizione scandinava neutrale, che tra l'altro forniva alla Gran Bretagna grandi quantità di pasta di legno per cellulosa esplosiva e carta da giornale. La Germania iniziò prendendo di mira le barche di cellulosa norvegesi, svedesi e finlandesi, affondandone diverse prima che la Svezia chiudesse la sua industria della pasta di cellulosa e minacciasse di interrompere l'invio di ferro alla Germania a meno che gli attacchi non cessassero. La Germania iniziò quindi a sequestrare navi danesi che trasportavano burro, uova e pancetta in Gran Bretagna, violando la promessa di consentire alla Danimarca di commerciare liberamente con i suoi nemici.
Fino al 21 settembre 1939 erano state arrestate oltre 300 navi britanniche e 1.225 neutrali, di cui 66 avevano il carico confiscato. In molti casi questi carichi si rivelarono utili per lo sforzo bellico degli Alleati: il controllo del contrabbando intercettò anche una partita di 2 tonnellate di caffè destinata alla Germania, dove la popolazione era da tempo ridotta a sostituti del bere non ricavati affatto dai chicchi di caffè. Quando venne ispezionato il manifesto della nave danese Danmark, gestita dalla Halal Shipping Company Ltd, il destinatario era indicato come nientemeno che Herr Hitler, President Republique Grand Allemagne. Dall'inizio della guerra all'inizio di ottobre il numero medio giornaliero di navi neutrali che sostavano volontariamente a Weymouth era di 20, di cui ne vennero esaminate 74, che trasportavano 513.000 tonnellate; vennero sequestrate 90.300 tonnellate di minerale di ferro, grano, olio combustibile, benzina e manganese di contrabbando. Venne fatto ancora di più nelle altre due stazioni di contrabbando di Orkney e Kent.

### La carenza di spedizioni
All'inizio della guerra, la Germania possedeva 60 U-Boot, ma stava rapidamente costruendo nuovi vascelli e ne avrebbe avuti oltre 140 entro l'estate del 1940. Mentre la Gran Bretagna poteva contare su imponenti flottiglie di corazzate e incrociatori per scontri diretti tra navi, queste navi pesanti erano di utilità limitata contro gli U-Boot. La Gran Bretagna ora conservava meno della metà del totale di 339 cacciatorpediniere che aveva al culmine della battaglia nel 1917, quando gli U-Boot quasi costrinsero la Gran Bretagna a considerare la resa.
Immediatamente vennero ordinate 58 di un nuovo tipo di piccola nave di scorta chiamata corvetta, che poteva essere costruita in 12 mesi o meno. Le lance a motore del nuovo progetto dell'Ammiragliato vennero messe in servizio per il lavoro costiero e, successivamente, venne stabilita una versione più grande e migliorata della corvetta, la fregata. Per liberare i cacciatorpediniere per le operazioni oceaniche e di combattimento effettive, le navi mercantili vennero convertite e armate per il lavoro di scorta, mentre anche le navi francesi vennero dotate di set ASDIC, che consentirono loro di rilevare la presenza di un sottomarino sommerso.
La massiccia espansione della costruzione navale portò al limite la capacità di costruzione navale britannica, compresi i suoi cantieri canadesi. La costruzione o il completamento di navi che non sarebbero state completate fino a dopo il 1940 vennero ridimensionate o sospese a favore di navi che potevano essere completate rapidamente, mentre l'entrata in servizio nella flotta di una serie di quattro nuove portaerei della classe Illustrious, ordinata in una revisione di emergenza nel 1936 e che erano tutte finite o quasi completate, venne ritardata fino alla fine della guerra a favore di navi più immediatamente utili. Vennero compiuti grandi sforzi per completare le nuove corazzate King George V e Prince of Wales prima che la Bismarck potesse essere completata ed iniziasse ad attaccare i convogli alleati, mentre anche i francesi si sforzarono di completare corazzate altrettanto avanzate, la Richelieu e la Jean Bart entro l'autunno del 1940 per incontrare la minaccia mediterranea di due corazzate italiane in fase di completamento.
Per colmare il divario durante le prime settimane cruciali mentre venivano preparate le navi ausiliarie antisommergibile, vennero utilizzate portaerei per scortare le numerose navi non protette che si avvicinavano alle coste britanniche. Tuttavia questa strategia si rivelò costosa; la nuova portaerei Ark Royal venne attaccata da un U-Boot il 14 settembre, mentre la vecchia portaerei Courageous, che stava fuggendo, non fu così fortunata, venendo affondata pochi giorni dopo con gravi perdite di vite umane. Le navi che lasciavano il porto potevano essere dotate di uno schermo protettivo limitato dagli aerei che volavano da basi terrestri, ma in questa fase del conflitto esisteva un "Mid-Atlantic Gap", in cui ai convogli non poteva essere fornita copertura aerea. Churchill lamentò la perdita di Berehaven e degli altri Porti dell'Irlanda del Sud, che riduceva notevolmente il raggio operativo delle scorte, a causa della determinazione del leader irlandese Éamon de Valera di rimanere decisamente neutrale nel conflitto.
Nella prima settimana di guerra, la Gran Bretagna perse 65.000 tonnellate di navi; nella seconda settimana vennero perse 46.000 tonnellate e nella terza settimana 21.000 tonnellate. Alla fine di settembre 1939, erano operativi convogli oceanici regolari, in uscita dal Tamigi e da Liverpool, e verso l'interno da Gibilterra, Freetown e Halifax. Per compensare le perdite delle navi mercantili e per consentire un aumento delle importazioni di beni bellici, iniziarono i negoziati con paesi neutrali come Norvegia e Paesi Bassi per rilevare i loro mercantili su permesso del governo centrale.

### Il Navicert
Altrove, il blocco cominciò a fare il suo lavoro. Dalla Norvegia, attraverso e giù per il Mare del Nord, nella Manica e in tutto il Mediterraneo e il Mar Rosso, la potenza marittima ed aerea Alleata iniziò lentamente a dissanguare le scorte della Germania. Solo nei primi 7 giorni di ottobre, il controllo del contrabbando britannico trattenne, confiscando carichi neutrali o catturando navi tedesche, 13.800 tonnellate di petrolio, 2.500 tonnellate di zolfo, 1.500 tonnellate di iuta (la materia prima da cui si ricava la tela di juta ed i prodotti di iuta), 400 tonnellate di prodotti tessili, 1.500 tonnellate di alimenti per animali, 1.300 tonnellate di oli e grassi, 1.200 tonnellate di prodotti alimentari, 600 tonnellate di semi oleosi, 570 tonnellate di rame, 430 tonnellate di altri minerali e metalli, 500 tonnellate di fosfati, 320 tonnellate di legname e varie altre quantità di prodotti chimici, cotone, lana, cuoio e pelli, gomma, seta, gomme e resine, materiale conciario e macchinari per la frantumazione dei minerali.
A due mesi dall'inizio della guerra, il Ministero reintrodusse il Navicert (Navigational Certificate), utilizzato per la prima volta con grande efficacia durante la prima guerra mondiale. Questo sistema era in sostanza un passaporto commerciale applicato alle merci prima che fossero spedite ed utilizzato su larga scala. Il possesso di un Navicert dimostrava che una spedizione era già stata dichiarata non contrabbando dall'Ambasciatore di Sua Maestà nel paese di origine e consentiva al capitano di superare pattuglie e porti di controllo del contrabbando senza essere fermato, risparmiando alla Marina e al Ministero la fatica di rintracciare la spedizione. I trasgressori, tuttavia, potevano aspettarsi un trattamento duro. Avrebbero potuto essere minacciati con misure di controllo del bunker oil, rifiutare ulteriori certificazioni o subire il sequestro del loro carico o della loro nave. Al contrario, i neutrali che avevano fatto di tutto per cooperare con le misure avrebbero potuto aspettarsi lo status di "nazione favorita" e avere la priorità per l'approvazione delle loro navi. L'Italia, sebbene alleata di Hitler, non era ancora entrata in guerra e i suoi capitani godettero di tempi di risposta molto più rapidi seguendo il sistema Navicert rispetto agli americani, che in gran parte rifiutarono di accettarne la legittimità.

### La reazione americana al blocco navale britannico
Anche le navi passeggeri erano soggette al controllo del contrabbando perché trasportavano bagagli e piccoli oggetti di carico come posta e pacchi, e gli americani erano particolarmente furiosi per l'insistenza britannica sull'apertura di tutta la posta destinata alla Germania. Al 25 novembre 1939, erano state fermate 62 navi statunitensi di vario tipo, alcune per tre settimane, e si svolse molta diplomazia dietro le quinte per appianare le ricadute politiche. Il 22 dicembre il Dipartimento di Stato USA presentò una protesta formale, senza alcun risultato. Il 30 dicembre il Manhattan, che trasportava 400 tonnellate di piccolo carico, salpò da New York per consegnare la posta in Italia, ma venne fermato sei giorni dopo da un cacciatorpediniere britannico a Gibilterra. Sebbene il capitano fosse sceso a terra per protestare furiosamente alle autorità presso il Consolato americano, la nave venne ritardata di 40 ore poiché il British Contraband Control verificò i registri e il manifesto della nave, rimuovendo infine 235 sacchi di posta indirizzati alla Germania.
Negli Stati Uniti, con la loro tradizione che "la posta deve sempre arrivare", e dove la rapina a mano armata della posta comportava una pena detentiva obbligatoria di 25 anni, c'erano richieste per il trasporto della posta su navi da guerra, ma i controlli - come con tutti questi viaggi - si ripeterono sulla tratta di ritorno mentre il controllo del contrabbando perquisiva nuovamente la nave alla ricerca di qualsiasi cosa di valore che potesse essere stata portata fuori dalla Germania. Il 22 gennaio l'ambasciatore del Regno Unito ricevette una nota dal Dipartimento di Stato che definiva la pratica "del tutto ingiustificabile" e chiedeva una correzione immediata. Ma nonostante il Foreign Office britannico esortasse il Ministero della guerra economica ad essere cauto, per paura di danneggiare le relazioni con gli Stati Uniti, gli inglesi affermarono di aver scoperto una cospirazione nazionale statunitense per inviare vestiti, gioielli, titoli, contanti, generi alimentari, cioccolata, caffè e sapone in Germania per posta, e non ci fu ritrattazione.

### Gruss und Kuss
Dall'inizio della guerra, un flusso costante di pacchi, molti contrassegnati con Gruss und Kuss ("saluti e baci!") era stato inviato dagli Stati Uniti attraverso paesi neutrali alla Germania da un certo numero di organizzazioni con sede negli Stati Uniti, eufemisticamente denominate "agenzie di viaggio", che pubblicizzavano speciali combinazioni di pacchetti regalo sui giornali in lingua tedesca. Nonostante i prezzi elevati, un'azienda di posta, la Fortra Corporation di Manhattan, ammise di aver inviato 30.000 pacchi alimentari in Germania in meno di tre mesi, un giro d'affari che superò il milione di dollari all'anno. Gli inglesi affermarono che, su 25.000 pacchi esaminati in tre mesi, 17.000 contenevano generi alimentari di contrabbando e contanti in ogni sorta di valuta estera, diamanti, perle e mappe di "potenziale valore militare". Quando una tonnellata di posta aerea dell'idrovolante della Pan American Airlines (PAA) American Clipper venne confiscata alle Bermuda, il governo americano vietò a titolo definitivo l'invio di pacchi attraverso la posta aerea degli Stati Uniti. Durante questo periodo, anche la compagnia LATI, che volava tra il Sud America e l'Europa, veniva usata per contrabbandare piccoli articoli come diamanti e platino, in alcuni casi, nascosti all'interno della struttura del velivolo, fino a quando la pratica venne interrotta dai governi brasiliano e statunitense e i beni della compagnia aerea in Brasile vennero confiscati dopo che i servizi d'intelligence britannici nelle Americhe progettarono una rottura nelle relazioni tra la compagnia aerea e il governo brasiliano. Le agenzie di viaggio statunitensi vennero infine chiuse insieme ai consolati e ai centri d'informazione tedeschi il 16 giugno 1941.

### La strana guerra
Durante i primi mesi della guerra, la strana guerra, l'unico luogo in cui si svolsero combattimenti sostanziali fu in mare. Notizie sui successi ottenuti dagli uomini del Controllo del contrabbando raramente uscivano dai giornali e fornivano un'utile propaganda per sostenere il morale dei civili. Nelle prime 15 settimane di guerra gli Alleati dichiararono di aver prelevato 870.000 tonnellate di merci, pari al 10% delle normali importazioni tedesche per un intero anno. Ciò includeva 28 milioni di galloni americani (110 000 m³) di benzina e pelli di animali sufficienti per 5 milioni di paia di stivali, e non teneva conto della perdita in Germania di merci che non erano state spedite per paura del sequestro.
I preparativi tedeschi per contrastare gli effetti della guerra militare ed economica furono molto più severi che in Gran Bretagna. Il 4 settembre venne imposta una tassa del 50% su birra e tabacco e l'imposta sul reddito salì al 50%. Nei mesi precedenti tutte le persone abili nelle città dovevano per legge svolgere lavori bellici come riempire sacchi di sabbia per le difese e rifugi antiaerei e ora era considerato un reato chiedere un aumento di stipendio o esigere una paga extra per gli straordinari. Il 7 settembre a Heinrich Himmler vennero concessi nuovi poteri ad ampio raggio per punire la popolazione per "aver messo in pericolo il potere difensivo del popolo tedesco"; il giorno successivo un operaio venne fucilato per essersi rifiutato di prendere parte al lavoro difensivo. La nuova legislazione, spesso applicata dal Tribunale del Popolo, venne resa deliberatamente vaga per coprire una varietà di situazioni e avrebbe potuto essere molto grave. Col tempo avrebbe portato alla pena di morte per reati come la falsificazione dei buoni alimentari e la protesta contro l'amministrazione. Shirer registrò nel suo diario il 15 settembre che il blocco stava già avendo un effetto diretto. Aveva tagliato la Germania dal 50% delle sue normali importazioni di nichel, cotone, stagno, petrolio e gomma, e dall'inizio della guerra aveva anche perso l'accesso al ferro francese, rendendola estremamente dipendente dalla Svezia per questo materiale vitale.
La Germania ora guardava alla Romania per gran parte del petrolio di cui aveva bisogno e all'Unione Sovietica per un'ampia gamma di merci. Oltre a consentire a Hitler di proteggere i suoi confini orientali e annientare la Polonia, il patto nazi-sovietico portò alla Germania considerevoli benefici economici nell'agosto 1939. Oltre a fornire strutture di rifornimento e riparazione per i sottomarini tedeschi ed altre navi nel suo remoto porto artico di Teriberka, a est di Murmansk, i sovietici - "neutrali belligeranti" nelle parole di Churchill - accettarono anche grandi quantità di grano, stagno, benzina e gomma dall'America nei suoi porti nell'Artico e nel Mar Nero e, invece di trasportarli in tutto il continente, rilasciarono volumi identici dello stesso materiale alla Germania. Prima della guerra le esportazioni totali degli Stati Uniti verso l'Unione Sovietica erano stimate in meno di 1 milione di sterline al mese; a questo punto, si sapeva che superavano i 2 milioni di sterline al mese. Fin dall'inizio, sebbene in precedenza fossero stati odiati nemici, tra i due paesi ebbe luogo un commercio diretto su larga scala perché entrambi erano in grado di offrire qualcosa che l'altro desiderava. Alla Germania mancavano le risorse naturali che l'Unione Sovietica aveva in abbondanza, mentre all'epoca l'Unione Sovietica era ancora un paese relativamente arretrato e bisognoso della tecnologia più avanzata. Tuttavia, entro la fine di dicembre 1939 i sovietici non accettarono d'iniziare a inviare materie prime poiché non erano soddisfatti delle offerte tedesche, citando il rifiuto di ottenere parte di ciò che volevano e prezzi eccessivamente alti su tutti gli altri, e l'effettivo commercio nell'ambito del trattato quadro firmato in agosto decollò solo nel 1940 (vedi sotto).
I tedeschi mantennero una strategia aggressiva in mare per portare a casa il proprio blocco degli alleati. La Lloyd's List mostrò che alla fine del 1939 avevano affondato 249 navi con sottomarini, attacchi aerei o mine. Queste perdite includevano 112 navi britanniche e 12 francesi, ma dimostrarono anche il tasso sproporzionato di perdite da parte delle nazioni neutrali. La Norvegia, una grande nazione marinara sin dai tempi dei Vichinghi, aveva perso quasi la metà della sua flotta nella prima guerra mondiale, ma ora possedeva una marina mercantile di circa 2.000 navi, con tonnellaggio superata solo dalla Gran Bretagna, dagli Stati Uniti e dal Giappone. Aveva già perso 23 navi, con molte altre attaccate e dozzine di marinai uccisi, mentre la Svezia, il principale fornitore di ferro della Germania, aveva perso 19 navi, la Danimarca 9 e il Belgio 3. Anche i Paesi Bassi, con il 75% delle sue spedizioni commerciali in uscita da Rotterdam alla Germania, avevano perso 7 navi, eppure tutti questi paesi continuarono a commerciare con la Germania. Churchill era infinitamente frustrato e confuso dal rifiuto dei neutrali di differenziare apertamente tra i metodi britannici e tedeschi di condurre la guerra marittima e dalla loro determinazione a mantenere i modelli di commercio prebellici, ma si fermò prima di condannarli, credendo che gli eventi alla fine avrebbe dimostrato che gli Alleati avevano ragione. Commentò;
Il commercio neutrale che Churchill trovò più perplesso era il commercio di ferro svedese. La Svezia forniva alla Germania 9 milioni di tonnellate di minerale di alta qualità all'anno attraverso i suoi porti baltici, senza i quali la produzione tedesca di armamenti sarebbe stata paralizzata. Questi porti gelavano in inverno, ma era disponibile una rotta alternativa dal porto norvegese di Narvik, da cui il minerale veniva trasportato lungo una rotta marittima parzialmente nascosta (che Churchill chiamò Corridoio norvegese) tra la costa e lo Skjærgård, un catena continua di circa 50.000 isolotti (piccole isole disabitate) formate glacialmente, faraglioni e rocce che percorrono l'intera lunghezza di 1.600 km della costa occidentale. Come nella prima guerra mondiale, i tedeschi usarono il corridoio norvegese per viaggiare all'interno delle acque neutre di 3 miglia nautiche (5,6 km) dove la Royal Navy e la RAF non erano in grado di attaccarli. Churchill considerava ciò il "più grande ostacolo al blocco" e premeva continuamente per l'estrazione mineraria dello Skjærgård per costringere le navi tedesche ad uscire in mare aperto dove il controllo del contrabbando poteva occuparsene, ma i norvegesi, non volendo inimicarsi i tedeschi, si rifiutarono fermamente di consentirlo.
Anche così, all'inizio di ottobre gli alleati stavano diventando sempre più fiduciosi nell'efficacia del loro blocco e nell'apparente successo del sistema di convogli introdotto di recente. Un convoglio di 15 mercantili arrivò indenne nei porti britannici dal Canada portando mezzo milione di staia di grano, mentre in Francia arrivarono navi più importanti da Halifax in un altro gruppo convogliato. I francesi affermarono che dei 30 sottomarini inviati nella prima grande offensiva tedesca contro le navi alleate, un terzo era stato distrutto e Churchill dichiarò che la Gran Bretagna aveva sequestrato 150.000 tonnellate di contrabbando in più rispetto a quelle perse con i siluri. A metà ottobre Adolf Hitler chiese un'azione più feroce da parte dei suoi equipaggi di U-Boot e della Luftwaffe per far rispettare il suo contro-blocco, e avvertì gli Alleati della sua nuova "arma segreta". Le navi neutrali vennero avvertite di non unirsi ai convogli alleati, ai mercanti scandinavi venne ordinato di utilizzare il Canale di Kiel per facilitare il controllo del contrabbando da parte dei tedeschi e la City of Flint degli Stati Uniti, che aveva salvato i sopravvissuti dell'Athenia, divenne la prima nave americana catturata come bottino di guerra dai tedeschi, anche se l'episodio si rivelò farsesco e la nave venne infine restituita ai suoi proprietari.

### Laminenkrieg
L'"arma segreta" di Hitler dell'epoca era la mina magnetica. I tedeschi avevano usato le mine contro i mercantili fin dall'inizio, ma ora iniziarono a posarne un nuovo tipo, che non aveva bisogno di entrare in contatto con una nave per distruggerla, al largo della costa inglese, usando gli idrovolanti per farle cadere nei porti britannici, nei canali e negli estuari troppo stretti o poco profondi per la navigazione dei sottomarini. Si andava da piccole mine da 200 lb (91 kg) sganciate a dozzine alla volta a grandi versioni da una tonnellata sganciate con il paracadute su fondali e banchi di sabbia quasi impossibili da spazzare, dotate d'inneschi magnetici attivati da uno scafo in acciaio che gli passava sopra. Nei giorni successivi molte navi di tutte le dimensioni esplosero in acque vicine alla costa, per lo più a causa di esplosioni sotto o vicino alla chiglia, sebbene le acque fossero state spazzate. Sei caddero alla foce del Tamigi e il nuovo incrociatore Belfast venne gravemente danneggiato alla foce del Firth of Forth.
Gli inglesi si misero urgentemente al lavoro per trovare una difesa contro la mina magnetica e iniziarono i preparativi per ricreare il Northern Barrage, istituito tra Scozia e Norvegia nel 1917 come salvaguardia contro i crescenti attacchi degli U-Boot. Nel suo discorso di guerra all'Impero, il primo ministro Neville Chamberlain dichiarò: "Conosciamo già il segreto della mina magnetica e presto lo domineremo come abbiamo già fatto con l'U-Boot", ma poco dopo altre due navi vennero affondate, portando il totale della settimana a 24. La prova che almeno una parte dell'attacco della Germania avvenne con mine galleggianti illegali arrivò quando un mercantile britannico venne affondato all'ancora al largo di un porto della costa orientale, quando due mine si unirono, ed esplose al largo di Zeebrugge, e quando una grande balena venne trovata vicino a quattro mine tedesche sulla costa belga con un enorme buco nel ventre. Nel fine settimana del 18-21 novembre altre sei navi neutrali vennero affondate al largo della costa inglese, tra cui un transatlantico giapponese da 12.000 tonnellate.
Alla fine, venne sviluppato un metodo per smagnetizzare le navi, noto come smagnetizzazione, che prevedeva di cingerle con cavi elettrici, e venne rapidamente applicato a tutte le navi. Vennero sviluppati anche altri mezzi di sminamento, per cui le mine venivano fatte esplodere da navi di pattuglia e aerei dotati di uno speciale apparato di provocazione a miccia.

### Il divieto d'esportazione
Dall'inizio di dicembre 1939 gli inglesi iniziarono a impedire le esportazioni tedesche come rappresaglia per i danni e la perdita di vite umane causati dalle mine magnetiche tedesche. Chamberlain affermò che, sebbene si rendesse conto che ciò sarebbe stato dannoso per i paesi neutrali, (la Norvegia riceveva quasi tutto il suo carbone dalla Germania) la politica era in stretta aderenza alle norme di legge e che mentre l'uso delle mine e della guerra sottomarina da parte della Germania aveva già causato molte morti innocenti indipendentemente dalla nazionalità, nessuna perdita di vite era stata causata dall'esercizio della potenza marittima britannica. Prima della guerra, il 70% del commercio di esportazione della Germania era con i paesi europei, principalmente Paesi Bassi, Francia e Inghilterra, ma il Ministero stimò che le restanti esportazioni annuali della Germania valessero 44 milioni di sterline verso il Sud America, 19 milioni verso l'Estremo Oriente, 15 milioni verso Stati Uniti e che, sebbene non si potesse fare nulla per impedire le esportazioni via terra verso Scandinavia, Italia, Russia e Balcani, si riteneva che il commercio marittimo tedesco potesse essere ridotto del 45% dalla misura.
Arrabbiato per il divieto di esportazione britannico, il governo tedesco accusò gli inglesi di aver deliberatamente affondato il Simon Bolivar, perso il 18 novembre con la perdita di 120 persone, tra cui donne e bambini. Consigliarono ai neutrali di evitare le acque britanniche e commerciare con la Germania, dichiarando che a causa dei campi minati difensivi e del controllo del contrabbando, le acque britanniche non erano aree navigabili per i mercantili soggetti alla Convenzione dell'Aia che regolava la guerra marittima, ma aree militari dove le navi da guerra nemiche dovevano essere attaccate. Spinti dalla Germania, tutti i paesi neutrali protestarono, ma l'effetto complessivo fu quello di rallentare il flusso di navi neutrali fino all'arresto. La leadership nazista in seguito divenne ottimista per l'apparente successo della strategia di minamento ed ammise che fosse di origine tedesca, affermando che "i nostri obiettivi sono stati raggiunti".
A Berlino, William Shirer registrò nel suo diario che c'erano segni di una corsa a convertire la valuta in merci per proteggersi dall'inflazione, ma che sebbene il blocco ora significasse che la dieta tedesca era molto limitata, in genere c'era abbastanza da mangiare e la gente era a quel punto raramente affamata. Tuttavia, non era più possibile intrattenere a casa a meno che gli ospiti non portassero il proprio cibo e sebbene i ristoranti e i caffè fossero ancora in commercio, ora erano molto costosi ed affollati. Maiale, vitello e manzo erano rari, ma nei primi mesi c'era ancora un'adeguata cacciagione, cinghiale e uccelli selvatici abbattuti nelle tenute e nelle foreste. Il carbone era ora molto difficile da ottenere, tuttavia, e sebbene dalle nazioni danubiane venisse importata una quantità sufficiente di gamberi per consentire un piacevole pasto festivo, quel Natale la gente si raffreddò. Infatti, la Germania produceva grandi volumi di carbone di altissima qualità nella regione del Saar, ma gran parte di esso veniva ora utilizzato per produrre gomma sintetica, petrolio e gas. Ci furono segnalazioni secondo cui la Germania, che aveva un disperato bisogno di aumentare la valuta estera, aveva cercato di esportare biciclette e auto nei paesi adiacenti senza pneumatici. Il lavoratore tedesco medio lavorava 10 ore al giorno 6 giorni alla settimana; ma sebbene avesse abbastanza soldi per comprarli, la maggior parte degli articoli non era disponibile e i negozi esponevano le merci nelle loro vetrine accompagnate da un cartello che diceva "Non in vendita".
Tale era la convinzione nella forza suprema della Royal Navy che alcuni pensavano che il blocco potesse ora essere così efficace nel limitare la capacità di combattere della Germania che Hitler sarebbe stato costretto a venire al tavolo dei negoziati.
Nel frattempo, all'inizio del 1940 c'erano ancora 60 navi mercantili tedesche nei porti sudamericani, che costavano 300.000 sterline al mese in porto e tasse portuali, e Hitler alla fine ordinò a tutte loro di tentare una fuga verso casa. Fino alla fine di febbraio 1940 circa 70 avevano tentato la fuga, ma pochissime raggiunsero la Germania. La maggior parte venne affondata o affondò volontariamente e almeno otto affondarono sugli scogli cercando di percorrere la strada lungo la sconosciuta e pericolosa costa norvegese. I tedeschi tendevano a preferire affondare loro stessi le navi piuttosto che permettere agli Alleati di catturarle, anche a rischio per chi era a bordo. Tale fu il caso del Columbus, il terzo transatlantico più grande della Germania con 32.581 tonnellate, e del Glucksburg, che si arenò sulla costa della Spagna quando venne avvistato. Un altro, il Watussi, venne avvistato al largo del Capo dalla South African Air Force e l'equipaggio gli diede immediatamente fuoco, confidando che l'equipaggio aeronautico portasse aiuto ai passeggeri e all'equipaggio.
Quell'inverno fu rigido, causando il congelamento del Danubio, e la forte nevicata rallentò il trasporto ferroviario, bloccando le importazioni tedesche di grano e petrolio dalla Romania. Il Regno Unito, avendo privato la Spagna delle sue esportazioni di minerale di ferro verso la Germania, stipulò un accordo per acquistare invece il minerale attraverso il golfo di Biscaglia, insieme a rame, mercurio e piombo per consentire agli spagnoli, che erano sull'orlo della carestia, di aumentare la valuta estera di cui avevano bisogno per acquistare grano dal Sud America per nutrire la loro gente.

### 1940
Il 17 gennaio 1940 il ministro della Guerra Economica, Ronald Cross, disse in un discorso alla Camera dei Comuni:
Nonostante il cinegiornale mostrasse l'efficacia e il potere della blitzkrieg nazista, a cui credevano anche i suoi nemici, la Germania non poteva permettersi una guerra prolungata. Per acquistare dall'estero senza credito o valuta estera (contanti), una nazione aveva bisogno di beni o oro da offrire, ma il divieto di esportazione britannico le impediva di aumentare le entrate. Nella prima guerra mondiale, anche dopo due anni di guerra, la Germania aveva ancora riserve auree per un valore di 2,5 milioni di marchi e oltre 30 miliardi di marchi investiti all'estero, il che le dava un facile accesso alle esportazioni. In questa prima fase della seconda guerra mondiale, le sue riserve auree erano scese a circa mezzo miliardo di marchi e il suo credito era quasi nullo, quindi qualsiasi importazione doveva essere pagata con il baratto, come con le apparecchiature ad alta tecnologia inviate in Russia o il carbone in Italia.
Nel febbraio 1940 Karl Ritter, che aveva mediato enormi accordi di baratto prebellici con il Brasile, visitò Mosca e, nonostante trovasse Stalin un negoziatore incredibilmente feroce, firmò un maggiore accordo commerciale tra Germania e Russia. Era valutato 640 milioni di Reichsmark in aggiunta a quanto precedentemente concordato, per il quale la Germania avrebbe fornito cannoni navali pesanti, esemplari di veicoli terrestri militari (ad esempio, un nuovissimo carro armato Panzer III Ausf. E), trenta dei loro ultimi velivoli tra cui il Messerschmitt 109, il Messerschmitt 110 ed il Junkers 88, locomotive, turbine, generatori, l'incrociatore incompiuto Lützow e i piani per la corazzata Bismarck. In cambio la Russia fornì nel primo anno un milione di tonnellate di cereali, 1⁄2 milioni di tonnellate di grano, 900.000 tonnellate di petrolio, 100.000 tonnellate di cotone, 1⁄2 milioni di tonnellate di fosfato, un milione di tonnellate di semi di soia e altri beni. Sebbene i tedeschi fossero stati in grado di trovare numerosi modi per sconfiggere il blocco, le carenze erano ora così gravi che il 30 marzo 1940, quando si stava preparando per la sua rinnovata blitzkrieg in occidente, Hitler ordinò che la consegna di merci in i pagamenti alla Russia avrebbe dovuto avere la priorità anche su quella alle sue stesse forze armate. Dopo la caduta della Francia Hitler, con l'intenzione d'invadere la Russia l'anno successivo, dichiarò che il commercio doveva continuare solo fino alla primavera del 1941, dopodiché i nazisti intendevano prendere tutto ciò di cui avevano bisogno.
Man mano che più U-Boot venivano commissionati alla marina tedesca, il terribile tributo alle navi mercantili neutrali s'intensificò. Dopo i primi 6 mesi di guerra, la Norvegia aveva perso 49 navi con 327 morti; la Danimarca 19 navi per 225 marinai uccisi e la Svezia 32 navi per 243 uomini persi. All'inizio di marzo, l'ammiraglio Raeder venne intervistato da un corrispondente americano della NBC in merito al presunto uso di una guerra sottomarina indiscriminata. Raeder sosteneva che, poiché il blocco britannico era illegale, i tedeschi avevano il diritto di rispondere con "metodi simili" e, poiché il governo britannico aveva armato molte delle sue navi mercantili ed utilizzato civili per equipaggiare navi da pattugliamento costiere e dragamine, qualsiasi nave britannica avvistata era considerata un obiettivo legittimo. Raeder disse che i neutrali sarebbero stati passibili di attacco solo se si fossero comportati come belligeranti, cioè zigzagando o navigando senza luci. Il paradosso di questa argomentazione - come i paesi neutrali si affrettarono a sottolineare - era che la Germania stava beneficiando della stessa attività marittima che stava cercando così duramente di distruggere.
Il 6 aprile, dopo l'affondamento del piroscafo postale norvegese Mira, il ministro degli Esteri norvegese, il professor Koht, riferendosi a 21 proteste rivolte ai belligeranti per le violazioni alla sua neutralità, rilasciò una dichiarazione sull'affondamento tedesco delle navi norvegesi da parte di U-Boot ed aerei. "Non si capisce come uomini delle forze tedesche possano trovare una tale pratica in accordo con il loro onore od i sentimenti umanitari". Poche ore dopo un'altra nave, la Navarra, venne silurata senza preavviso, con la perdita di 12 marinai norvegesi, da un sottomarino che non si fermò a raccogliere i sopravvissuti.

### L'intensificazione del blocco
Nonostante le impressionanti statistiche sulle quantità di contrabbando catturate, nella primavera del 1940 l'ottimismo del governo britannico sul successo del blocco apparve prematuro e si sviluppò la sensazione che la Germania stesse riuscendo a mantenere e persino ad aumentare le importazioni. Sebbene il MEW avesse cercato di impedirlo, i paesi neutrali vicini continuarono a commerciare con la Germania. In alcuni casi, come nel cruciale commercio svedese del ferro, veniva fatto apertamente, ma altrove i neutrali fungevano segretamente da canale per le forniture di materiali che altrimenti sarebbero stati confiscati se inviati direttamente in Germania.
Un terzo degli olandesi traeva il proprio sostentamento dal commercio tedesco e i commercianti olandesi furono a lungo sospettati di agire come intermediari nella fornitura di rame, stagno, petrolio e diamanti sintetici dall'America. I dati ufficiali mostrarono che nei primi 5 mesi di guerra, le importazioni dei Paesi Bassi di materiali chiave dagli Stati Uniti aumentarono di 4,25 milioni di sterline, ma anche gli acquisti della Norvegia nella stessa area triplicarono a 3 milioni di sterline all'anno, quelli della Svezia di 5 milioni di sterline e quelli della Svizzera di 2 milioni di sterline. Prominenti in questi acquisti erano cotone, petrolio, ferro, acciaio e rame, materiali essenziali per fare la guerra. Sebbene alcuni aumenti possano essere stati inflazionistici, alcuni dovuti al desiderio di costituire le proprie forze armate o di accumulare riserve, era esattamente il tipo di attività che il ministero stava cercando di impedire.
Alle compagnie americane venne impedito di fornire apertamente armi ai belligeranti dai Neutrality Acts (il 21 settembre venne apportato un emendamento sotto forma di Cash and carry) ma nessuna restrizione venne applicata alle materie prime materiali. Durante gli ultimi 4 mesi del 1939, le esportazioni dagli Stati Uniti verso i 13 stati in grado di fungere da intermediari con la Germania ammontarono a 52 milioni di sterline rispetto ai 35 milioni di sterline dello stesso periodo del 1938. Al contrario, Gran Bretagna e Francia spesero 67 milioni di sterline e 60 milioni di sterline negli stessi periodi rispettivamente, e secondo uno scrittore del New York World Telegram, le esportazioni verso gli 8 paesi confinanti con la Germania superarono la perdita delle esportazioni statunitensi precedentemente inviate direttamente in Germania.
Ma il buco di gran lunga più grande nel blocco era nei Balcani. Insieme Jugoslavia, Romania e Bulgaria esportavano ogni anno in Germania gran parte del loro surplus di petrolio, cromo, bauxite, pirite, noci oleose, mais, grano, carne e tabacco. La Germania effettuò anche grandi acquisti in Grecia ed in Turchia e considerava la regione come parte del suo entroterra di approvvigionamento. Prima della guerra, la Gran Bretagna riconobbe lo speciale interesse della Germania nella regione e prese una percentuale molto piccola di questo mercato, ma ora, tramite la United Kingdom Commercial Corporation, usò il proprio potere finanziario per competere nei Balcani, nei Paesi Bassi e in Scandinavia, vendendo sottocosto e facendo offerte eccessive nei mercati per privare la Germania delle merci, sebbene la Germania fosse così disperata nel mantenere le forniture che pagavano notevolmente oltre il normale tasso di mercato. Come altrove, la Germania pagò in natura con equipaggiamento militare, per il quale venne notevolmente aiutata con l'acquisizione degli interessi cechi della Škoda sugli armamenti.
La Germania dipendeva quasi interamente dall'Ungheria e dalla Jugoslavia per la bauxite, utilizzata nella produzione di duralluminio, una lega di rame di alluminio fondamentale per la produzione di aerei. Gli inglesi tentarono di fermare il commercio di bauxite inviando agenti sotto copertura per far saltare le Porte di ferro, la stretta gola dove il Danubio attraversa i Carpazi, facendo navigare una flotta di chiatte dinamite lungo il fiume, ma il piano venne impedito dalla polizia rumena che agì su segnalazione della Guardia di Ferro filotedesca. Nonostante la loro dichiarata neutralità, le nazioni politicamente instabili dei Balcani si trovarono in una posizione scomoda, circondate dalla Germania a nord, dall'Italia a ovest e dall'Unione Sovietica a est, con poco spazio per rifiutare le velate minacce tedesche che, se non avessero continuato a fornire quanto richiesto, avrebbero subito lo stesso destino della Polonia. La Romania, che aveva ottenuto notevoli guadagni territoriali dopo la prima guerra mondiale, esportò gran parte del petrolio dal suo sito di Ploiești alla Gran Bretagna, il suo principale garante della sovranità nazionale. La produzione della Romania era all'incirca uguale a quella dell'Ohio, 16° produttore negli Stati Uniti, allora uno dei principali produttori di petrolio. La più grande raffineria, Astra Română, lavorava due milioni di tonnellate di petrolio all'anno ma, poiché le fortune della Gran Bretagna diminuivano dall'inizio del 1940, la Romania si rivolse alla Germania usando il suo petrolio come strumento di contrattazione, sperando in protezione dall'Unione Sovietica. Il 29 maggio 1940 smise di inviare il suo petrolio in Gran Bretagna e firmò un patto per armi e petrolio con la Germania; la Romania presto fornì la metà del suo fabbisogno di petrolio. La Gran Bretagna fu in grado di organizzare forniture alternative con l'accordo petrolifero anglo-persiano, firmato il 28 agosto 1940.
Il Consiglio supremo di guerra britannico si riunì a Londra il 28 marzo per discutere i modi per intensificare il blocco. Secondo The Economist, nell'aprile 1940 la guerra costava al Regno Unito 5 milioni di sterline al giorno su una spesa pubblica totale di 6,5-7 milioni di sterline al giorno. Ciò avvenne durante la strana guerra, prima che iniziassero i combattimenti terrestri e aerei. Il primo ministro disse che, mentre era fuori discussione acquistare tutte le eccedenze esportabili, la concentrazione su alcuni prodotti selezionati come minerali, grassi e petrolio avrebbe potuto avere un effetto utile ed annunciò un accordo per la Gran Bretagna per acquisire l'intero surplus di esportazione di olio di balena dalla Norvegia. Successivamente la Gran Bretagna firmò l'accordo commerciale anglo-svizzero e vennero conclusi negoziati per accordi commerciali di guerra anche con Svezia, Norvegia, Islanda, Belgio, Paesi Bassi e Danimarca. Vennero negoziati accordi commerciali con Spagna, Turchia e Grecia, volti a limitare il materiale alla Germania.

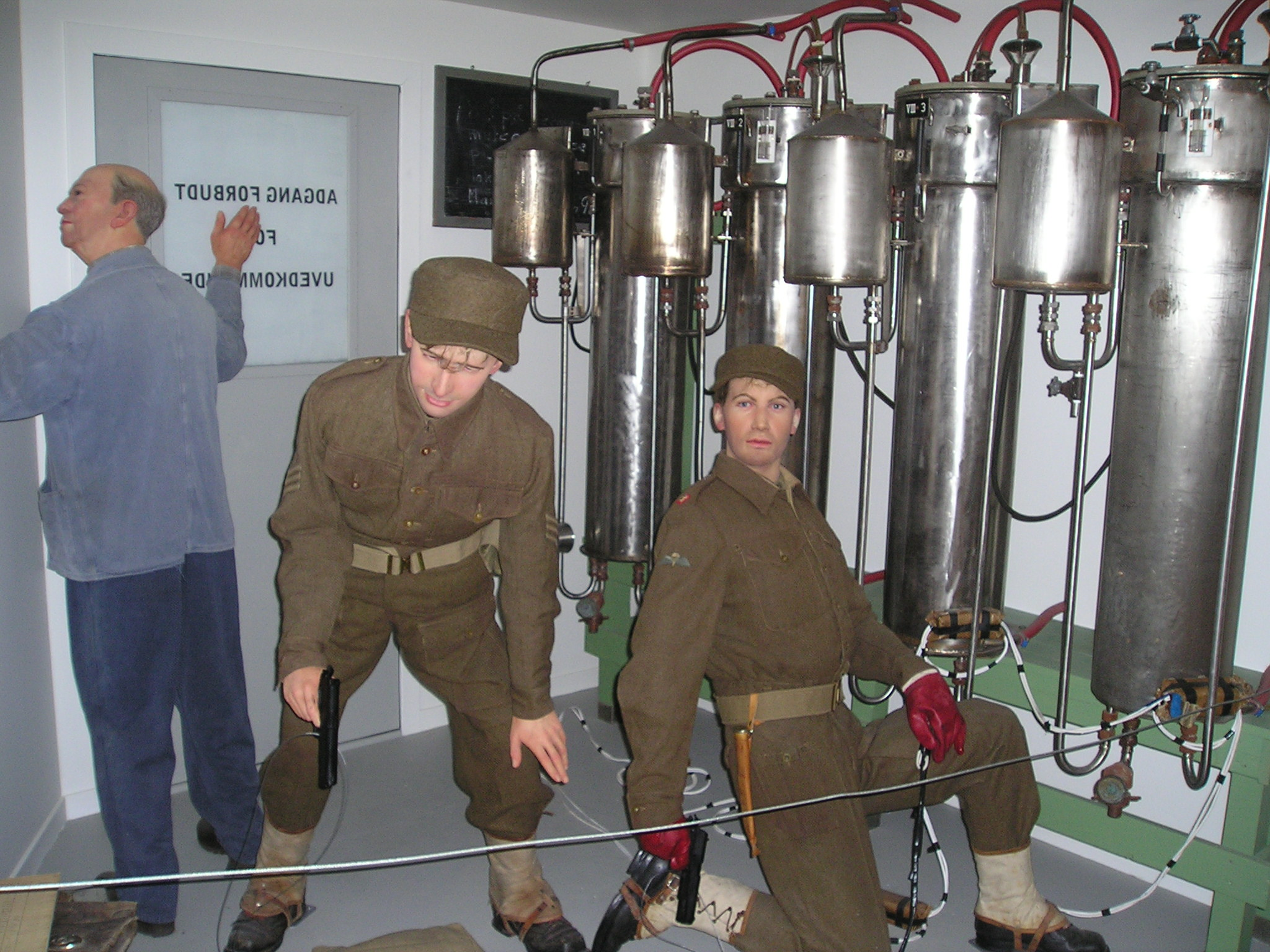
Una ricostruzione della squadra dell'operazione Gunnerside che installa esplosivi per distruggere la cascata di camere di elettrolisi nell'impianto di acqua pesante (deuterio) di Vemork.

Chamberlain indicò anche che si stavano prendendo provvedimenti per fermare il commercio di ferro svedese e pochi giorni dopo la costa norvegese venne minata nell'operazione Wilfred. Ma forse la misura più importante presa in quel momento fu l'istituzione dello Special Operations Executive (SOE). Come racconta il professor William MacKenzie nel suo libro The Secret History, la storia ufficiale governativa dell'organizzazione scritta nel 1946 con accesso agli archivi SOE successivamente distrutti, ma classificati fino al 2000, le sue origini risalgono al marzo 1939, in seguito all'invasione tedesca della Cecoslovacchia. Venne istituito da Lord Halifax con il finanziamento del voto segreto autorizzato dal primo ministro Chamberlain. Nel luglio 1940 Winston Churchill chiese al Lord presidente (Neville Chamberlain) di definirne la struttura e il documento conservato a Kew CAB66/1 Extract 2, da allora in poi divenne noto come Charter of SOE. Questa Carta definiva anche il rapporto tra i vari organi di stato, inclusi i servizi di sicurezza e di polizia, e inizialmente il ministro era il nuovo ministro della Guerra Economica Hugh Dalton. Sebbene all'epoca pochissime persone ne fossero a conoscenza, la nuova organizzazione, la cui versione precedente aveva effettuato il tentativo di far esplodere con la dinamite le Porte di ferro sul Danubio, segnò una nuova direzione nella guerra economica che avrebbe pagato i dividendi in seguito, fornendo informazioni vitali su potenziali obiettivi strategici per le campagne di bombardieri offensivi che arrivarono più tardi durante la guerra. Di tanto in tanto c'erano guerre per il territorio con il SIS che non voleva rischiare che le fonti venissero compromesse dal sabotaggio SOE degli obiettivi nemici.

### Il bombardamento della Germania
Poco dopo l'invasione tedesca dei Paesi Bassi e della Francia, gli inglesi mossero i primi timidi passi verso l'apertura di un'offensiva aerea strategica volta a portare il combattimento in Germania. L'11 maggio 1940 la RAF bombardò la città di Mönchengladbach. Nella notte tra il 15 e il 16 maggio 1940, Il Bomber Command della RAF, che fino a quel momento era stato utilizzato per poco più che attaccare obiettivi costieri e lanciare volantini di propaganda, partì per un'incursione notturna contro la produzione di petrolio e gli scali di smistamento ferroviario nel distretto della Ruhr.
La regione mineraria e manifatturiera della Ruhr, spesso paragonata alla Black Country nelle Midlands dell'Inghilterra, era una delle più grandi concentrazioni mondiali d'impianti per la produzione e la lavorazione dei metalli, nonché fabbriche chimiche e tessili; la Ruhr ospitava anche diversi impianti di produzione di olio sintetico. Così tanto smog veniva prodotto da queste industrie che il bombardamento di precisione era quasi impossibile. In quanto regione industriale più importante della Germania, era stata dotata di forti difese aeree - Hermann Göring aveva già dichiarato: "La Ruhr non sarà soggetta a una sola bomba. Se un bombardiere nemico raggiunge la Ruhr, il mio nome non è Hermann Göring!" A causa dello smog e della mancanza di aerei attrezzati per la fotografia aerea, gli inglesi non furono in grado di determinare l'efficacia dell'incursione; infatti il danno fu trascurabile.

## Seconda fase

### La caduta della Francia
La firma dell'armistizio con la Francia nella Foresta di Compiègne il 24 giugno 1940 mutò notevolmente le condizioni della guerra economica. Hitler assunse il controllo su tutta l'Europa occidentale e la Scandinavia (ad eccezione di Svezia e Svizzera) dalla punta settentrionale della Norvegia sopra il circolo polare artico ai Pirenei al confine con la Spagna, e dal fiume Bug in Polonia al canale della Manica. La Germania stabilì nuovi aeroporti e basi di sottomarini lungo tutta la costa occidentale della Norvegia e dell'Europa. Il 30 giugno 1940 iniziò l'occupazione tedesca delle isole del Canale. All'inizio di agosto i tedeschi installarono cannoni costieri dello stretto di Dover.
Dall'inizio di luglio l'aeronautica tedesca iniziò ad attaccare i convogli nel Canale della Manica dalle sue nuove basi ed i cannoni attraverso la Manica bombardarono la costa del Kent nelle fasi iniziali della battaglia d'Inghilterra. Il 17 agosto, in seguito alla sua incapacità di convincere gli inglesi a fare la pace, Hitler annunciò un blocco generale di tutte le isole britanniche e diede l'ordine di prepararsi per una completa invasione dell'Inghilterra, nome in codice operazione Leone marino. Il 1º agosto l'Italia, entrata in guerra, stabilì una base sottomarina a Bordeaux. I suoi sottomarini erano più adatti al Mediterraneo, ma superarono con successo il guanto di sfida britannico attraverso lo Stretto di Gibilterra e si unirono al blocco atlantico. Il 20 agosto Benito Mussolini annunciò il blocco di tutti i porti britannici nel Mediterraneo e nei mesi successivi la regione avrebbe registrato un forte aumento dei combattimenti.
Nel frattempo, in Spagna, che non si era ancora ripresa dalla sua guerra civile in cui morirono oltre un milione di persone e che era in preda alla carestia, il generale Francisco Franco continuò a resistere ai tentativi tedeschi per convincerlo ad entrare in guerra dalla parte dell'Asse. La Spagna forniva alla Gran Bretagna ferro dal Golfo di Biscaglia, ma, come potenziale nemico, rappresentava un'enorme minaccia per gli interessi britannici poiché poteva facilmente limitare l'accesso navale britannico nel Mediterraneo, sia bombardando la Rocca di Gibilterra sia permettendo ai tedeschi di assediarla dalla terraferma. Sebbene la Spagna potesse ottenere il ripristino della roccia stessa e la Catalogna sotto amministrazione francese, Franco poteva vedere che la Gran Bretagna era tutt'altro che sconfitta e che le forze britanniche sostenute dalla sua enorme e potente marina avrebbero occupato le Isole Canarie. A questo punto Franco vide che la Royal Navy aveva ridotto la marina tedesca in Norvegia ad un'impotente minaccia di superficie, la Luftwaffe aveva perso la battaglia d'Inghilterra, la Royal Navy aveva distrutto gran parte della flotta francese a Mers-el-Kébir, aveva anche distrutto le corazzate italiane a Taranto e l'esercito britannico stava sbaragliando l'esercito italiano nell'Africa settentrionale e orientale. Franco continuò a guadagnare tempo. Fece richieste eccessive a Hitler che sapeva non potevano essere soddisfatte come prezzo personale per la partecipazione, come la cessione della maggior parte del Marocco e di gran parte dell'Algeria alla Spagna da parte della Francia. L'operazione Felix era fallita.
L'opinione americana era sconvolta dalla caduta della Francia e il precedente sentimento isolazionista, che portò ai Neutrality Acts dal 1935 in poi, stava lentamente dando vita a un nuovo realismo. Roosevelt era già riuscito a negoziare un emendamento agli atti del 21 settembre 1939, noto come Cash and Carry, che sebbene in teoria mantenesse l'imparzialità dell'America, favorì palesemente la Gran Bretagna e il suo Commonwealth. Secondo il nuovo piano, le armi potevano ora essere acquistate da qualsiasi belligerante a condizione che pagasse in anticipo e si assumesse la responsabilità della consegna, ma mentre la Germania non aveva praticamente valuta estera e non era in grado di trasportare molto materiale attraverso l'Atlantico, la Gran Bretagna aveva grandi riserve di oro e valuta estera e mentre gli U-Boot sarebbero stati una minaccia, era probabile che la sua vasta marina avrebbe assicurato che la maggior parte dell'equipaggiamento fosse consegnato in sicurezza al porto.

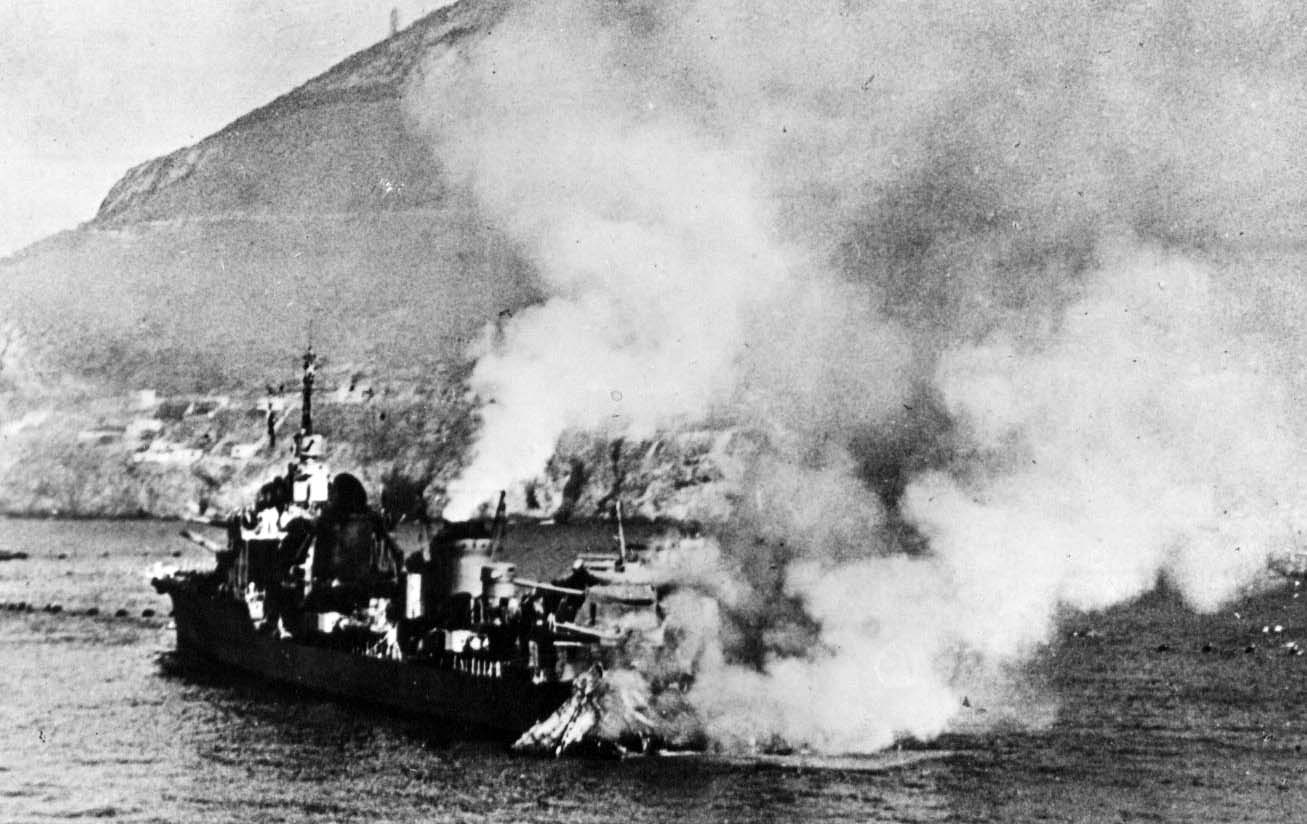
Il in fiamme dopo i bombardamenti seguiti all'attacco britannico alla flotta francese a Mers-el-Kébir per evitare che cadesse nelle mani dei tedeschi

Gli Stati Uniti ora accettavano di dover aumentare la spesa per la propria difesa, soprattutto con la crescente minaccia del Giappone, ma c'era una reale preoccupazione che la Gran Bretagna sarebbe caduta prima che le armi fossero consegnate. Nonostante il successo nell'evacuazione di un terzo di milione di uomini a Dunkerque e nelle successive evacuazioni da St.-Malo e da St.-Nazaire, l'esercito britannico lasciò dietro di sé 2.500 cannoni pesanti, 64.000 veicoli, 20.000 motociclette e ben oltre mezzo milione di tonnellate di scorte e munizioni. Per aiutare nel frattempo, il Congresso USA acconsentì a concedere alla Gran Bretagna un milione di fucili della prima guerra mondiale messi fuori servizio, immagazzinati nel grasso con una cinquantina di munizioni ciascuno. Ma, in seguito all'attacco britannico alla flotta francese a Orano il 4 luglio per evitare che cadesse nelle mani dei tedeschi, gli inglesi stavano dimostrando che avrebbero fatto tutto il necessario per continuare la lotta, e Roosevelt stava ora vincendo la sua campagna per convincere il Congresso a sostenere ancora di più la Gran Bretagna, con il Destroyers for Bases Agreement e con l'approvazione di un ordine britannico per 4.000 carri armati.

### L'obbligo del Navicert
A causa della nuova vicinanza della Germania sulla costa dell'Europa occidentale e della diminuzione del traffico marittimo, le navi che normalmente sarebbero state utilizzate per il pattugliamento in alto mare vennero dirottate verso compiti più urgenti. La Gran Bretagna smantellò le sue basi di controllo del contrabbando a Weymouth e Le Dune e rimosse tutto il personale tranne uno scheletro dalla base di controllo di Kirkwall per continuare a cercare le poche navi dirette in Svezia, Finlandia, Russia ed i suoi satelliti baltici recentemente annessi (Estonia, Lettonia e Lituania si arresero il 21 giugno 1940).
Il sistema Navicert venne notevolmente ampliato, introducendo Navicert obbligatori e mandati di bordo nel tentativo di impedire in primo luogo il carico di contrabbando. Qualsiasi spedizione diretta o proveniente da porti privi di certificato di origine non nemica e qualsiasi nave sprovvista di Navicert era passibile di sequestro.
Le forniture olandesi e danesi perse di carne e latticini vennero sostituite da fonti in Irlanda e Nuova Zelanda. Il Canada deteneva un'eccedenza di grano di un intero anno, mentre la riserva degli Stati Uniti era stimata come la più grande della storia, ma la Gran Bretagna stava subendo perdite di spedizioni molto pesanti a causa dell'aumento del numero di sottomarini. Praticamente tutte le navi olandesi e belghe non catturate dai tedeschi si unirono alla flotta mercantile britannica, che insieme al tonnellaggio fornito da Norvegia e Danimarca aggiunse circa un terzo alla marina mercantile britannica, dando loro un ampio surplus di navi. Per impedire al nemico di ottenere una rotta per acquisire rifornimenti, i paesi occupati e la zona francese non occupata (Vichy) divennero immediatamente soggetti al blocco, con gravi carenze ed estreme difficoltà che seguirono rapidamente. Sebbene il ministero si fosse opposto alle richieste di estendere l'embargo ad alcuni paesi neutrali, esso venne successivamente esteso a tutta la Francia metropolitana, incluse Algeria, Tunisia e Marocco francese.

### Le conquiste tedesche
Nel corso della campagna di Francia, i tedeschi catturarono 2.000 carri armati di vario tipo, inclusi i pesanti Char B1 francesi ed i Matilda britannici, 5.000 pezzi di artiglieria, 300.000 fucili e almeno 4 milioni di munizioni. Questi erano tutti disponibili per essere ricondizionati, cannibalizzati o rimossi per essere demoliti dagli uomini dell'organizzazione Todt. Nonostante i tentativi di trasportarle via prima della cattura, anche le riserve auree delle nazioni occupate vennero saccheggiate, insieme a un gran numero di opere d'arte, molte delle quali non vennero mai recuperate.
I paesi occupati erano soggetti a una requisizione incessante e sistematica di tutto ciò che la Germania richiedeva o desiderava. Ciò iniziò con un vasto saccheggio fisico, in cui venivano requisiti i treni per trasportare in Germania tutti i beni mobili come armi, macchinari, libri, strumenti scientifici, oggetti d'arte e mobili. Col passare del tempo vennero presi anche altri oggetti vari come vestiti, sapone, panchine, attrezzi da giardino, biancheria da letto e maniglie delle porte. I beni saccheggiati venivano portati in Germania principalmente con i treni, che a loro volta erano per lo più tenuti dalla Germania.
Furono compiuti anche passi immediati verso l'appropriazione del meglio del cibo della nazione conquistata. Vennero proclamati decreti per costringere gli agricoltori a vendere i loro animali e le scorte di cibo esistenti e mentre all'inizio una percentuale del raccolto di ogni anno veniva negoziata come parte dei termini dell'armistizio, in seguito i sequestri divennero molto più casuali e onnicomprensivi. Successivamente, venne annunciato un tasso di cambio artificiale palesemente ingiusto (1 Reichsmark valeva 20 franchi in Francia) e vennero messi in circolazione "marchi d'invasione" praticamente privi di valore, gonfiando e svalutando rapidamente la valuta locale. Successivamente, gli agenti tedeschi acquistarono beni non trasferibili come fattorie, immobili, miniere, fabbriche e società. Le singole banche centrali vennero costrette a stipulare e finanziare schemi industriali tedeschi, transazioni assicurative, trasferimenti di oro e valuta estera ecc.
I tedeschi ottennero anche le risorse naturali e la capacità industriale del paese occupato. In alcuni casi queste nuove risorse erano considerevoli e vennero rapidamente riorganizzate per la macchina da guerra nazista. Le precedenti acquisizioni di Austria e Cecoslovacchia producevano poche risorse naturali, a parte 4 milioni di tonnellate annue di ferro, una buona parte del fabbisogno della Germania. L'industria siderurgica austriaca a Graz e l'industria pesante della Cecoslovacchia vicino a Praga, che includeva le potenti fabbriche di munizioni Škoda a Pilsen, erano, sebbene altamente sviluppate, fortemente dipendenti dalle importazioni di materie prime come quella tedesca. La conquista della Polonia portò alla Germania mezzo milione di tonnellate di petrolio all'anno e più zinco di quanto avrebbe mai avuto bisogno, e il Lussemburgo, sebbene minuscolo, portò un'industria siderurgica ben organizzata grande 1/7 di quella tedesca.
La Norvegia forniva buone scorte di cromo, alluminio, rame, nichel e 1 milione di libbre annue di molibdeno, l'elemento chimico utilizzato nella produzione di acciai rapidi e come sostituto del tungsteno. Permetteva loro anche di continuare a spedire ferro svedese di alta qualità dal porto di Narvik, il commercio che la Gran Bretagna cercò d'impedire con l'operazione Wilfred. Nei Paesi Bassi, acquistarono anche una grande fonderia di stagno ad alta tecnologia ad Arnhem, sebbene gli inglesi, prevedendo il sequestro, limitassero la fornitura di stagno grezzo prima dell'invasione, quindi la quantità guadagnata fu solo circa un sesto della fornitura annuale (2.500 tonnellate) per la Germania.
Ma la conquista di gran lunga più importante fu la Francia. I ricordi tedeschi del Trattato di Versailles e degli anni turbolenti delle riparazioni, della scarsità di cibo e dell'alta inflazione durante gli anni immediatamente successivi alla prima guerra mondiale fecero sì che la ricca Francia fosse trattata come una vasta risorsa materiale da prosciugare e tutta la sua l'economia era orientata a soddisfare i bisogni della Germania. Nelle condizioni dell'armistizio essa doveva pagare le spese di alloggio della guarnigione d'occupazione e un'indennità giornaliera di occupazione da 300 a 400 milioni di franchi. La zona occupata conteneva le migliori industrie francesi, con un quinto del minerale di ferro mondiale in Lorena e il 6% della sua capacità di produzione di acciaio. La rete ferroviaria tedesca, pesantemente sovraccaricata, venne rinforzata con 4.000 locomotive francesi e 300.000 (più della metà) dei suoi vagoni merci.
Alla Francia non occupata (Zone libre) rimasero solo le industrie della gomma e le fabbriche tessili intorno a Lione e le sue considerevoli riserve di bauxite, che a causa del blocco britannico finirono comunque nelle mani dei tedeschi, dandole abbondanti rifornimenti di alluminio per la produzione di aeromobili. Insieme al rame e allo stagno che riceveva dalla Russia, al rame jugoslavo, all'antimonio greco, al cromo e alle sue fonti balcaniche, la Germania ora aveva scorte sufficienti della maggior parte dei metalli e del carbone. Anch'essa aveva circa i 2/3 della capacità industriale europea ma mancava delle materie prime necessarie per alimentare gli stabilimenti, molti dei quali funzionavano a bassa capacità o erano chiusi a causa dei bombardamenti della RAF, del caos generale e della fuga delle popolazioni.
Dall'inizio della guerra, la Germania sperimentò una massiccia carenza di manodopera e con il passare del tempo la forza lavoro delle nazioni occupate venne praticamente ridotta in schiavitù, o per lavorare nelle fabbriche per rifornire il Reich o inviata in Germania per lavorare nelle fabbriche o nelle fattorie lì. Nella stessa Germania c'era una carenza cronica di uomini per lavorare i campi e 30.000 braccianti agricoli vennero portati dall'Italia insieme a migliaia di schiavi polacchi. Le scorte di merci prebelliche si stavano esaurendo e venivano usati più surrogati. Inoltre, la Germania rimase tagliata fuori dal blocco delle forniture d'oltremare, come il rame dal Cile, il nichel dal Canada, lo stagno e la gomma dalle Indie Orientali, il manganese dall'India, il tungsteno dalla Cina, i diamanti sintetici dal Sudafrica ed il cotone dal Brasile. Anche l'Italia, partner dell'Asse della Germania, era ora soggetta al blocco e, dipendendo fortemente da lei per il carbone, divenne un drenaggio netto, ma il problema principale di Hitler era il petrolio, di cui erano necessarie circa 12,5 milioni di tonnellate all'anno per la guerra totale. Oltre alla fornitura rumena, la sua industria sintetica produceva 600.000 tonnellate all'anno e altre 530.000 provenivano dalla Polonia. La Russia era nota per avere enormi riserve di petrolio e gas, ma aveva sistemi di estrazione cronicamente sottosviluppati e sebbene si parlasse d'ingegneri tedeschi che avrebbero riorganizzato le stesse, ci sarebbero voluti circa due anni prima che iniziassero a fluire grandi quantità.

### La battaglia d'Inghilterra

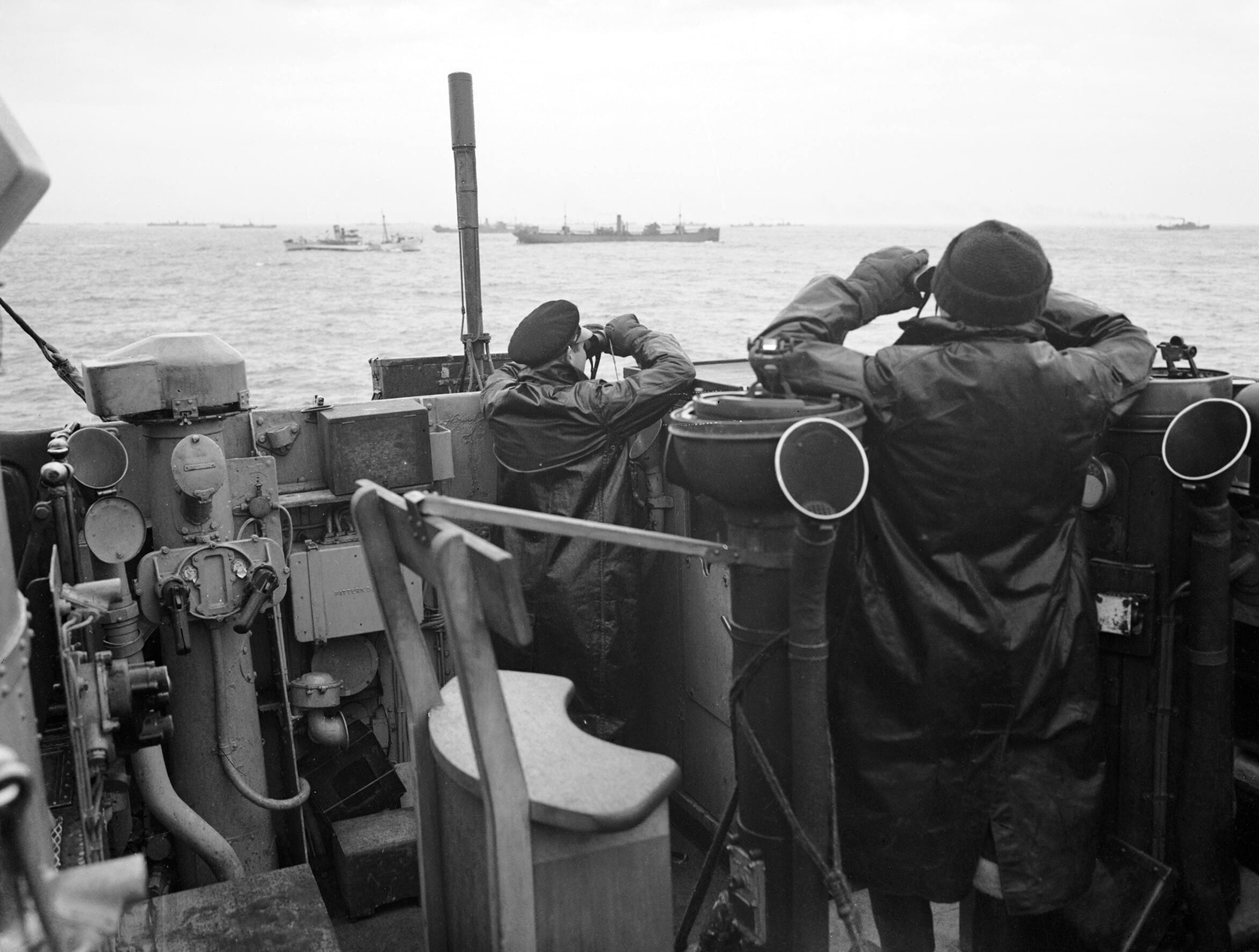
Ufficiali sul ponte di un cacciatorpediniere, che scortano un grande convoglio di navi, tengono d'occhio i sottomarini nemici attaccanti durante la battaglia dell'Atlantico nell'ottobre 1941.

La migliore possibilità di Hitler di sconfiggere il blocco era quella di mettere fuori combattimento la Gran Bretagna. L'arma di gran lunga migliore della Gran Bretagna era la sua marina, che non solo imponeva il blocco, ma anche, nonostante i tentativi degli U-Boot e degli aerei, continuava a controllare ampiamente i mari e a mantenerla rifornita della maggior parte dei suoi bisogni. Il suo vasto impero le dava formidabili risorse a cui attingere, eccellenti linee di credito straniere e riserve auree, e il razionamento britannico non era così severo come in Germania. L'unico razionamento introdotto subito all'inizio della guerra fu la benzina. Pancetta, burro e zucchero seguirono l'8 gennaio 1940, carne l'11 marzo, tè e margarina a luglio. Fu solo quando i successi degli U-Boot nella battaglia dell'Atlantico iniziarono a limitare severamente i convogli alla fine del 1940 che il razionamento divenne più diffuso e anche allora molti lavoratori e bambini avevano ancora pasti scolastici e mense di lavoro per integrare le loro razioni, il che fece una differenza significativa per la quantità di cibo che ricevevano effettivamente. Fotografie di abbondanti mercati di frutta, macellerie, pescherie e droghieri vennero inserite in pubblicazioni straniere per dimostrare ai lettori americani e del Commonwealth che la Gran Bretagna non stava morendo di fame, come affermavano i nazisti. La Gran Bretagna faceva affidamento sulle importazioni per gran parte dei suoi prodotti alimentari e, anche con la diffusa campagna "Dig for Victory" e l'uso di donne lavoratrici agricole, poteva produrre solo circa due terzi del suo fabbisogno.

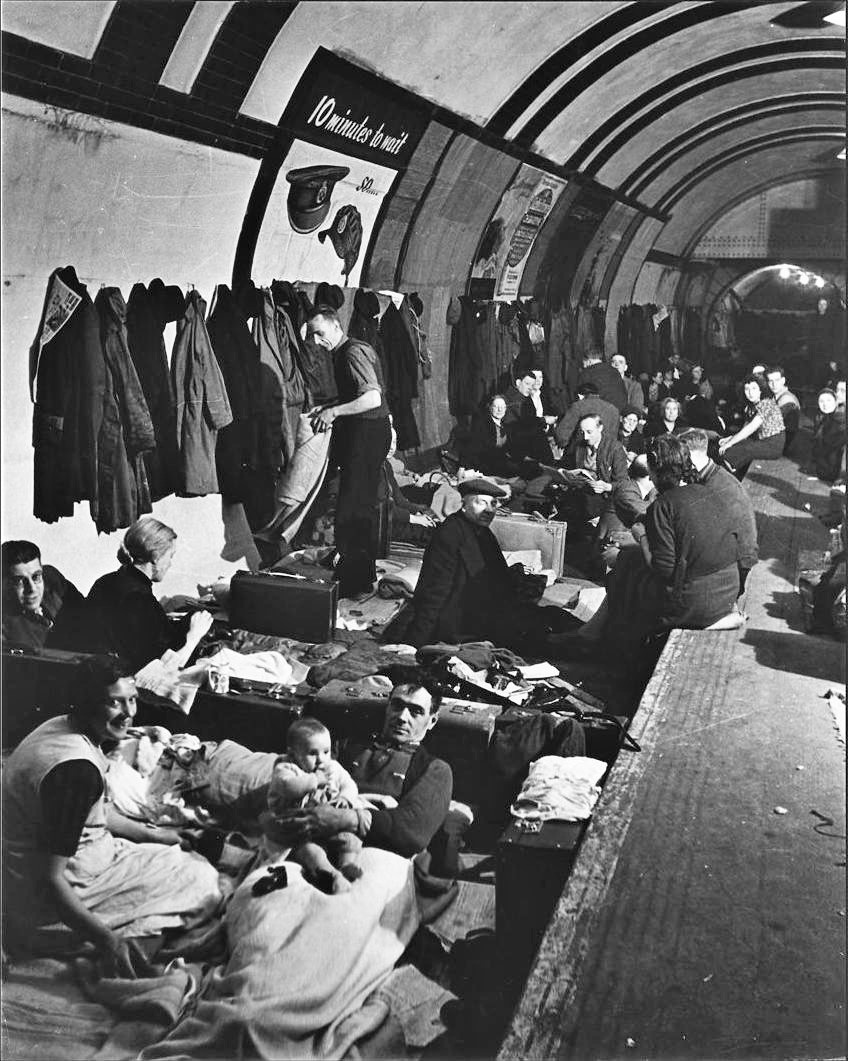
Un rifugio antiaereo in una stazione della metropolitana di Londra a Londra durante il Blitz.

Prima dell'inizio del Blitz (bombardamento dei centri abitati), che alla fine uccise oltre 40.000 civili ma che diede all'industria britannica il respiro necessario per fornire gli aerei da combattimento e le munizioni per tenere a bada l'invasione, gli attracchi sulle coste meridionali come Southampton, Portsmouth e Plymouth furono pesantemente danneggiati dai bombardamenti tedeschi; in risposta quanto più traffico marittimo possibile venne diretto verso ovest e nord. Il 16 agosto la Luftwaffe dichiarò di aver distrutto il porto di Tilbury ed il porto di Londra, che normalmente movimentavano un milione di tonnellate di merci a settimana. Con grande gioia dei nazisti, lo skipper di un mercantile brasiliano dichiarò che la Gran Bretagna meridionale era finita e che niente poteva salvarla, ma sebbene il danno fosse grave, le navi provenienti da tutte le parti dell'Impero, del Sud America e dell'Estremo Oriente continuarono a scaricare cibo e beni bellici per la Gran Bretagna e a caricare carichi per l'esportazione. Senza traffico di passeggeri e con tutto il traffico marittimo scandinavo e continentale sospeso, il porto era molto meno trafficato del normale, ma ben 35.000 uomini riempivano ancora i magazzini di grano, tabacco, farina, tè, gomma, zucchero, carne, lana, legname e pelle ogni giorno per tutto l'agosto 1940. Le fabbriche di aerei britanniche, guidate dal ministro della produzione aeronautica, Lord Beaverbrook lavorarono 24 ore su 24 per aumentare notevolmente la produzione e prevenire il collasso della RAF. Il 16 settembre la rivista Time scrisse: "Anche se la Gran Bretagna dovesse crollare questo autunno, non sarà colpa di Lord Beaverbrook. Se resiste, sarà il suo trionfo. Questa guerra è una guerra di macchine che sarà vinta sulla catena di montaggio".
Nel tentativo di costringere la Gran Bretagna alla sottomissione, la Luftwaffe concentrò i suoi sforzi su fabbriche, porti, raffinerie di petrolio ed aeroporti. A metà agosto gli attacchi stavano diventando sempre più coordinati e riusciti. Il 24 agosto, al culmine della battaglia, i bombardieri inviati ad attaccare le installazioni del Fighter Command e le raffinerie di petrolio alla periferia di Londra uccisero civili nelle case nel centro di Londra per un errore di navigazione, sebbene molti credessero che il bombardamento fosse intenzionale. Nonostante l'opposizione del Ministero dell'Aeronautica, Churchill ordinò per rappresaglia il bombardamento di Berlino, e quella notte la capitale tedesca venne bombardata per la prima volta, nonostante non vi fosse nessuna vittima. I britannici erano contenti perché mostrava che la Gran Bretagna era in grado di contrattaccar, e il giorno successivo si diceva che i berlinesi fossero sbalorditi e disillusi; Göring, che aveva detto che non sarebbe mai successo, venne ridicolizzato da entrambe le parti. Quando i bombardamenti continuarono, il 7 settembre la leadership nazista ordinò alla Luftwaffe di iniziare a bombardare le città britanniche, nella convinzione che ciò avrebbe danneggiato così tanto il morale dei civili che la Gran Bretagna avrebbe chiesto la pace.
La battaglia d'Inghilterra infuriò per tutto l'agosto e il settembre 1940, ma la Luftwaffe non fu in grado di distruggere la RAF per ottenere la supremazia aerea che era un prerequisito per l'invasione. Di notte, gli aerei del RAF Bomber Command e del RAF Coastal Command volavano per un breve tratto attraverso il canale e attaccavano le navi e le chiatte che venivano assemblate nei porti di Anversa, Ostenda, Calais e Boulogne per trasportare la forza d'invasione, distruggendo alla fine oltre il 20% della flotta. Infine, il 12 ottobre, l'invasione venne annullata fino alla primavera del 1941, anche se le città britanniche, in particolare Londra, Birmingham e Liverpool continuarono a essere pesantemente bombardate per altri 6 mesi.

### La carestia europea
Nonostante i progressi industriali della Germania, il cibo era un'altra questione. Anche in pace, l'Europa non era in grado di nutrirsi e, sebbene la Germania detenesse ora i due quinti dei campi verdi d'Europa, i tedeschi scoprirono che, nonostante i decreti che obbligavano gli agricoltori a vendere i loro prodotti ed il bestiame e la requisizione diretta, in termini di cibo, le terre occupate rappresentavano un drenaggio netto delle loro risorse che non poteva essere riparato.
Mentre la Danimarca, la "Dispensa d'Europa", produceva enormi quantità di pancetta, uova e latticini, questa era fortemente dipendente dalle importazioni di fertilizzanti dalla Gran Bretagna. In poco tempo, il bestiame veniva macellato a causa della mancanza di foraggio – i maiali erano così denutriti che si rompevano le gambe camminando verso il macello. Gli agricoltori danesi pagavano tasse elevate e i marinai mercantili vennero costretti a lavorare come braccianti in Germania a causa del blocco. Allo stesso modo i Paesi Bassi, con i loro 2,7 milioni di bovini, 650.000 pecore, mezzo milione di maiali e un'enorme eccedenza di burro, formaggio, carne, latte, margarina e oli vegetali, dipendevano dalla Gran Bretagna per il loro foraggio animale. Gran parte della terra arabile era stata rovinata dall'apertura delle dighe durante l'invasione nazista e molti allevatori si rifiutarono di vendere il bestiame ai tedeschi, ma presto vi fu una tale carenza di carne che le autorità dovettero confiscare salsicce di carne di cane. Poiché i tedeschi costrinsero i pescatori olandesi a tornare in porto prima che facesse buio, c'era anche una carenza di pesce e, sebbene i possedimenti olandesi d'oltremare fossero tra i principali fornitori mondiali di tabacco, non potevano violare il blocco. Acciaio, ferro e legno erano così difficili da ottenere che i lavori di ricostruzione di Rotterdam si fermarono.
La vita era particolarmente dura in Polonia. Il colera scoppiò nei campi di concentramento e le esecuzioni pubbliche di massa si aggiunsero ai 3 milioni stimati di polacchi già uccisi durante l'invasione. Migliaia di persone erano già morte di freddo e di fame durante il primo inverno di guerra e con la sua barbabietola da zucchero, il suo segale ed il suo grano sistematicamente strappati via, e con pochi agricoltori rimasti sulla terra, le condizioni peggiorarono rapidamente. La Norvegia, con vaste aree montuose, faceva affidamento sulle importazioni per metà del suo cibo e tutto il suo carbone; la penuria e la fame colpirono rapidamente il Belgio che, pur essendo densamente popolato e producendo solo la metà del suo fabbisogno, era ancora soggetto a diffuse confische di cibo.
La Francia, normalmente in grado di nutrirsi da sola, aveva ora altri 5 milioni di profughi provenienti da altri paesi di cui occuparsi. Quando i tedeschi spogliarono le fattorie di mezzo milione di cavalli e muli per il loro esercito, provocando un forte calo della produttività agricola, presero anche l'11% delle rimanenti scorte di cibo, un milione di tonnellate. I tedeschi tenevano in ostaggio 1.500.000 prigionieri di guerra francesi, nutrendoli con pane e zuppa così sottili che veniva aggiunta erba per ammassarli, e la maggior parte degli articoli era ora pesantemente razionata, con un lavoratore che aveva diritto a una dieta giornaliera di sole 1.200 calorie; molte persone andavano in bicicletta in campagna durante il fine settimana per cercare cibo. I soldati tedeschi ricevevano razioni doppie, ma questa era ancora solo una modesta dieta quotidiana, simile a quella servita ai detenuti nelle carceri americane.

La controffensiva greca contro l'attacco italiano attraverso l'Albania.

Il blocco britannico del Mediterraneo tagliò immediatamente fuori l'Italia dall'80% delle sue importazioni. Prodotti essenziali come pasta, farina e riso erano severamente razionati, provocando rivolte, e qualsiasi agricoltore che rifiutava i suoi raccolti dall'ammasso obbligatorio poteva essere incarcerato per un anno. In seguito alla loro disastrosa invasione della Grecia dall'Albania occupata il 28 ottobre 1940, le riserve italiane di gomma, cotone, lana ed altri prodotti iniziarono a diminuire e gli alti prezzi praticati dalla Germania per trasportare il carbone attraverso le Alpi di Trieste fece del calore un lusso. L'11 novembre la Gran Bretagna ottenne un'importante vittoria contro la marina italiana a Taranto, che assicurò le linee di rifornimento britanniche nel Mediterraneo.
Anche nella regione balcanica, normalmente abbondante, c'erano ora carenze alimentari causate da un inverno estremamente rigido a est e dalle inondazioni del basso Danubio che devastavano le pianure agricole ed impedivano la semina dei raccolti. In Romania, i braccianti erano ancora mobilitati nell'esercito e, insieme all'Ungheria e alla Jugoslavia, essa aveva bisogno di tutto il grano che poteva essere prodotto, ma i tedeschi fecero loro pesanti richieste, sostenute da minacce.
Fino alla fine del 1940 Hitler sperava di stabilire una pacifica egemonia tedesca sui Balcani come parte del suo entroterra di rifornimenti, ma dopo l'occupazione sovietica della Bessarabia e della Bucovina settentrionale dalla Romania alla fine di giugno, gli venne forzata la mano. Il 7 ottobre la Germania invase la Romania per bloccare l'esercito sovietico e ottenere l'accesso ai giacimenti petroliferi di Ploiești. Dopo la disastrosa invasione della Grecia da parte dell'Italia il 28 ottobre, gli inglesi intervennero in conformità con l'accordo di mutuo soccorso anglo-greco, occupando Creta e stabilendo aeroporti a distanza di bombardamento dai giacimenti petroliferi rumeni. Alla fine di novembre Ungheria e Romania firmarono il Patto tripartito, unendosi alle potenze dell'Asse e, sebbene la Jugoslavia inizialmente si rifiutasse di firmare, Hitler ora aveva il controllo della maggior parte delle vaste risorse agricole della Grande pianura ungherese e dei giacimenti petroliferi rumeni.
Il Bomber Command britannico continuò ad attaccare obiettivi strategici tedeschi, ma il compito di bombardare la Germania venne reso molto più difficile dalla perdita degli aeroporti francesi in quanto significava lunghi voli sul territorio controllato dal nemico prima di raggiungere l'obiettivo. Ma gli inglesi a questo punto non avevano mezzi efficaci per intraprendere un'azione offensiva contro il nemico e iniziarono a guardare ad una rinnovata strategia di bombardieri. Dopo la devastazione tedesca di Coventry, la RAF fece irruzione nelle raffinerie di petrolio nel centro di Mannheim nella notte tra il 16 e il 17 dicembre. Questa fu la prima "incursione nell'area", ma la fotografia dopo l'incursione mostrò che la maggior parte dei 300 bombardieri aveva mancato l'obiettivo e che il Bomber Command non aveva i mezzi per effettuare incursioni di precisione. Tuttavia, una campagna di bombardamenti offriva l'unica speranza di danneggiare l'economia tedesca, e le direttive alla fine del 1940 stabilivano due obiettivi: un attacco di precisione alla produzione tedesca di petrolio sintetico e un attacco sul morale tedesco prendendo di mira i siti industriali nelle grandi città. Nel dicembre 1940 Roosevelt, dopo aver vinto uno storico terzo mandato come presidente, dichiarò che gli Stati Uniti sarebbero diventati "l'arsenale della democrazia", fornendo le armi di cui la Gran Bretagna e il suo Commonwealth avevano bisogno senza entrare lei stessa in guerra.
Mentre il 1940 volgeva al termine, la situazione per molti dei 525 milioni di europei era disastrosa. Con l'approvvigionamento alimentare ridotto del 15% dal blocco e di un altro 15% da raccolti scarsi, fame e malattie come influenza, polmonite, tubercolosi, tifo e colera divennero una minaccia. La Germania venne costretta ad inviare 40 vagoni merci di rifornimenti d'emergenza nel Belgio e nella Francia occupati, e associazioni di beneficenza americane come la Croce Rossa, il Comitato Aldrich e l'American Friends Service Committee iniziarono a raccogliere fondi per inviare aiuti. L'ex presidente Herbert Hoover, che aveva fatto molto per alleviare la fame dei bambini europei durante la prima guerra mondiale, scrisse:

### 1941
Dall'inizio del 1941 la guerra si spostò sempre più verso est. Il 28 dicembre 1940 Mussolini fece appello per un urgente aiuto tedesco nella campagna di Grecia. La Germania venne anche costretta ad inviare l'Afrika Korps in Libia in all'inizio di febbraio, guidato dal generale Erwin Rommel, per aiutare il suo partner dell'Asse nelle sue campagne nordafricane contro le forze britanniche e del Commonwealth. Gli italiani stavano anche cedendo sotto una forte controffensiva britannica ed indiana in Eritrea, nell'Africa orientale. A causa della sua posizione strategica nel Mediterraneo vicino alla Sicilia e alle rotte marittime dell'Asse, anche l'isola britannica di Malta venne quotidianamente bombardata dal nemico durante l'assedio di Malta, e alla fine dell'anno l'isola aveva subito oltre 1.000 bombardamenti per costringerla alla resa. Man mano che altri sottomarini entravano in servizio, il pedaggio settimanale sulle navi mercantili alleate continuava a salire ed entro giugno uova, formaggio, marmellata, vestiti e carbone vennero aggiunti all'elenco razionato.
All'inizio di gennaio 1941 i funzionari tedeschi annunciarono la firma del "più grande affare di cereali della storia" tra l'Unione Sovietica e la Germania. I sovietici, che poco dopo conclusero anche un accordo di armi da 100 milioni di sterline con la Cina, si aspettavano critiche da Gran Bretagna e America; il quotidiano Izvestija dichiarò:

### L'aiuto umanitario in Europa
A gennaio, il Comitato nazionale per l'alimentazione delle piccole democrazie di Herbert Hoover presentò al governo belga in esilio a Londra un piano che aveva concordato con le autorità tedesche per creare mense per i poveri in Belgio per sfamare diversi milioni di indigenti. In base al piano, i tedeschi accettarono di fornire 1 milione di bushel (1 staio USA = 8 galloni USA, circa 27 kg per il grano) di chicchi di pane ogni mese e il comitato doveva fornire 20.000 tonnellate di grassi, brodo di minestra e cibo per bambini. Tuttavia, la Gran Bretagna rifiiutò di consentire questo aiuto attraverso il blocco. Il loro punto di vista, sostenuto da molti in America e nei paesi occupati, era che fosse responsabilità della Germania nutrire e provvedere alle persone che aveva conquistato, e che il piano non poteva evitare di aiutare indirettamente la Germania; se fosse stato concesso un aiuto, ciò avrebbe liberato le merci tedesche per l'uso altrove.
Hoover affermò che le sue informazioni indicavano che la razione belga era già scesa a 960 calorie - meno della metà della quantità necessaria per sostenere la vita - e che molti bambini erano già così deboli da non poter più frequentare la scuola, ma gli inglesi lo contestarono. Anche così, molti americani rimasero sconvolti dalle continue difficoltà. C'erano solo 16 milioni di francoamericani e all'inizio di marzo almeno 15 diverse organizzazioni - note collettivamente come Consiglio di coordinamento per i soccorsi francesi - stavano distribuendo aiuti in Francia attraverso l'American Friends Service Committee, mentre il Quaker Committee distribuiva anche cibo per un valore di circa $ 50.000, abbigliamento e forniture mediche al mese in tutta la Francia. La Croce Rossa Americana noleggiò una "nave della misericordia", la SS Cold Harbor per portare 12 000 000 lb (5 400 000 kg) di latte evaporato ed in polvere e 150.000 articoli di abbigliamento per bambini, 500.000 unità di insulina e 20.000 flaconi di vitamina a Marsiglia e poco dopo ne inviò una seconda, la SS Exmouth, per trasportare aiuti umanitari per un valore di 1,25 milioni di dollari nella Francia non occupata.
Un certo numero di eminenti liberali denunciò il rilascio di cibo alla Francia in una lettera al segretario di Stato degli Stati Uniti Cordell Hull. Descrivendo come l'industria francese stesse lavorando per i tedeschi e come Hitler avesse sequestrato 1 milione di tonnellate di grano francese da tenere nella Francia occupata, il gruppo credeva che la mossa avrebbe minato il blocco e portato alle richieste naziste all'America di continuare a nutrire altre terre conquistate. L'ambasciatore della Francia di Vichy negli Stati Uniti, Gaston Henry-Haye, continuò a premere per un allentamento del blocco per motivi umanitari e il governo degli Stati Uniti si trovò in un difficile dilemma morale. L'economista degli affari esteri degli Stati Uniti Karl Brandt descrisse come Hitler (e Stalin) usassero il cibo come arma politica per distruggere l'opposizione interna, premiare i risultati, punire il fallimento ed annientare i loro nemici nei paesi neutrali. Egli descrisse come la "casta dei guerrieri" ricevesse di più, seguita dagli operai essenziali (a Berlino, William Shirer e gli altri giornalisti stranieri erano classificati come "lavoratori pesanti" e ricevevano razioni doppie) mentre in fondo i prigionieri, ebrei e i pazzi ebbero il minimo. A questo punto i nazisti avevano iniziato a giustiziare pazienti mentali altrimenti sani nelle istituzioni tedesche, in parte per risparmiare sul cibo, e c'era un clamore da parte dei membri della famiglia per far rimuovere i loro cari. Brandt disse:
A questo punto c'erano segnalazioni crescenti di navi francesi di Vichy nel Mediterraneo che eseguivano il blocco britannico dai porti nordafricani e ignoravano gli ordini del controllo del contrabbando britannico di fermarsi e sottomettersi alla perquisizione. Il vice primo ministro di Vichy, l'ammiraglio Darlan dichiarò che la marina mercantile di Vichy aveva finora portato attraverso il blocco 7 milioni di staia di grano, 363.000 tonnellate di vino, 180.000 tonnellate di olio di arachidi insieme a grandi quantità di frutta, zucchero, cacao, carne, pesce e rum. Darlan, che durante la campagna di Francia aveva dato a Churchill la solenne promessa che la marina francese non si sarebbe mai arresa alla Germania, affermò che gli inglesi erano riluttanti a rischiare un terzo scontro sanguinoso come quelli di Dakar ed Orano e che, mentre avevano affondato sette navi alimentari francesi senza scorta, non avevano mai affondato, o addirittura fermato, una nave francese scortata da navi da guerra.

### Il lend-lease

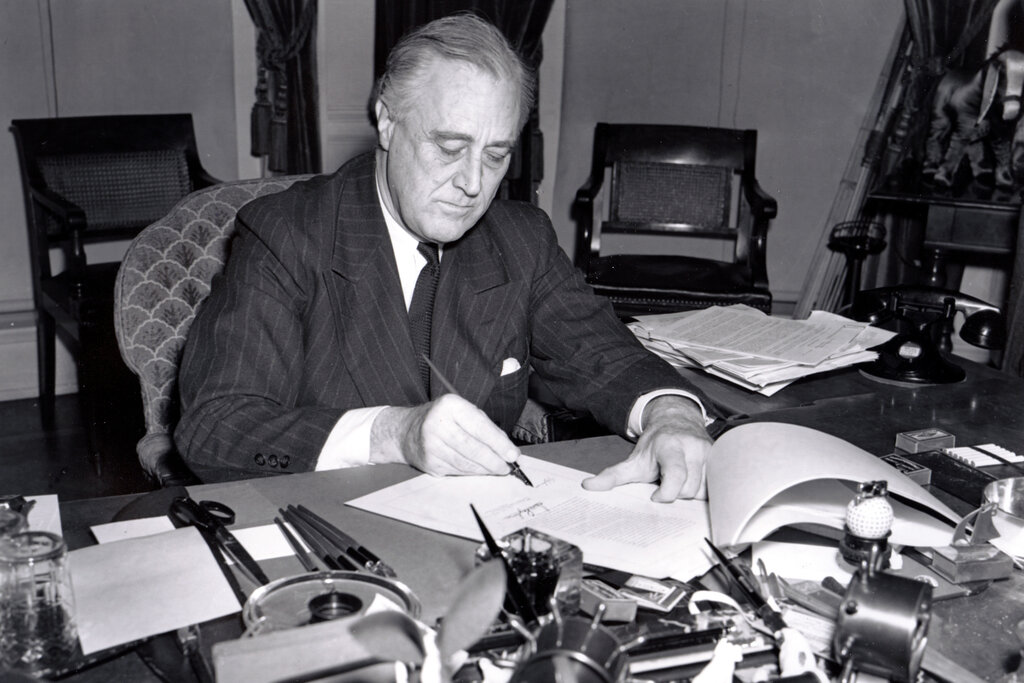
Il presidente Franklin D. Roosevelt firma il disegno di legge lend-lease per dare aiuti a Regno Unito, Cina e Grecia, 1941.

Nonostante gli effetti del suo blocco, non ci fu dibattito sulla determinazione dell'America a nutrire la Gran Bretagna stessa ed essa fu in grado di farlo, con raccolti record. Ma la Gran Bretagna, avendo già venduto 1 miliardo di sterline dei suoi investimenti esteri e assunto altri 3 miliardi di prestiti per pagare materiale bellico, stava ora subendo la tensione finanziaria della guerra. L'11 marzo 1941 Roosevelt ed il Congresso approvarono il programma Lend-Lease, che consentiva l'invio di ingenti quantità di materiale bellico ai paesi alleati, e Churchill ringraziò la nazione americana per una "nuova Magna Carta". Anche se l'America non entrò in guerra per altri nove mesi, non poteva più affermare di essere completamente neutrale e Hitler ordinò immediatamente agli U-Boot di attaccare le navi statunitensi. Il 10 aprile il cacciatorpediniere USS Niblack, che stava raccogliendo i sopravvissuti da un mercantile olandese che era stato affondato, rilevò che un sottomarino si stava preparando ad attaccare e lanciò cariche di profondità per allontanalo. Questa fu la prima azione diretta tra la Germania e l'America della seconda guerra mondiale. Il giorno successivo gli Stati Uniti iniziarono regolari pattugliamenti in mare.

### Gli effetti sul commercio sudamericano
I blocchi del mondo ebbero un forte impatto sui modelli del commercio mondiale nel suo complesso. Allo scoppio della guerra, molti paesi sudamericani si aspettavano di realizzare grandi profitti rifornendo i belligeranti come nella prima guerra mondiale. Quasi tutto il rame, il piombo, lo stagno e l'argento della Bolivia veniva esportato in Europa, mentre l'Uruguay e il Brasile meridionale fornivano lana e carne di manzo in scatola e congelata. L'Argentina deteneva l'84% dell'offerta mondiale di semi di lino, quasi tutti esportati, insieme a gran parte del suo grano (23% dell'offerta mondiale), del mais (71%) e della carne bovina (50%). Ma con lo stallo del blocco e del controblocco, il commercio estero totale effettivamente crollò e si accumularono grandi eccedenze. All'inizio di febbraio 1941 le principali nazioni esportatrici de la Plata (Argentina, Brasile, Uruguay, Paraguay e Bolivia) tennero una conferenza a Montevideo per discutere i modi per migliorare il commercio tra loro ed il resto del continente. A parte un po' di pino del Paraná, tè e cereali, c'era pochissimo commercio inter-Plata, e alla fine i delegati concordarono una serie di misure, come regole di cambio valuta più facili, finanziamenti per le nazioni più povere, miglioramento collegamenti di trasporto tra paesi, in particolare quelli senza sbocco sul mare, e barriere doganali inferiori per dimostrare che non dipendevano interamente dal commercio estero e dai dollari americani per sopravvivere.
Nella stessa America, mentre molte piccole imprese che facevano affidamento sul commercio estero vennero gravemente colpite, poiché le importazioni estere più economiche non erano disponibili, i produttori nazionali, come il commercio della menta piperita della Carolina del Nord e l'industria del vetro fatto a mano in Maryland e Pennsylvania ora avevano l'intero mercato interno per sé. I produttori di formaggio statunitensi iniziarono a produrre sostituti del Gjetost della Norvegia, del Gouda e dell'Edam dei Paesi Bassi, dell'Asiago e del Provolone e del formaggio blu della Francia e con i bulbi di tulipano del Belgio e dei Paesi Bassi tagliati, i coltivatori statunitensi in Michigan, Carolina del Nord e Nord-Ovest Pacifico furono in grado di ottenere il doppio dei prezzi prebellici. Iniziarono anche gli esperimenti nella fattoria della prigione statale dell'Alabama per coltivare la ramia, una fibra dura e rigida utilizzata nei mantelli antigas che non era più disponibile dall'est e dal Sud-est asiatico.

### L'operazione Barbarossa
Per i nazisti, la conquista della massa continentale russa, un sesto della superficie terrestre o 8 000 000 chilometri quadri (8 000 000 km²), non solo avrebbe fornito il Lebensraum che chiedevano, ma avrebbe fornito anche la risposta a tutti i loro problemi di materie prime. Il 22 giugno 1941 la Germania invase l'Unione Sovietica con un'operazione su tre fronti, cogliendo i sovietici completamente di sorpresa. I tedeschi penetrarono in profondità nel territorio sovietico e in una settimana completarono un accerchiamento di 300.000 soldati dell'Armata Rossa vicino a Minsk e Białystok. I primi territori da conquistare includevano i più produttivi. Tra Baku sul Mar Caspio e Batumi sul Mar Nero si trovavano i ricchi giacimenti petroliferi della Transcaucasia, mentre al confine con Polonia e Romania c'era l'abbondante "Granaio della Russia", l'Ucraina, grande all'incirca come la Francia, 40 milioni di acri (160 000 km²) di alcuni dei terreni agricoli più fertili della terra. Occupando un černozëm di humus denso apparentemente inesauribile, produceva il 25% del grano russo ed immensi raccolti di segale, orzo, avena, barbabietola da zucchero, patate, girasoli, lino, mais, tabacco e cotone. L'Ucraina era una grande regione industriale. Il suo Donbass forniva il 70% del ferro, il 50% dell'acciaio, il 72% dell'alluminio e il 35% del manganese dell'URSS, oltre ad essere uno dei più grandi bacini carboniferi d'Europa, con una resa di 67 milioni di tonnellate all'anno.
La Russia aveva la reputazione di paese agrario arretrato, ma il governo comunista era ben consapevole dei pericoli derivanti dall'eccessivo affidamento sull'Ucraina e della necessità di modernizzare la sua industria. L'intero volto dell'economia sovietica venne trasformato dal 1928 in poi dai 3 Piani quinquennali di Iosif Stalin e mentre tre quarti dell'industria totale era precedentemente concentrata intorno a Mosca, San Pietroburgo ed Ucraina, vennero pianificate città industriali, come Stalingorsk nella Siberia occidentale e Karaganda nel Kazakhstan, luoghi che erano stati a malapena abitati un decennio prima. Una massiccia operazione di coltivazione del cotone venne avviata in Turkestan, vennero aperte nuove regioni di coltivazione del grano al centro, a est e a nord ed ampliate miniere di carbone in Siberia, ricchi giacimenti minerari estratti dagli Urali, in tutta la Russia asiatica, e vennero sviluppati immensi nuovi pozzi di petrolio e raffinerie nel Caucaso e nella valle del Volga.
Durante i primi sei mesi i sovietici erano allo sbando quasi totale, e persero intere armate di uomini, oltre il 70% dei loro carri armati, un terzo dei loro aerei da combattimento e due terzi della loro artiglieria. Nonostante queste battute d'arresto iniziali, i sovietici furono in grado di trasferire gran parte della loro industria dalle città vicino alle regioni del Dnepr e del Donbass più a est verso gli Urali e la Siberia. Tuttavia ci sarebbe voluto un po' di tempo prima che i livelli di produzione si riprendessero, poiché questa operazione richiese molto tempo perché i sovietici erano spesso costretti a rimontare intere fabbriche in aree remote.
Il 3 luglio Stalin annunciò una "politica della terra bruciata"; mentre le forze e il popolo sovietici si ritiravano di fronte alla Wehrmacht, tutto ciò che non poteva essere spostato a est doveva essere distrutto. Fabbriche e pozzi petroliferi vennero fatti saltare in aria, i raccolti bruciati e gli animali massacrati in modo che ai tedeschi non rimanesse nulla da usare.

### Il supporto alleato all'Unione Sovietica

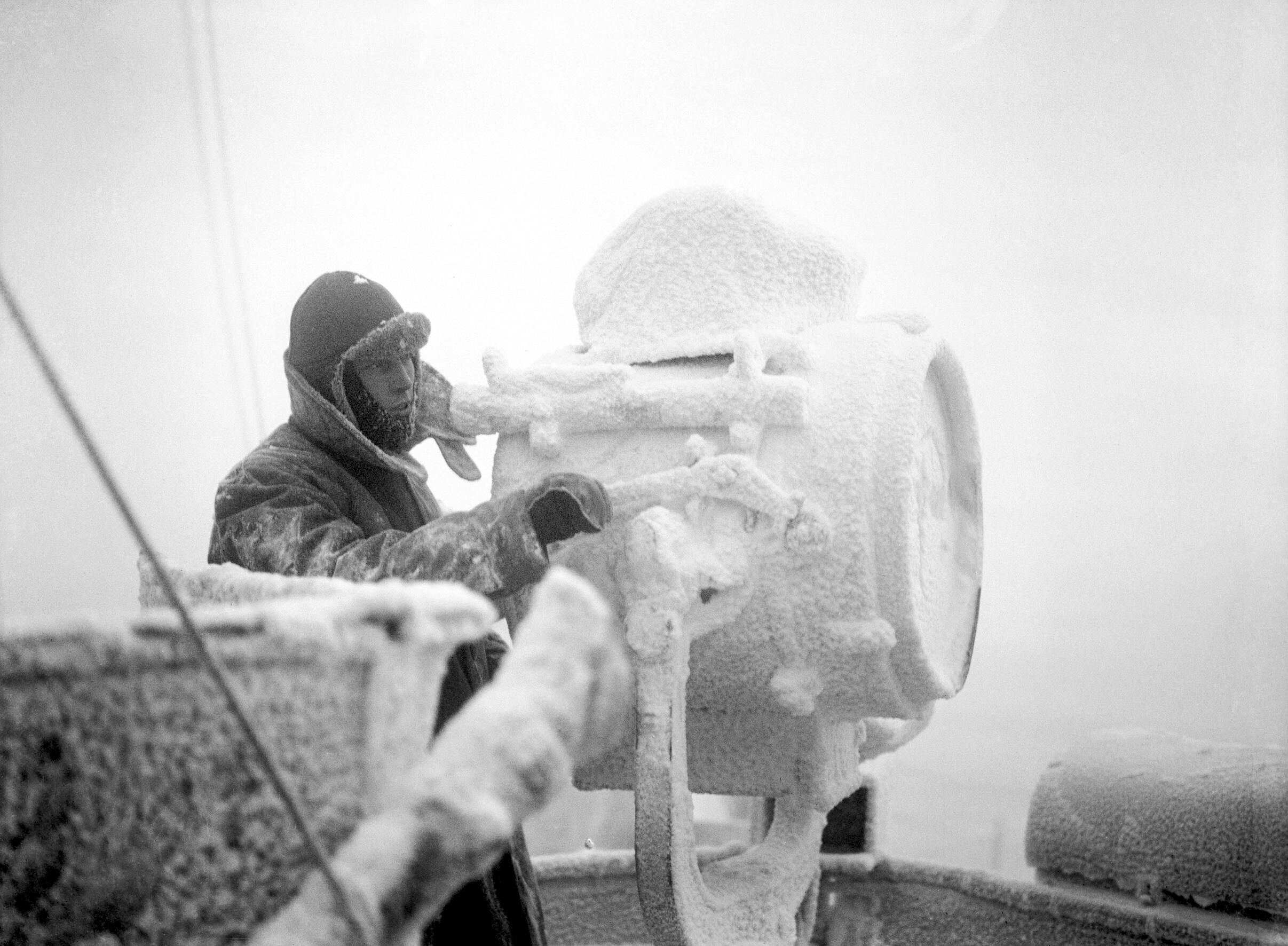
Ghiaccio che si forma su un proiettore di segnale da 20 pollici sull'incrociatore mentre scorta un convoglio artico in Russia.

Il 2 agosto 1941 gli inglesi firmarono la Carta Atlantica con gli Stati Uniti ed estesero il blocco per coprire la Finlandia, che ora stava combattendo a fianco della Germania. Churchill ora abbracciò l'Unione Sovietica come alleata ed accettò d'inviare armi per colmare il deficit mentre l'industria sovietica si riorganizzava per la lotta. Entro la metà del 1942 la Gran Bretagna stava fornendo all'Unione Sovietica, tramite i convogli artici, una serie di veicoli, artiglieria e munizioni come parte del programma Lend Lease. In totale, la Gran Bretagna inviò più di 4.500 carri armati Valentine, Churchill e Matilda, e 4200 caccia Hurricane e Spitfire.
Anche l'America fornì un supporto significativo, ma mentre l'Alaska, a soli 50 miglia (80 km) dall'Asia attraverso lo Stretto di Bering, era la via ovvia per il trasporto di attrezzature Lend-Lease, era remota dagli Stati Uniti contigui. Un percorso via terra attraverso la distesa senza strade di 800 miglia (1 300 km) del Canada, a lungo discusso, ora divenne vitale, e così l'8 marzo 1942 l'esercito americano iniziò la costruzione dell'Alcan Highway, un lungo tratto di 1 671 miglia (2 689 km) da Dawson Creek nella Columbia Britannica, a nord-ovest attraverso il Territorio dello Yukon fino a una strada esistente sul confine tra Canada e Alaska. L'autostrada consentiva anche il collegamento della Northwest Staging Route, una serie di ruvide piste di atterraggio e stazioni radio canadesi costruite per trasportare gli aerei dall'Alberta e dallo Yukon all'Unione Sovietica e alla Cina. In totale, gli Stati Uniti fornirono all'Unione Sovietica merci per un valore di 11 miliardi di dollari, inclusi 4.800 carri armati Grant e Sherman, 350.000 camion, 50.000 jeep, 7.300 caccia Airacobra e 3700 bombardieri leggeri e medi. I sovietici ricevettero anche 2,3 milioni di tonnellate di acciaio, 230.000 tonnellate di alluminio, 2,6 milioni di tonnellate di benzina, 3,8 milioni di tonnellate di cibo e enormi quantità di munizioni ed esplosivi.
L'attacco tedesco all'Unione Sovietica spinse gli inglesi a tentare un aumento dei bombardamenti nella convinzione che le difese dei caccia sarebbero state ridotte. Gli attacchi contro obiettivi petroliferi rimasero una priorità e a maggio vennero organizzate incursioni riuscite contro Amburgo, Brema e Kiel, con Kiel che subì perdite di produzione quasi complete. I successivi attacchi contro obiettivi del trasporto ferroviario nella Ruhr si rivelarono costosi perché una nuova catena radar, nota come Linea Kammhuber, ora si estendeva attraverso gli accessi alla valle della Ruhr per allertare le difese dei caccia notturni, che rimasero considerevoli. Tra maggio e dicembre la RAF effettuò 105 incursioni separate sulla Germania, ma non fu in grado di fare breccia nella capacità industriale e subì pesanti perdite nel processo.
Il 22 giugno 1941 Churchill proclamò che la Gran Bretagna avrebbe bombardato la Germania notte e giorno, in numero sempre crescente, ma a causa delle dimensioni della Germania e poiché la flotta continuava ad essere erosa dagli aerei diretti oltremare, il Bomber Command rimase troppo debole per attacchi efficaci alla macchina da guerra tedesca. Le nuove direttive richiedevano attacchi al trasporto ferroviario nella Ruhr per interrompere l'economia tedesca, ma questa era una politica tampone; gli aerei erano troppo piccoli, trasportavano un carico di bombe troppo leggero e anche la navigazione si dimostrò difettosa. A seguito di perdite del 10% durante un'incursione del 7 novembre, alla RAF venne ordinato di conservare e rafforzare le proprie forze per un'offensiva primaverile, quando sarebbe stato disponibile un nuovo aiuto alla navigazione noto come GEE e il bombardiere pesante Avro Lancaster sarebbe entrato in servizio.

## Terza fase

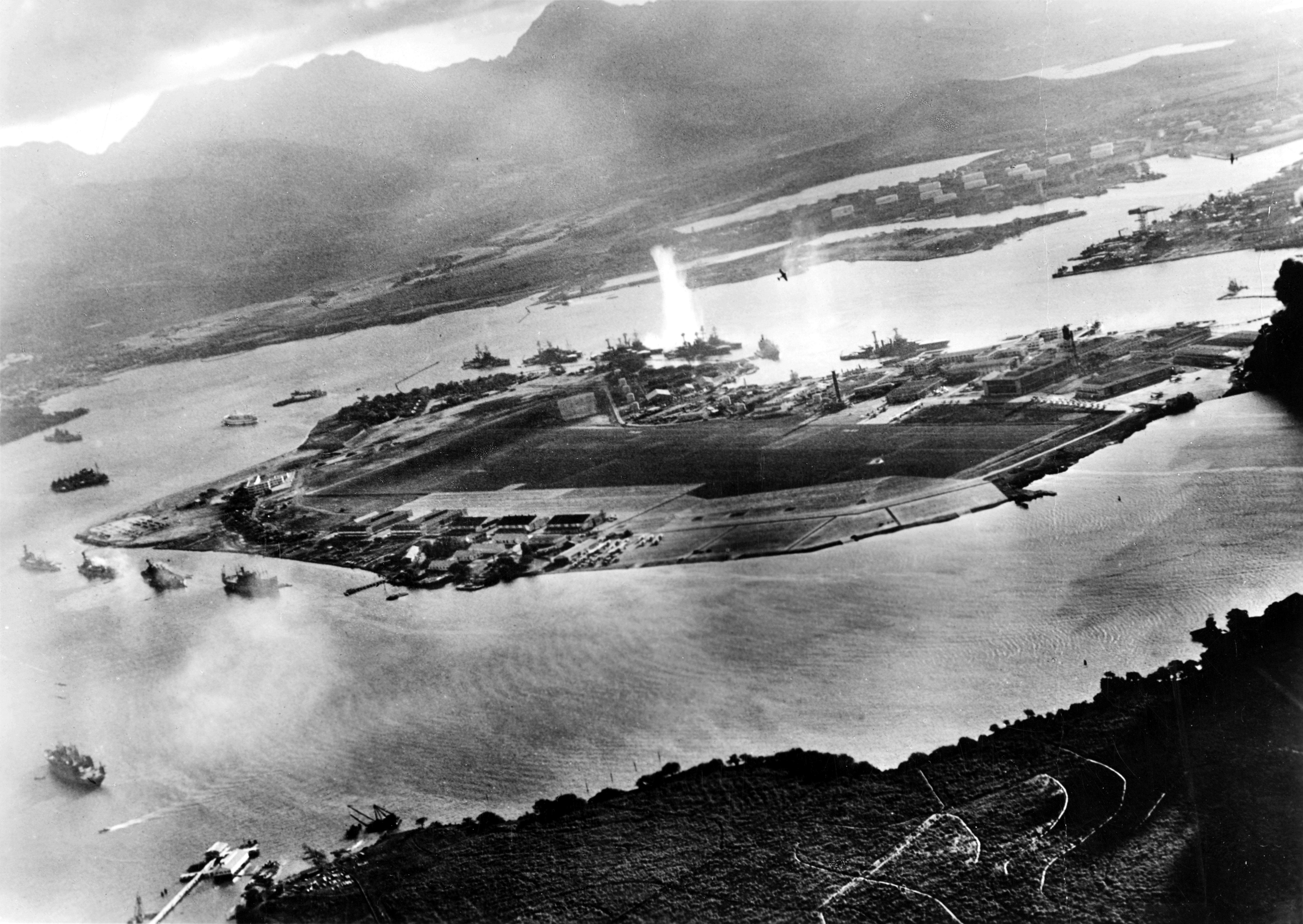
Attacco a Pearl Harbor.Fotografia scattata da un aereo giapponese durante l'attacco con siluri alle navi ormeggiate su entrambi i lati di Ford Island poco dopo l'inizio del attacco.Un siluro ha appena colpito la USS West Virginia sul lato opposto di Ford Island (al centro).

La mattina del 7 dicembre 1941 la Marina imperiale giapponese lanciò un massiccio attacco preventivo contro le navi della Flotta del Pacifico degli Stati Uniti alla sua base a Pearl Harbor, nelle Hawaii, con invasioni simultanee dei possedimenti britannici di Hong Kong, Singapore e Malesia. Il giorno successivo la guerra divenne un vero conflitto globale quando l'America si unì all'Impero britannico nella guerra contro il Giappone, la Germania e le altre potenze dell'Asse. Come la Germania, il Giappone era fortemente carente di risorse naturali e dal 1931 era diventato sempre più nazionalista, costruendo le sue forze militari ed intraprendendo una serie di spietate conquiste in Manciuria, Cina ed Indocina francese per creare un impero. Tra le crescenti segnalazioni di atrocità commesse dalle sue forze in queste terre, come il massacro di Nanchino e l'uso di gas velenosi, l'opinione mondiale si rivoltò contro il Giappone, e dal 1938 America, Gran Bretagna e altri paesi lanciarono embarghi commerciali contro di esso per limitare le forniture delle materie prime di cui aveva bisogno per fare la guerra, come petrolio, metalli e gomma.
Ma le sanzioni non frenarono l'umore imperialista del Giappone. Il Giappone firmò il Patto tripartito con la Germania e l'Italia nel settembre 1940 e, dopo che gli Stati Uniti avevano ordinato un embargo petrolifero totale su tutte le "nazioni aggressori" il 1º agosto 1941, tagliando il Giappone dal 90% della sua fornitura di petrolio, esso guardò alle enormi riserve nel Pacifico meridionale e nel Sud-est asiatico, territori già in gran parte sotto giurisdizione statunitense, britannica e olandese. Il Giappone sapeva di non poter vincere una guerra prolungata contro le "potenze occidentali, ma sperava che colpendo prima a Pearl Harbor per mettere fuori combattimento la flotta americana del Pacifico e poi usando le sue enormi riserve di uomini e macchine per occupare i territori che ambiva mentre l'America non era ancora pronta per la guerra, la Gran Bretagna era impegnata in una lotta a tutto campo con la Germania e l'Olanda era lei stessa occupata, poteva stabilire il suo impero e consolidarsi così saldamente che sebbene i suoi nemici avrebbero tentato di abbattere la sua linea difensiva, alla fine sarebbero stati costretti ad accettare la nuova posizione e fare la pace sulla base del nuovo status quo. Nei primi mesi della guerra il Giappone lanciò una serie di sbalorditive conquiste nella regione, tra cui Hong Kong, Filippine, Malesia, Birmania ed Indie Orientali, e presto minacciò l'Australia nell'estremo sud.
Poiché era un'isola, il blocco del Giappone era una questione abbastanza semplice di affondare le navi da trasporto utilizzate per trasportare i materiali dalle terre occupate alle isole di origine e rimase un affare in gran parte americano. I giapponesi iniziarono con 6,1 milioni di tonnellate mercantili appena adeguate che i sottomarini e gli aerei americani gradualmente ridussero via via fino a quando rimasero solo 1,5 milioni di tonnellate. Il costante tributo di attrito contro la sua marina mercantile fu un fattore importante nella sconfitta finale del Giappone, ma gli Alleati concordarono che la situazione era molto più complessa con la Germania, dove sarebbe stata adottata una serie di misure tra cui il bombardamento strategico necessario per ottenere la vittoria finale.

### L'America si unisce alla guerra economica
Nel dicembre 1941 gli Stati Uniti si unirono al sistema di guerra economica che gli inglesi avevano creato e amministrato nei due anni precedenti. Il Board of Economic Warfare, (BEW) che si era evoluto dal precedente Economic Defense Board, venne creato dal presidente Roosevelt il 17 dicembre 1941. Sotto la presidenza del vicepresidente Henry Wallace, il nuovo dipartimento venne incaricato dell'approvvigionamento e della produzione di tutti i materiali importati necessari sia allo sforzo bellico che all'economia civile. Venne compilata la Proclaimed List – un equivalente statunitense della British Statutory List – e, sotto la direzione britannica, vennecostituita la United States Commercial Corporation per iniziare a fare acquisti preclusivi di materiali strategici come cromo, nichel e manganese per soddisfare le future esigenze degli alleati e impedire loro di raggiungere i tedeschi.
Fin dall'inizio ci fu una stretta collaborazione tra le agenzie parallele americane e britanniche, su misure di guerra economica, raccolta di informazioni e il successivo programma Safehaven. L'ambasciata americana a Londra fungeva da base per le attività della BEW americana in Europa e venne organizzata nel marzo 1942, "per stabilire un collegamento più intimo tra le molteplici attività di guerra economica incentrate nel Ministero della guerra economica ed attività comparabili nel Governo degli Stati Uniti." Il personale BEW sedeva nel Comitato di blocco in condizioni di parità con le loro controparti britanniche, svolgendo il lavoro di routine di gestione dei Navicert, dei permessi delle navi e della definizione del contrabbando. La divisione dell'ambasciata collaborò con il MEW allo sviluppo di nuovi accordi commerciali di guerra e alla rinegoziazione degli esistenti contratti di acquisto e fornitura all'estero. Insieme tentarono di persuadere i rimanenti paesi neutrali - Portogallo, Spagna, Svezia, Turchia, Svizzera, Irlanda (ed Argentina) - che fornendo alla Germania i materiali di cui aveva bisogno stavano prolungando la guerra e nel tempo vennero tentate una serie di misure per spingere questi paesi a ridurre o terminare il commercio con l'Asse, con vari gradi di successo.

### Portogallo
Come il generale Franco in Spagna, il presidente portoghese Antonio de Oliveira Salazar era percepito come filo-Asse ma camminava su una linea sottile tra le due parti, che gareggiavano ferocemente per le materie prime portoghesi, generando enormi profitti per la sua economia. Il Portogallo forniva alla Germania esportazioni dirette via terra di un'ampia gamma di prodotti tra cui riso, zucchero, tabacco, grano, clorato di potassio, liquidi infiammabili e pece gialla, e si sapeva che i mercanti portoghesi inviavano anche diamanti sintetici e platino attraverso l'Africa e il Sud America. Ma il materiale di gran lunga più importante che il Portogallo aveva da offrire era il tungsteno. Il carburo di tungsteno era un bene di guerra fondamentale con numerose applicazioni come la produzione di acciaio resistente al calore, le piastre corazzate, i proiettili perforanti e gli utensili da taglio ad alta velocità. Il Portogallo era il principale fornitore europeo di tungsteno (e di scheelite, un altro membro della serie wolframite di minerali di tungsteno), fornendo annualmente alla Germania almeno 2.000 tonnellate tra il 1941 e la metà del 1944, circa il 60% del suo fabbisogno totale.
La Gran Bretagna era il principale partner commerciale del Portogallo e aveva il diritto di costringerlo a combattere dalla sua parte sotto un'alleanza di 500 anni, ma gli permise di rimanere neutrale; in cambio il Portogallo concedeva credito quando la Gran Bretagna era a corto di oro ed escudo, così che nel 1945 la Gran Bretagna doveva al Portogallo 322 milioni di sterline. La Germania era il secondo partner commerciale del Portogallo, inizialmente pagando le esportazioni con beni di consumo, ma dopo il 1942 sempre più con l'oro saccheggiato, che gli Alleati avvertirono che sarebbe stato soggetto a confisca dopo la guerra. Il Portogallo concesse alla Germania anche condizioni di credito generose, in parte perché dopo la caduta della Francia la presenza di una rotta terrestre diretta consentiva alla Germania di minacciare il Portogallo d'invasione se avesse ridotto le esportazioni critiche. Gli Alleati, che acquistavano anche tungsteno portoghese, credevano che se fossero riusciti a convincere i portoghesi a smettere di vendere il minerale, l'industria tedesca delle macchine utensili sarebbe stata rapidamente paralizzata e non sarebbe stata in grado di continuare a combattere. Poiché il Portogallo dipendeva dagli Stati Uniti per le forniture di petrolio, carbone e prodotti chimici, le agenzie di guerra economica degli Alleati considerarono di raggiungere il loro obiettivo con embarghi, ma esitarono perché volevano anche l'accesso alle basi militari portoghesi sulle Azzorre.

### Spagna
Sin da prima della guerra, la Spagna filo-nazista soffriva di una cronica carenza di cibo, aggravata dal blocco. Gli Alleati utilizzarono una serie di misure per mantenere la Spagna neutrale, come limitare la sua fornitura di petrolio e concludere accordi commerciali in momenti critici per fornirle la valuta estera tanto necessaria per acquistare cibo dal Sud America. Il 23 novembre 1940 Churchill scrisse a Roosevelt per informarlo che la penisola era ormai vicina al punto di fame e che un'offerta degli Stati Uniti di fornire una fornitura mensile di cibo poteva essere decisiva per tenere la Spagna fuori dalla guerra.
Compagnie spagnole realizzarono importanti lavori aerei per i tedeschi, mercanti spagnoli fornirono alla Germania diamanti sintetici e platino, e il generale Franco, ancora fedele a Hitler per il suo sostegno durante la guerra civile, continuò a fornire alla Germania materiale bellico, tra cui mercurio e tungsteno. La Spagna, il secondo produttore mondiale di tungsteno dopo il Portogallo, fornì alla Germania 1.100 tonnellate di minerale all'anno tra il 1941 e il 1943 (tra loro Spagna e Portogallo fornirono il 90% del fabbisogno annuo di 3500 tonnellate della Germania). Come risultato delle misure economiche alleate e delle sconfitte tedesche, nel 1943 la Spagna adottò una politica più genuinamente neutrale. La strategia degli Alleati con la Spagna era identica a quella del Portogallo: acquistare abbastanza tungsteno per soddisfare il fabbisogno di esportazione ed evitare che il resto raggiungesse il nemico con qualsiasi mezzo. La Gran Bretagna e gli Stati Uniti avevano nuovamente la possibilità di lanciare un embargo petrolifero sulla Spagna, ma esitarono per paura di spingere Franco a schierarsi militarmente con la Germania.

### Svezia
La Svezia fu a lungo la principale fonte tedesca di ferro di alta qualità e di cuscinetti a sfera e la continuazione delle forniture dal porto di Narvik, che gli inglesi cercarono di fermare con l'operazione Wilfred, fu uno dei fattori che portarono all'occupazione tedesca della Norvegia. Gli esperti di guerra economica Alleati credevano che senza le esportazioni svedesi la guerra si sarebbe fermata, ma la Svezia era circondata dai paesi dell'Asse e da quelli da loro occupati e avrebbe potuto essere occupata in qualsiasi momento se non fosse riuscita a dare alla Germania ciò che voleva.

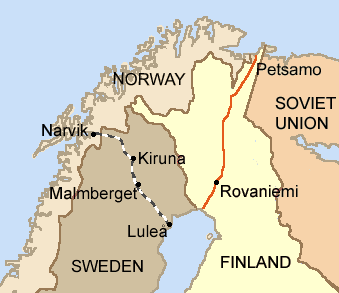
Il ferro veniva estratto a Kiruna e Malmberget e portato per ferrovia ai porti di Luleå e Narvik. (Confini dal 1920 al 1940.)

Gli Stati Uniti e la Gran Bretagna erano favorevoli alla difficile posizione della Svezia e ai suoi tentativi di mantenere la sua neutralità e sovranità facendo importanti concessioni ai nazisti, come continuare ad esportare legname e minerale di ferro e consentendo ai tedeschi l'uso del loro sistema ferroviario, un privilegio che venne pesantemente abusato. C'era una convinzione generale, tuttavia, che la Svezia si fosse spinta troppo oltre nell'accogliere il regime nazista. trasportando soldati e materiale bellico attraverso la Svezia ed attraverso il Baltico sotto la protezione navale svedese. La Svezia riceveva pochissimo in termini di importazioni a causa dei vari blocchi e gli Alleati cercarono di utilizzare le offerte di allentamento per convincerla a ridurre la sua assistenza alla Germania, che ritenevano stesse attivamente prolungando la guerra. Lo stesso Churchill credeva che la Svezia potesse essere determinante per sconfiggere la Germania e dopo le pesanti sconfitte tedesche a Stalingrado e Kursk nel 1943 i russi si fecero espliciti nel chiedere alla Svezia di fare di più per aiutare gli Alleati.

### Turchia
Nonostante la firma di un'alleanza militare con la Gran Bretagna e la Francia nell'ottobre 1939, la Turchia, come Svezia, Spagna e Portogallo, trascorse la guerra tenendo entrambe le parti a debita distanza pur continuando a fornire loro i bisogni bellici. Nonostante l'occupazione tedesca dei Balcani nella primavera del 1941, non venne intrapresa alcuna azione militare contro la Turchia, che nell'ottobre 1941 iniziò a vendere alla Germania grandi quantità di cromite per la produzione di cromo. Il cromite turco, che come il tungsteno era un materiale bellico insostituibile ed essenziale, era l'unica fornitura a disposizione della Germania, che pagava con prodotti siderurgici e manufatti per attirare la Turchia nella sua sfera d'influenza. La Turchia manteneva ancora buoni rapporti con gli Stati Uniti e la Gran Bretagna nonostante il commercio, che le agenzie di guerra economica cercavano di ridurre al minimo.
Tramite la sua Commercial Corporation, gli Stati Uniti s'impegnarono in un programma di acquisto preclusivo sotto la direzione britannica dei suoi materiali, in particolare il cromite. Acquistarono anche merci, ad esempio tabacco, di cui non avevano realmente bisogno ed inviarono alle forze armate turche attrezzature moderne con Lend Lease per sostituire attrezzature obsolete, per aiutare a mantenere la sua neutralità. In tal modo gli Alleati cercarono di mantenere l'influenza britannica in Turchia e quando gli Alleati decisero, alla Conferenza di Casablanca nel gennaio 1943, di tentare di persuadere la Turchia ad entrare in guerra contro la Germania, alla Gran Bretagna venne assegnato il ruolo di negoziatore. La Turchia alla fine pose fine al commercio con la Germania e le dichiarò guerra nel febbraio 1945.

### Argentina
Sebbene la maggior parte delle repubbliche sudamericane fosse solidale con la causa alleata, il Dipartimento di Stato USA venne frustrato dall'atteggiamento dell'Argentina fin dall'inizio. Il suo governo si rifiutò di collaborare con le misure di guerra economica degli Stati Uniti o per recidere i legami finanziari con la Germania, il suo principale partner commerciale. Anche se durante la guerra raddoppiò le sue esportazioni di bully beef negli Stati Uniti e in Gran Bretagna, con il quale aveva una storia di stretti legami, il governo era apertamente filo-nazista, in particolare dopo il colpo di Stato militare del giugno 1943, e cospirò persino per rovesciare altri governi latinoamericani e sostituirli con regimi fascisti. Agli agenti tedeschi era permesso di operare e diffondere propaganda liberamente e le filiali della IG Farben, della Staudt and Co. e della Siemens operavano anche in territorio argentino, mantenendo i loro legami con la Germania e sostenendo le operazioni di spionaggio naziste nella regione. Sebbene il blocco navale, ora pesantemente rafforzato dalle navi da guerra statunitensi, limitasse i loro sforzi, i mercanti della capitale argentina Buenos Aires contrabbandavano in Germania importanti quantità di platino, palladio, droghe ed altri prodotti chimici ed uno dei principali obiettivi del controllo del contrabbando degli Stati Uniti consisteva nell'utilizzare le esportazioni statunitensi in Argentina per fare pressione sul suo governo affinché si allontanasse dall'influenza nazista e rompesse i legami finanziari.

### Svizzera
La Svizzera durante la seconda guerra mondiale aveva il rapporto più complesso con la Germania di tutti i paesi neutrali. Prevedendo difficoltà, il governo svizzero spese molto negli anni precedenti la seconda guerra mondiale per accumulare cibo ed acquistare armamenti e, anticipando un'invasione, mantenne le sue forze costantemente mobilitate. Dopo le conquiste naziste della metà del 1940, la minuscola nazione senza sbocco sul mare di sette milioni di persone, che era rimasta decisamente neutrale dal 1815, si trovò in una posizione difficile, con i funzionari tedeschi che controllavano tutte le porte verso il mondo esterno. Ma nonostante le velate minacce e le relazioni costantemente tese tra le due nazioni, la Svizzera non aveva alcuna importanza strategica per la Germania ed era molto più utile come laboratorio. Sebbene i cittadini svizzeri respingessero in gran parte i nazisti e sottoscrivessero il punto di vista internazionalista espresso dalla Società delle Nazioni, per sopravvivere e continuare a ricevere importazioni, la Svizzera non ebbe altra scelta che commerciare con la Germania, per la quale venne pagata in gran parte in carbone. Aziende famose come Oerlikon-Bührle fornivano cannoni, Autophon A.G. forniva apparati di trasmissione ed altre società esportavano generatori di gas di carbone, cuscinetti a sfera, mirini per bombe, munizioni, nerofumo, orologi e rayon per paracadute.
A causa della sua posizione geografica e del commercio con la Germania, la Svizzera venne soggetta a misure di blocco Alleate per tutto il tempo, sebbene fosse rimasta in grado di spostare importazioni e altre esportazioni come zucchero e benzene via terra, principalmente verso la Germania ed altri paesi nella zona neutrale. Nel dicembre 1941 un tentativo da parte dell'esercito svizzero di acquistare macchine fotografiche per mitragliatrici americane venne bloccato dal rifiuto della Gran Bretagna di concedere un Navicert, e nell'aprile 1942 il Board of Economic Warfare degli Stati Uniti considerò quote per Importazioni svizzere da fonti estere, identificando merci svizzere che avrebbero potuto essere negoziate. Aziende come la Fischer Steel and Iron Works di Schaffhausen vennero aggiunte alle liste nere a causa delle loro esportazioni, costringendole alla fine a ridurre la fornitura e rimodellare il loro impianto.
Nonostante la simpatia degli Alleati per la posizione della Svizzera, alcuni individui e aziende sostennero attivamente la causa nazista per motivi finanziari o ideologici. In particolare gli svizzeri furono, e continuano ad essere, criticati per il modo in cui aiutarono la spedizione di fondi nazisti all'estero e fornirono strutture bancarie per l'occultamento di tesori d'arte e oro saccheggiati, in gran parte rubati agli ebrei. Alla fine del 1943 le casseforti di una banca svizzera ad Interlaken vennero affittate da tedeschi di alto rango per immagazzinare fondi. Successivamente, funzionari nazisti di alto rango ritirarono i loro depositi dalle banche tedesche e trasferirono ingenti somme alle banche svizzere e al consolato svedese a Karlsruhe. Anche i resoconti della stampa italiana e svizzera affermarono che molti eminenti italiani depositarono ingenti somme in franchi svizzeri in banche in Svizzera. Anche persone fisiche ed istituzioni finanziarie svizzere agirono come terzi intermediari per transazioni di altri, come per le spedizioni di contrabbando di cotone in Italia dagli Stati Uniti attraverso una fabbrica portoghese e le transazioni, che avevano luogo a Zurigo, facilitarono il commercio di mercurio tra Giappone e Spagna. Durante la seconda guerra mondiale, l'industriale ed esportatore di armamenti di Zurigo Emil Georg Bührle iniziò ad accumulare una delle più importanti collezioni private d'arte europea. Tuttavia la collezione di circa 200 opere, che comprende sculture medievali e capolavori di Cézanne, Renoir e van Gogh, è stata oggetto di controversie sin dal dopoguerra a causa della provenienza poco chiara di alcuni pezzi, portando alla restituzione di 13 dipinti agli ex proprietari ebrei francofoni o alle loro famiglie. (Il 10 febbraio 2008 la collezione venne sottoposta a quella che la polizia di Zurigo dichiarò essere "la più grande rapina mai commessa in Svizzera e forse anche in Europa").
I file statunitensi mostrano che si credeva che i neutrali che commerciavano con l'Asse dovessero essere minacciati di rappresaglie postbelliche, ma sebbene gli americani credessero che il commercio svizzero con la Germania giustificasse il suo bombardamento, si pensava anche che le sue esportazioni dovessero essere ridotte senza mettere in pericolo il lavoro della Croce Rossa e il lavoro d'intelligence in corso in Svizzera. Il Comitato Internazionale della Croce Rossa (ICRC), fondato nel 1863 a Ginevra, svolse un lavoro umanitario d'inestimabile valore, in particolare nei territori occupati più colpiti, ad esempio la Grecia. La sezione dei bambini del CICR inviò vitamine, medicine e latticini per bambini, e nel 1944 ricevette il suo secondo Premio Nobel per la pace per il suo lavoro. La Svizzera fornì anche asilo a rifugiati ed individui perseguitati come ebrei e lavoratori stranieri costretti a lavorare in Germania. In seguito al crollo del regime di Mussolini, migliaia di prigionieri di guerra Alleati fuggiti ricevettero asilo e gli equipaggi dei bombardieri alleati danneggiati (entrambe le parti invasero regolarmente lo spazio aereo svizzero) di ritorno dalle incursioni sulla Germania spesso atterravano in territorio svizzero e gli venne concesso rifugio.
Nonostante il commercio tedesco e le varie misure per l'autosufficienza alimentare, la Svizzera alla fine esaurì le sue scorte alimentari e subì gravi carenze di carburante a causa delle carenze nell'approvvigionamento di carbone tedesco, facendo sempre più affidamento sulle sue foreste e sull'energia idroelettrica. Per aiutare a mantenere la sua gente rifornita d'importazioni, e nonostante non avesse coste, il governo svizzero sviluppò la propria marina mercantile, acquisendo diverse navi che erano state sequestrate per contrabbando o ritiro di bandiere straniere. Le navi erano situate nel porto renano di Basilea, che dava accesso al porto marittimo di Rotterdam, fino a quando il bombardamento alleato di una diga tedesca lo interruppe.

### 1942
All'inizio del 1942 gli alleati dovevano ancora ottenere una vittoria importante. Febbraio fu un mese importante. I tedeschi affondarono 117 navi nell'Atlantico durante i primi due mesi dell'anno e in Russia Hitler stava per lanciare un'enorme offensiva per conquistare i giacimenti petroliferi del Caucaso. Il 9 febbraio Albert Speer divenne il nuovo capo del Ministero tedesco degli Armamenti. Speer fu una scelta ispirata di Hitler, ottenne risultati migliori di quanto ci si potesse aspettare da lui, organizzando abilmente le risorse a sua disposizione, assicurando la rapida riparazione delle fabbriche danneggiate dalle bombe e aumentando la produttività mese dopo mese. Il 14 febbraio il governo di guerra britannico prese la decisione di adottare i bombardamenti ad area come mezzo per minare il morale dei civili e il 22 febbraio il maresciallo dell'Aria Arthur Harris venne nominato capo del Bomber Command. Il tanto atteso bombardiere Lancaster veniva finalmente consegnato agli squadroni, insieme al nuovo ausilio alla navigazione GEE.
La rinnovata campagna iniziò all'inizio di marzo con un "raid di saturazione" di 200 aerei della RAF sui lavori di camion e carri armati Renault a Boulogne-Billancourt, vicino a Parigi. 623 francesi vennero uccisi, per lo più lavoratori che si erano radunati fuori per rallegrarsi dei colpi accurati. Questa incursione venne seguita dalla prima di una serie di otto incursioni su Essen che si rivelarono una grande delusione. Nonostante una forza esploratrice iniziale inviata per illuminare l'area bersaglio con razzi, solo una bomba su 20 cadde entro cinque miglia (8 km) dalla città. Nella notte tra il 28 e il 29 marzo la RAF usò per la prima volta le bombe incendiarie per colpire le fabbriche di Lubecca, una città vecchia con molti edifici combustibili, ma sebbene gli inglesi lo considerassero un clamoroso successo, la produzione tornò alla normalità una settimana dopo. Altri disastri seguirono il 17 aprile durante un'incursione di "precisione" alla luce del giorno contro la fabbrica di motori diesel MAN ad Augusta. Ci fu scarso effetto sulla produzione e, senza copertura dei caccia, 7 dei 12 bombardieri Lancaster andarono perduti, portando ad un ritorno ai bombardamenti notturni.

### L'incursione dei mille bombardieri
Erano stati fatti ingenti investimenti per rafforzare la forza dei bombardieri, ma la fiducia nel suo potenziale stava iniziando a scemare e Harris si rese conto che un grande successo della propaganda era vitale per dimostrare la sua convinzione che i bombardieri potessero essere decisivi per sconfiggere il nemico. Harris iniziò a spingere per un'iincursione di massa usando il numero magico di 1.000 bombardieri, anche se in realtà la RAF ne aveva a malapena così tanti. Alla fine, utilizzando tutti gli aerei disponibili, compresi gli equipaggi in formazione, la RAF fece irruzione a Colonia il 30/31 maggio 1942 con oltre 1.000 bombardieri; sebbene più della metà della città fosse stata distrutta e fosse stato visto come un successo, la città ebbe una ripresa sorprendente. Anche gli assalti della RAF alle città industriali di medie dimensioni a est del Reno, della Ruhr e di Berlino dalla metà del 1942 fecero poco per indebolire economicamente la Germania. Da luglio le flotte di B-24 Liberator e Flying Fortress dell'United States Air Force (USAAF) assunsero il ruolo di bombardamento di precisione diurno di armi e obiettivi di comunicazione tedeschi. Essi iniziarono facendo irruzione negli aeroporti e nelle stazioni ferroviarie in Francia e nei Paesi Bassi e danneggiarono gravemente il centro di alluminio di Herøya vicino a Trondheim in Norvegia che produceva criolite sintetico, utilizzato nella produzione di alluminio. Da metà novembre la RAF iniziò una serie di 16 incursioni notturne di massa su Berlino, ma sebbene i danni fossero considerevoli, le incursioni furono meno efficaci di quelle sulla Ruhr e su Amburgo. Anche Essen e Brema subirono 1.000 incursioni aeree e oltre 1.000 tonnellate di bombe. Nel 1942 la RAF sganciò 37.000 tonnellate di bombe su obiettivi tedeschi, probabilmente tre volte il peso caduto sulla Gran Bretagna nel 1940 e all'inizio del 1941.
Il 21 dicembre 1942 l'USAAF attaccò lo stabilimento della Krupp ad Essen e, sebbene all'inizio non ebbe successo, dimostrò la propria intenzione di paralizzare l'industria tedesca concentrandosi su settori chiave e perseverando fino a quando non vennero inflitti danni permanenti. Un altro obiettivo importante era la produzione di cuscinetti a sfera, la maggior parte dei quali era concentrata a Schweinfurt, che nei mesi a venire, nonostante il dispiegamento tedesco di cortine fumogene, finte fabbriche, dispositivi, proiettori e flak nell'area ricevettero un'attenzione speciale dall'USAAF; Albert Speer ed Erhard Milch, l'ispettore generale della Luftwaffe, si resero conto che da quel momento in poi il destino era segnato. Il 25 febbraio 1943 gli Alleati iniziarono una campagna di bombardamenti strategici 24 ore su 24 in Europa, e pochi giorni dopo il Bomber Command iniziò la battaglia della Ruhr di 5 mesi, un piano imponente per logorare la capacità industriale della Germania.

### I violatori del blocco
Una volta che nuove forniture di petrolio, gomma e tungsteno iniziarono a fluire dall'Estremo Oriente appena occupato, vennero concordati accordi di baratto reciprocamente vantaggiosi in base ai quali i tedeschi avrebbero acquisito queste merci vitali in cambio degli strumenti di precisione, delle stampe blu e dei cuscinetti a sfera di cui il Giappone aveva un disperato bisogno. All'inizio della guerra europea c'erano già stati scambi di prodotti di seta. Nonostante i 5 600 miglia (9 000 km) e la barriera terrestre della Russia che separava Berlino da Tokyo, a metà del 1942 venne istituito un sistema di veloci violatori del blocco, i mercantili viaggiavano senza sosta senza mostrare luci o usando i loro radar per evitare il rilevamento. Il MEW riteneva che la prima spedizione giapponese di gomma avesse raggiunto la Germania durante l'estate del 1942, dopo essere salpata inizialmente dall'Indocina verso l'Africa occidentale. Da lì venne trasferita su piccole navi costiere e di notte violò il blocco verso i porti francesi del Mediterraneo. Il MEW si preoccupò per il "flusso costante" di violatori del blocco giapponese che raggiungevano l'Europa, che secondo una stima ammontava a 15 navi entro la fine del 1942, e nell'anniversario delle dichiarazioni di guerra tedesca ed italiana agli Stati Uniti, il generale Tōjō espresse il suo piacere che il Giappone fosse stato in grado di contribuire con le risorse catturate nel Pacifico meridionale alla causa dell'Asse.
Si sapeva che altri violatori del blocco stavano arrivando al porto francese di Bordeaux, 70 miglia all'interno dell'estuario della Gironda sulla costa atlantica. Il porto, base anche di sommergibili tedeschi e italiani, era uno dei corsi d'acqua più difesi d'Europa, protetto da numerose motovedette, proiettori, batterie costiere e migliaia di soldati. A causa della sua distanza dal mare, un'escursione navale era impossibile, mentre la RAF riteneva che un bombardamento sarebbe stato troppo impreciso e costoso per la vita dei civili e per gli aerei. La difficoltà di fermare i violatori del blocco divenne nota come la "questione bordolese", e alla fine gli inglesi decisero che era necessario un approccio diverso, più basato sullo spionaggio.
Il 7 dicembre 1942, il Combined Operations lanciò una delle incursioni più famose della guerra; l'operazione Frankton, meglio nota come missione "Cockleshell Heroes", nel tentativo di affondare le navi inviando una squadra di 12 uomini di Royal Marine Commandos a remare in canoa lungo la Gironda posizionando bombe ad azione ritardata sui loro scafi esposti. Sebbene i commando abbiano mostrato un coraggio eccezionale e la spedizione abbia avuto essenzialmente successo in quanto un certo numero di navi venne danneggiato,sopravvissero solo 2 uomini, incluso il leader, il maggiore Herbert Hasler, che dovette attraversare 80 miglia della Francia, Spagna e Gibilterra per tornare in salvo. I restanti 10 uomini annegarono, morirono per esposizione o vennero catturati ed interrogati dai tedeschi prima di essere giustiziati.
Inoltre, l'eccessiva segretezza e la mancanza di comunicazione tra i dipartimenti di Whitehall significavano che esattamente nello stesso momento in cui era in corso l'operazione Frankton, e a loro insaputa, il SOE era nelle fasi finali del proprio tentativo di distruggere i violatori del blocco dispiegando una squadra di agenti francesi guidati da Claude de Baissac, fingendosi appaltatori di vernici che pianificavano di trasportare esplosivi sulle navi nel loro bagaglio. Le esplosioni causate dalla missione del commando rovinarono i preparativi della squadra SOE, che avrebbe potuto ottenere una distruzione molto più efficace delle navi che effettuavano il blocco, se non fosse stato per l'incursione del Combined Operations.
Anche così, le forze aeree e le marine alleate combinate alla fine iniziarono a rintracciare i violatori del blocco. Alla fine del 1942, una nave da carico da 8.000 tonnellate venne catturata nell'Oceano Indiano, dove issò una bandiera neutrale e inizialmente diede il nome di una nave neutrale, ma sbagliò il nome. Quando le navi da guerra Alleate aprirono il fuoco, l'equipaggio fece affondare la nave e vennero catturati 78 tedeschi.
Verso la fine del 1943 i tedeschi divennero così disperati per i rifornimenti di merci chiave che in un incidente inviarono una grande forza di cacciatorpediniere nel Golfo di Biscaglia per proteggere le navi che portavano un carico a Bordeaux e persero tre navi (Z27, T25 e T26) nell'azione Alleata (operazione Stonewall). Nel maggio 1944, 15 violatori del blocco erano stati affondati e il traffico era praticamente cessato a parte i sottomarini che trasportavano carichi molto piccoli. Il MEW affermò che erano state distrutte 45.000 tonnellate di gomma, 1.500 tonnellate di tungsteno, 17.000 tonnellate di stagno e 25.000 tonnellate di oli vegetali così come importanti droghe dell'Estremo Oriente come il chinino. Il Ministero era anche del parere che il forte blocco avesse probabilmente impedito il trasporto di ulteriori ingenti quantitativi.

### La carestia greca

Il netto delle nascite e dei decessi nell'area di Atene durante il periodo dal 1936 al 1943 illustra la gravità della carestia.

All'inizio del 1942, la scarsità di cibo in Grecia, che era stata invasa dai tedeschi nell'aprile 1941 insieme alla Jugoslavia, e che ora era soggetta al blocco, raggiunse le proporzioni di carestia previste da Hoover. Con la sua economia e le sue infrastrutture rovinate dalla guerra con l'Italia, la Grecia venne costretta a pagare le spese di occupazione e a concedere alla Germania un "prestito di guerra" e venne sottoposta alla stessa confisca di viveri e materie prime praticata altrove. Usando i suoi "marchi di invasione" praticamente privi di valore, più della metà della già inadeguata produzione di grano della Grecia venne "venduta" alla Germania insieme a bestiame, vestiti, verdure essiccate e frutta. Le patate venivano fritte con olio d'oliva greco e rispedite in Germania e il raccolto di pomodori veniva spedito ai soldati tedeschi malati di scorbuto in Africa. Un corrispondente statunitense commentò: "La Germania ha lavorato come un branco di formiche guidatrici, raccogliendo la Grecia pulita", ma il governo corrotto collaborazionista controllava anche il mercato nero di qualunque cibo fosse ancora disponibile, causando un'inflazione dilagante della dracma, che vide il prezzo di una pagnotta, ove disponibile, arrivare a $15. Ci furono segnalazioni di furti di tombe da parte di persone alla disperata ricerca di denaro per sfamare le proprie famiglie, ma nelle città non c'erano patate, fichi, uvetta o pomodori di base disponibili e non passò molto tempo prima che la popolazione iniziasse a morire di fame, colera, tifo e dissenteria. Nel settembre 1941 i greci chiesero aiuti dall'estero, in particolare dalla Turchia. Un funzionario dichiarò: "Non chiediamo cibo che i turchi mangerebbero, ma cibo che si rifiutano di mangiare".
Nonostante la passata inimicizia tra le due nazioni, la Turchia rispose rapidamente, noleggiando la SS Kurtulus e, dopo aver ricevuto il permesso dagli inglesi, il 6 ottobre la nave salpò da Istanbul verso il Pireo con grano, mais, ortaggi, frutta secca e medicinali. Nei mesi successivi la nave consegnò alla Grecia circa 6.700 tonnellate di rifornimenti, ma naufragò sugli scogli e affondò durante il suo quinto viaggio. Nonostante gli sforzi umanitari, alla fine di gennaio 1942 tra 1.700 e 2.000 uomini, donne e bambini morivano ogni giorno ad Atene e nel Pireo, e l'Italia, che allora occupava la Grecia, venne costretta a spedire 10.000 tonnellate di grano dalle sue misere forniture interne, segretamente per evitare disordini dalla sua stessa gente. Ciò non era ancora sufficiente e alla fine la pressione internazionale costrinse la Gran Bretagna a revocare il blocco per la prima volta. All'inizio di febbraio, Hugh Dalton del MEW dichiarò alla Camera dei Comuni che la Gran Bretagna e l'America avrebbero inviato 8.000 tonnellate di grano in Grecia, anche se non vi era alcuna garanzia che i rifornimenti di soccorso avrebbero trovato la loro strada verso gli affamati. Dalton disse: "Non c'è alcuna garanzia, né presteremmo alcuna attenzione a quella data dai tedeschi. In questo caso stiamo correndo un rischio, viste le spaventose condizioni causate dai tedeschi in Grecia". Da quel momento in poi, la Chiesa greco-ortodossa, attraverso i suoi sforzi di beneficenza negli Stati Uniti e nella Croce Rossa Internazionale, venne autorizzata a distribuire rifornimenti sufficienti al popolo greco, sebbene il bilancio totale delle vittime della carestia fosse almeno di 70.000 persone, probabilmente molto di più.
Alla fine del 1942, si affermava che la Germania stesse pagando le consegne utilizzando dollari statunitensi falsi e avesse iniziato a fare default sul suo commercio con la Romania, ricevendo consegne senza fornire in cambio i macchinari e il materiale bellico tanto necessari. Anche i fornitori spagnoli di arance e mandarini si rifiutarono di spedire le consegne fino a quando non vennero pagati. Con la graduale svolta della guerra, un certo numero di paesi neutrali iniziò ad adottare una linea più rigida con la Germania, rifiutando alcuni casi rifiutando ulteriore credito.

### 1943
Il 1942-1943 fu un altro anno magro per l'agricoltura in Francia. Molte regioni fertili come il Vexin, il Beauce ed il Brie soffrirono gravemente di siccità. Le spighe di grano erano leggere, la paglia era corta e il fieno avvizzito nei prati, causando una mancanza di foraggio per gli animali. Nelle aree occupate i tedeschi confiscarono il 40% del raccolto non appena si rese disponibile; le autorità presero il 40% per la popolazione più ampia, lasciando all'agricoltore solo il 20%. In Normandia, in Bretagna e lungo la costa della Manica, la pioggia rovinò il raccolto di patate e pomodori e fagioli non maturarono. In altre province, ad esempio nella Turenna e nella regione della Borgogna, il clima molto secco lasciò verdure e persino erbacce cotte nel terreno, quindi le persone che allevavano conigli per la carne dovevano nutrirli con foglie d'albero.
A sud della Loira il tempo era più favorevole ma, con l'imminente minaccia di invasione, i tedeschi erano intenzionati a spogliare la terra in modo che gli Alleati rimanessero senza nulla e fossero costretti a portare tutto attraverso dall'Inghilterra. Hermann Göring proclamò in un discorso che, sotto il Nuovo Ordine nazista, gli Herrenvolk avevano il diritto di privare i popoli occupati del loro cibo e che chiunque lo avesse fatto morire di fame non sarebbero stati i tedeschi. Il razionamento rimase feroce. Anche con i coupon era impossibile acquistare molti articoli. I prezzi massimi vennero fissati per tutto, ma il mercato nero spinse i prezzi 5-15 volte oltre la tariffa ufficiale. I ristoranti economici delle grandi città servivano piatti a base di cime di rapa o carota senza alcun tipo di grasso e, sebbene le famiglie ricevessero ancora una discreta razione di vino grezzo, tutti gli alcolici venivano confiscati per uso industriale.
Il MEW continuò a ricevere richieste per un parziale allentamento del blocco, spesso nella convinzione che non avrebbe fatto alcuna differenza apprezzabile per l'effetto sul nemico, ma le suppliche vennero fermamente rifiutate. Il MEW riteneva che qualsiasi allentamento sostanziale o diffuso del blocco sarebbe stato inevitabilmente sfruttato dal nemico a proprio vantaggio e dichiarò che "non gli avrebbe dato quel conforto".

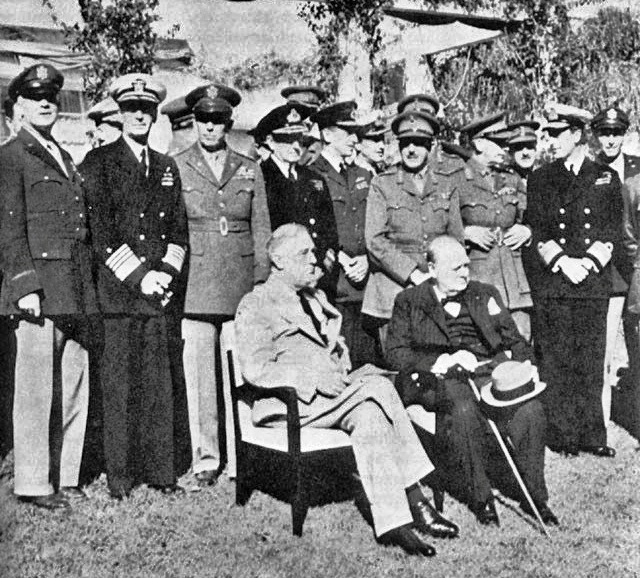
La conferenza di Casablanca

Con un numero crescente di bombardieri pesanti Lancaster, Stirling ed Halifax, che potevano percorrere lunghe distanze e trasportare un pesante carico di bombe, che raggiunsero gli squadroni, i leader Alleati riponevano sempre più la loro fiducia nell'effetto cumulativo di bombardamenti strategici, ma decisero alla Conferenza di Casablanca all'inizio del 1943 che, come con il Blitz britannico, i primi tentativi di sconvolgere il morale del popolo tedesco con bombardamenti a saturazione delle città avevano ottenuto l'effetto opposto. Le incursioni della RAF nelle fabbriche di veicoli a Milano, Genova e Torino il 2 dicembre 1942 servirono solo ad unire la popolazione italiana dietro la dittatura di Mussolini e il piano venne abbandonato a favore della "disorganizzazione dell'industria tedesca". La metà della produzione tedesca di petrolio sintetico proveniva da impianti della Ruhr, aree altamente vulnerabili agli attacchi ad area, che divennero l'obiettivo principale del Bomber Command dal 1943.

## Quarta fase
Dopo le sconfitte tedesche a Stalingrado e ad El Alamein, la guerra iniziò a prendere decisamente la direzione degli Alleati. Con la comparsa di cacciatorpediniere più durevoli e nuove portaerei di scorta leggere che potevano fornire ai convogli una copertura aerea costante, il "Mid-Atlantic Gap", dove le navi non potevano essere fornite di copertura aerea, venne chiuso e dalla metà del 1943 gli U-Boot vennero quasi sconfitti nella battaglia dell'Atlantico, sebbene il controllo del contrabbando in mare continuasse ancora. La carenza di manodopera tedesca divenne così acuta che la Germania fece sempre più affidamento sul lavoro degli schiavi e chiese un diritto preventivo su tutta la manodopera svizzera disponibile. Il collaborazionista francese Pierre Laval promise d'inviare immediatamente altri 300.000 operai in Germania.
Sir Arthur Harris e il suo omologo dell'USAAF, il maggiore generale Ira Eaker, assicurarono a Winston Churchill e Franklin Roosevelt che la Germania avrebbe potuto essere ritirata dalla guerra entro la fine del 1943, a condizione che non fosse permesso nulla per ridurre le forze già assegnate al bombardamento della Germania. Harris era noto per la sua lingua tagliente e la mancanza di rimorso per i civili tedeschi uccisi dalle incursioni; di lui uno dei suoi sottoposti disse: "Oh, lo adoriamo, è così dannatamente disumano." Harris credeva che l'unico ruolo delle forze terrestri in Europa sarebbe stato quello di occupare il continente dopo che i bombardamenti avessero sconfitto la Germania. Churchill pensava che valesse la pena tentare l'esperimento di un attacco di bombardieri a tutto campo, purché non fossero escluse altre misure e mentre i comandanti delle forze terrestri e marine Alleate dubitavano che i bombardamenti avrebbero sconfitto la Germania, concordarono che le incursioni sarebbero state utili nell'indebolire la Germania prima dell'invasione dell'Europa. Ma solo il 10% delle bombe cadde abbastanza vicino ai loro obiettivi da essere considerato un colpo e le installazioni pesantemente bombardate spesso dovettero essere bombardate di nuovo per metterle fuori combattimento. Tuttavia, gli attacchi al già teso sistema ferroviario tedesco influirono seriamente sulle operazioni militari: all'inizio del 1943 circa 150 locomotive e molti vagoni merci venivano distrutti ogni mese.

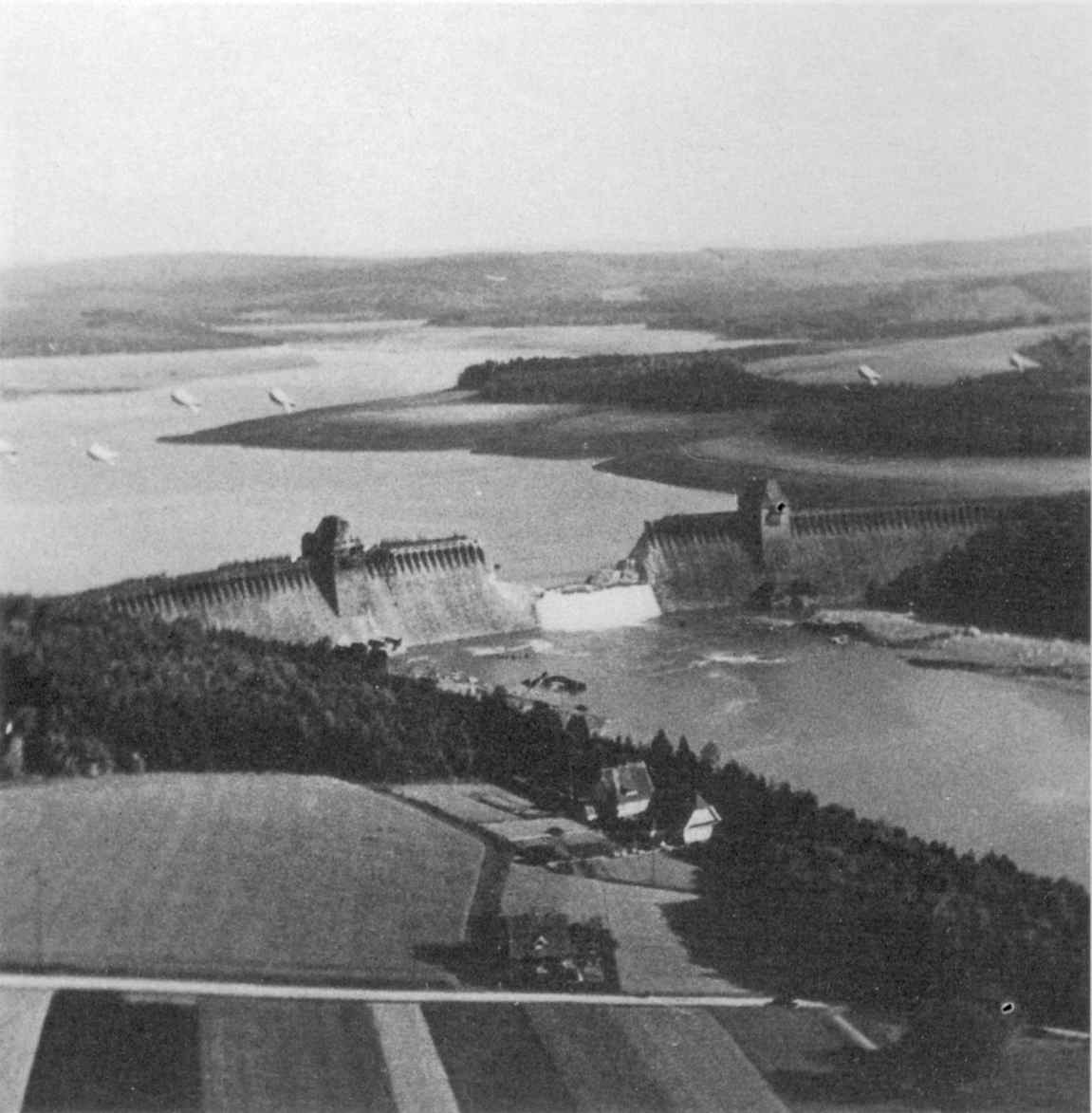
Fotografia della diga di Möhne violata.

Nella notte tra il 16 e il 17 maggio 1943 la RAF effettuò la famosa incursione dei Dambusters (operazione Chastise) per aprire una breccia nelle dighe di Mohne, Eder e Sorpe che fornivano alle industrie della Ruhr l'energia idroelettrica e l'acqua dolce necessaria per la produzione dell'acciaio. L'incursione annegò 1.500 persone ed innumerevoli animali da fattoria, ma non ebbe il successo affermato e metà dei 18 bombardieri venne abbattuta. Il 24 luglio 1943 Amburgo, un importante centro di produzione di carri armati Tiger e cannoni da 88 mm, venne praticamente distrutta durante l'operazione Gomorrah. Gli attacchi di massa pochi giorni dopo lasciarono in rovina gran parte della città, uccidendo 42.000 persone.
In confronto alla RAF, l'8th Air Force americana era a quel punto ancora piccola, avendo sganciato meno di un decimo del tonnellaggio di bombe sulla Germania come la RAF. Ma stava crescendo rapidamente e aveva iniziato ad ottenere buoni risultati. "Bomber" Harris aveva una grande fiducia nella capacità manifatturiera americana e credeva che sarebbe stata l'USAAF, non la RAF, a sferrare gli ultimi colpi decisivi al nemico. Il 1º agosto l'USAAF attaccò i giacimenti petroliferi rumeni di Ploiești nell'operazione Tidal Wave come parte del Piano petrolifero per esaurire le forniture di petrolio dell'Asse. Non venne causata nessuna perdita di produzione e le perdite furono pesanti: 54 bombardieri su 177 vennero abbattuti. Il 14 ottobre 1943 l'8th USAAF effettuò il maggior successo dei 16 attacchi contro le fabbriche di cuscinetti a sfera di Schweinfurt, ma causò solo una temporanea battuta d'arresto alla produzione e, poiché i bombardieri avevano la scorta di caccia solo per una parte del percorso, le perdite furono nuovamente pesanti. Ciò costrinse a ripensare la formazione di bombardieri autodifesi e la riduzione degli attacchi diurni. A novembre vennero causati gravi danni dall'USAAF al sito industriale più importante della Norvegia, la miniera di molibdeno a Knaben, 50 miglia (80 km) da Stavanger. Venne distrutta anche una fonderia norvegese dai commando britannici e norvegesi il 21 novembre 1943.

### Le continue richieste tedesche
Dopo tre anni di guerra la Gran Bretagna aveva speso 10 miliardi di sterline e il Cancelliere dello Scacchiere, Kingsley Wood, dovette chiedere alla Camera dei Comuni di trovare un altro miliardo di sterline per continuare. La potenza aerea dell'USAAF aumentò, concentrando i suoi sforzi sugli impianti di produzione e di riparazione di aeromobili in Francia, Paesi Bassi, Belgio e Germania. Entro la fine di ottobre 1943, il MEW riteneva che la produttività tedesca fosse diminuita del 30%, e che metà del calo si era verificato nei sei mesi precedenti, ma le cifre mostravano i limiti di ogni bombardamento, saturazione o precisione. Molte delle installazioni precedentemente segnalate come distrutte continuarono a funzionare.
All'inizio di novembre il MEW pubblicò un riassunto della posizione nelle terre occupate, fornendo una valutazione di ciò che si credeva i tedeschi si fossero appropriati dei territori conquistati nel 1940 e 1941. Il rapporto stimava che più di $ 12.800.000.000 fossero stati raccolti dai territori occupati in costi di occupazione ed altri oneri diretti e continuarono ad essere riscossi ad un tasso annuo di $ 4.800.000.000. La Polonia, il paese più duramente trattato, aveva subito la confisca di tutti i beni demaniali, di tutte le scorte centrali di tessuti, viveri e bestiame. 9.000 fabbriche e 60.000 imprese commerciali vennero rilevate per lo sfruttamento e l'80% del raccolto del 1942 venne inviato in Germania. La Cecoslovacchia aveva perso il suo grano, le sue riserve auree, le miniere, le industrie pesanti ed un'importante industria tessile. Il suo tributo totale fu stimato di $ 1.200.000.000. Anche l'industria olandese era ormai sotto il completo controllo tedesco. Le spese statali erano quasi triplicate per pagare l'occupazione della Germania ed altri costi e prelievi. Il Belgio, il cui governo era in esilio in Gran Bretagna, aveva tutte le sue riserve auree di $ 260.000.000 cedute dal regime di Vichy e all'inizio del 1943 l'intero stock del paese di 1.500 locomotive e 75.000 camion era stato requisito. In Jugoslavia, tutte le auto vennero sequestrate nel 1941 e tutte le biciclette che si potevano trovare erano state prese nel 1942. Il paese era stato diviso e aveva sofferto, come tanti altri, dell'inflazione causata dal sistema del marco d'occupazione. In Norvegia i tedeschi requisirono proprietà personali fino a coperte di lana, pantaloni da sci e giacche antivento, e in Danimarca tutto il commercio e l'industria di conseguenza erano ora controllati dai tedeschi.
I soldati avevano anche iniziato a sequestrare mobili e articoli per la casa da rispedire per l'uso delle famiglie tedesche bombardate. Sotto Albert Speer, le fabbriche industriali venivano trasferite in Cecoslovacchia su vasta scala, e alla fine del 1943, nonostante i molti danni alle città - le cifre tedesche mostravano che 6,9 milioni di persone erano state bombardate o evacuate - la produzione di materiale bellico era stata più grande che mai. Nell'ottobre 1943 l'USAAF attaccò nuovamente Ploiești, ma secondo i registri tedeschi la perdita totale di petrolio alla fine del 1943 non aveva superato le 150.000 tonnellate.

### 1944
All'inizio del 1944 era chiaro che l'offensiva dei bombardieri non aveva prodotto la sconfitta decisiva promessa e che i preparativi per l'invasione dell'Europa erano ben avviati. Spagna, Portogallo e Svezia subirono nuove pressioni per porre fine alle vendite di beni vitali alla Germania. Nel gennaio 1944 il MEW stimò che la Spagna vendesse ancora alla Germania 100 tonnellate di tungsteno al mese. Il ministro spagnolo dell'Industria e del Commercio difese la posizione della Spagna, affermando che la Spagna riteneva impossibile negare alla Germania una merce che aveva un valore molto alto in tempo di guerra. La Gran Bretagna, che aveva anche effettuato notevoli acquisti di tungsteno spagnolo, favorì un compromesso che avrebbe consentito alla Spagna di mantenere le sue esportazioni tedesche di tungsteno al livello del 1943, ma gli Stati Uniti chiesero un divieto totale e l'embargo petrolifero venne infine ripristinato. La Spagna accettò di ridurre le esportazioni tedesche nel maggio 1944, anche se gli Alleati scoprirono che continuava a effettuare spedizioni clandestine, trasportando più di 800 tonnellate di tungsteno fino al luglio 1944 e non interrompendo definitivamente il commercio fino alla chiusura del confine franco-spagnolo in agosto 1944. Anche il Portogallo difendeva il suo diritto al commercio neutrale, temendo rappresaglie tedesche come l'invasione o il bombardamento delle sue città e delle spedizioni se avesse cessato le spedizioni di tungsteno; tuttavia il segretario di Stato americano Cordell Hull credeva che avrebbe potuto raggiungere l'obiettivo se avesse avuto il sostegno britannico incondizionato.

### LaBig Week
Il 20 febbraio 1944 l'USAAF iniziò l'operazione Big Week, un piano per logorare la base d'armi della Luftwaffe per garantire la superiorità aerea alleata durante l'invasione. Per sei giorni le fabbriche di aeromobili vennero sottoposte a continue martellate, con gli americani che effettuavano missioni pesantemente scortate contro impianti di produzione e di assemblaggio di cellule di aeromobili ed altri obiettivi in numerose città tedesche tra cui Lipsia, Brunswick, Gotha, Ratisbona, Schweinfurt, Augusta, Stoccarda e Steyr. La RAF tornò a bombardare gli stessi obiettivi di notte e il danno fu tale che Milch informò Speer che la produzione del marzo 1944 sarebbe stata solo del 30%-40% del totale di febbraio. Albert Speer rilevò la produzione di aeromobili e riuscì a fare miracoli: le installazioni tornarono presto a qualcosa di simile alla capacità normale e la produzione complessiva, inclusa la produzione di petrolio sintetico, era ai massimi storici e continuava a crescere. La Luftwaffe disponeva di circa il 40% di aerei in più rispetto a un anno prima, la costruzione di nuovi carri armati era sufficiente per equipaggiare nuove divisioni create per la difesa dell'Europa occidentale e per compensare parte delle perdite nell'est.
Sebbene gli alleati mantenessero la pressione 24 ore su 24, razziando innumerevoli obiettivi di linee di comunicazione nella preparazione dell'invasione, furono lenti a comprendere ciò di cui i comandanti tedeschi erano fin troppo consapevoli: che la Germania aveva un sacco di carri armati ed aerei e il loro vero tallone d'Achille era l'approvvigionamento di petrolio. All'inizio di marzo l'USAAF fece irruzione nelle fabbriche di cuscinetti a sfera di Erkner, mettendo a segno 75 colpi diretti, interrompendo la produzione per un po' di tempo, ed iniziò il "Piano per il completamento dell'offensiva combinata dei bombardieri". L'obiettivo ora divenne quello di dimezzare la produzione di petrolio dell'Asse attaccando i giacimenti petroliferi di Ploiești e quattordici impianti petroliferi sintetici per privare la Germania dei mezzi per mantenere operative le sue macchine militari.
Il 12 maggio l'USAAF colpì gli impianti petroliferi sintetici della Germania orientale a Leuna, Böhlen, Zeitz e Lutzendorf; erano così gravemente danneggiati da non poter fornire petrolio per diverse settimane, venendo colpiti di nuovo alla fine del mese prima che tornassero alla produzione. Albert Speer disse in seguito che questo fu un punto di svolta decisivo nella guerra.
Nel frattempo, a seguito della sostenuta pressione diplomatica alleata, insieme al deterioramento della posizione militare tedesca, la Svezia iniziò a ridurre il suo commercio con la Germania. Ma un accordo del settembre 1943, in base al quale accettò di porre fine alle esportazioni di cuscinetti a sfera, non includeva una restrizione alle vendite dell'acciaio di alta qualità utilizzato nella loro fabbricazione; ciò consentì di aggirare in gran parte le restrizioni e l'accordo alla fine ebbe scarso effetto sull'industria bellica tedesca. Tuttavia, i tentativi Alleati di fermare le vendite turche di cromo avevano cominciato ad avere l'effetto desiderato. Nel novembre 1943 Albert Speer dichiarò che senza le sue importazioni di cromo dalla Turchia, la produzione di armamenti della Germania si sarebbe interrotta entro 10 mesi e le minacce Alleate di sottoporre la Turchia alle stesse misure di guerra economica usate contro altri neutrali alla fine la convinsero a cessare le esportazioni in Germania entro aprile 1944.
Sebbene la Germania, con le risorse dei territori conquistati, fosse ancora in grado di produrre tre volte più acciaio della Gran Bretagna, a seguito di un'azione militare stava iniziando a perdere altre fonti di metalli speciali che non potevano essere sostituiti. Sul fronte orientale, l'Armata Rossa aveva ripreso le sue miniere di manganese a Balki, dalle quali i tedeschi ricevevano 200.000 delle 375.000 tonnellate richieste ogni anno dalla loro industria bellica. In Scandinavia, un'importante fornitura di nichel venne ora impedita dalla consegna da Petsamo in Finlandia e le miniere di Knaben in Norvegia non fornirono più molibdeno.

### La vigilia del D-Day
Durante un dibattito alla Camera dei Lord sulla guerra economica del 9 maggio 1944, poco prima del D-Day, Lord Nathan disse alla Camera:
Lord Selbourne disse alla Camera che l'effetto del blocco, che all'inizio poteva essere lieve, era stato cumulativo e la più grande carenza della Germania era ora nella manodopera. Mentre la Gran Bretagna stessa importava decine di milioni di tonnellate di rifornimenti all'anno, il nemico era sempre più costretto ad utilizzare industrie ersatz. Il traffico automobilistico civile tedesco era praticamente interamente passato al gas di produzione, che come tutti i materiali surrogati era un grosso spreco di manodopera e ciò, combinato con le sue colossali perdite sul campo e la necessità di mantenere una percentuale sproporzionatamente alta della sua manodopera disponibile su la terra, aveva prodotto un'acuta crisi di manodopera che richiedeva l'uso di circa sette milioni di schiavi stranieri nella sola Germania. Nel giugno 1944 gli inglesi si assicurarono finalmente l'accesso alle basi navali delle Azzorre e da allora in poi gli Alleati minacciarono il Portogallo di sanzioni economiche. A sua volta, il Portogallo impose un embargo totale su tutte le esportazioni di tungsteno da entrambe le parti, lasciando alla Germania solo la sua piccola fornitura dalla Spagna, mentre gli Alleati avevano fonti alternative in Estremo Oriente e Sud America.

### Il D-Day
Con l'avvicinarsi del D-Day, gli Alleati diedero la priorità agli attacchi a Ploiești e ai siti di rifornimento artificiale. Le difese aeree tedesche non potevano più proteggere le installazioni ed il 12 e 20 giugno la RAF attaccò gli impianti di idrogenazione della Ruhr e mise completamente fuori servizio gli impianti orientali, provocando un rapido calo della produzione; Speer predisse il disastro entro settembre se la situazione non fosse migliorata. Dall'inizio di Overlord il 6 giugno, gli Alleati godettero del controllo totale dei cieli sopra la testa di ponte e furono in grado di trasportare petrolio attraverso il mare tramite petroliere e l'uso dell'oleodotto sottomarino PLUTO, mentre il Mulberry jetties artificiale e la cattura di piccoli porti permisero inizialmente loro di portare a terra abbastanza munizioni e scorte di cibo.

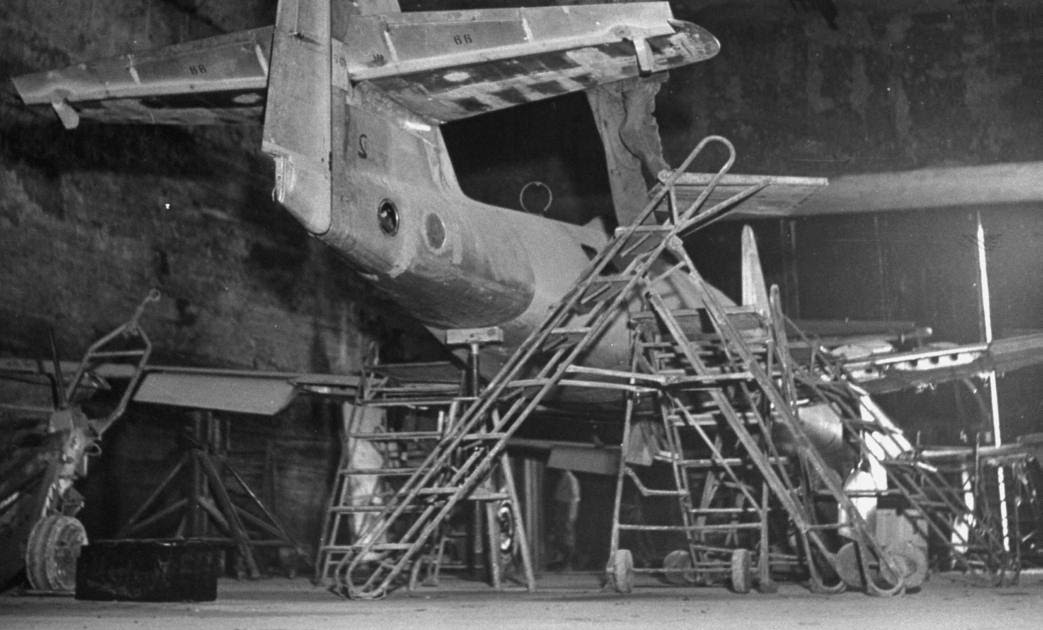
Fabbrica sotterranea a Walpersberg, Kahla in Turingia per Me 262.

Le armate tedesche che difendevano la Normandia erano gravemente limitate dalla loro incapacità di portare carburante adeguato per i loro carri armati e potevano effettuare movimenti di truppe e rifornimenti solo di notte. Inoltre Hitler proibì loro di ritirarsi in posizioni migliori a poche miglia nell'entroterra e di conseguenza subirono una raffica incessante di colpi di arma da fuoco di grosso calibro dalle corazzate britanniche e americane ormeggiate al largo. I comandanti tedeschi riponevano sempre più fiducia nel nuovo caccia Messerschmitt 262 e nelle Vergeltungswaffen per invertire la tendenza. La prima bomba volante V1 venne lanciata contro l'Inghilterra il 13 giugno 1944 e presto 120 V1 al giorno vennero lanciate contro Londra, uccidendo un gran numero di civili. Alla fine di giugno erano state lanciate oltre 2.000 V1; Il 40% delle risorse dei bombardieri veniva reindirizzato verso obiettivi "Crossbow" nella speranza di distruggere i 70-80 siti di lancio a nord e ad est della Senna.

### I problemi di rifornimento Alleati

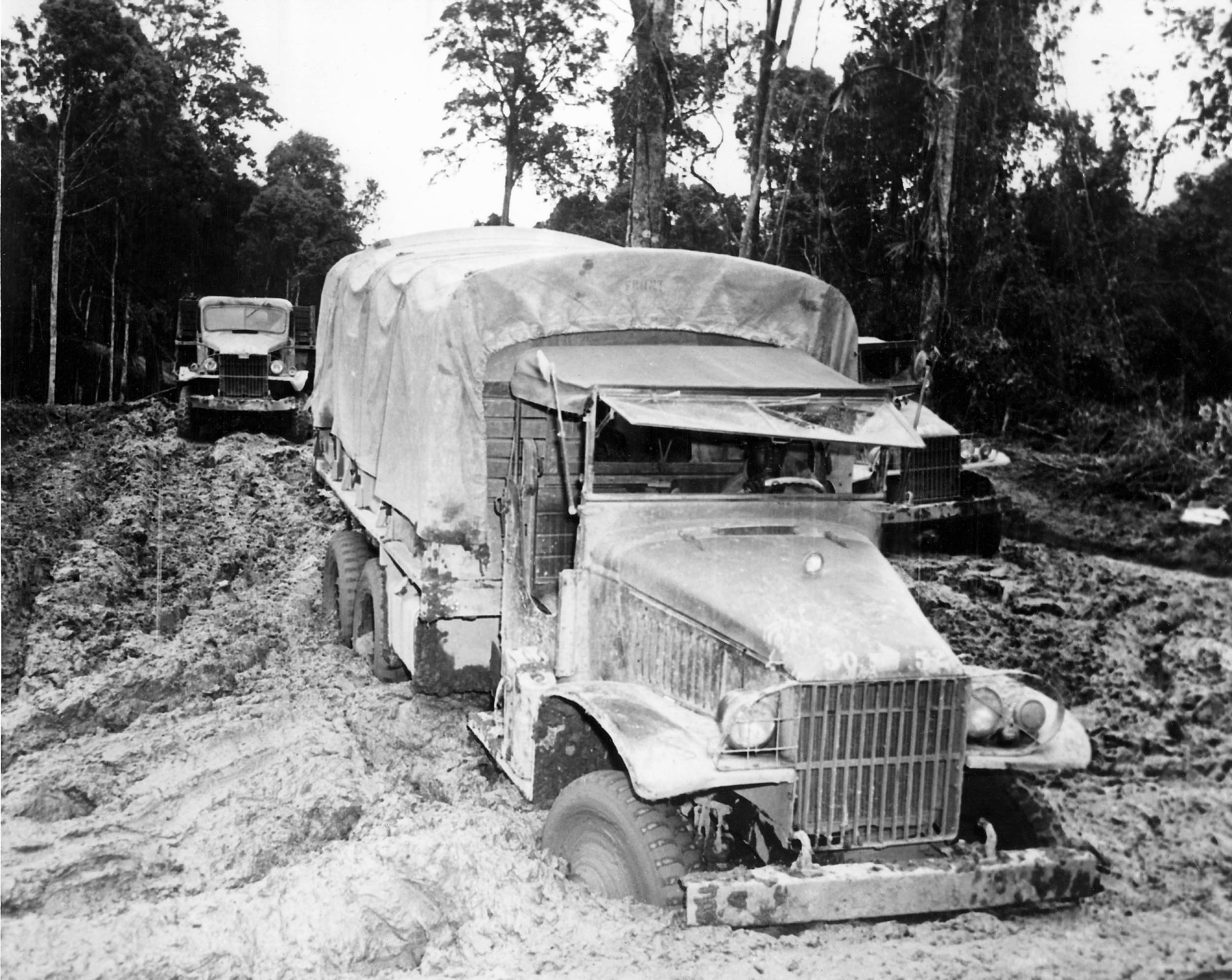
Red Ball Express – Camion nel fango.

Dopo il successo iniziale del D-Day e la fuga dalla testa di ponte della Normandia che ne seguì, l'avanzata iniziò a rallentare a causa delle continue difficoltà nel mantenere rifornite le vaste armate. Il problema era non ottenere rifornimenti nel continente, ma far avanzare le truppe, che avrebbero potuto essere a 500 miglia (800 km) dai depositi di rifornimenti. Ogni divisione richiedeva 600-700 tonnellate di rifornimenti al giorno, mentre artiglieria e mortai utilizzavano 8 milioni di colpi al mese. La velocità di avanzamento spesso significava che non c'era tempo per costruire una struttura logistica ordinata e, nonostante l'uso di un sistema di camion chiamato Red Ball Express, per 5 giorni alla fine di agosto praticamente l'intera avanzata americana e britannica s'interruppe completamente per mancanza di carburante.
Il problema dell'approvvigionamento venne aggravato dall'incapacità degli Alleati di conquistare un porto in acque profonde in grado di scaricare grandi navi. I tedeschi, adottando la loro politica della terra bruciata, distrussero tutte le strutture portuali mentre si ritiravano dai territori occupati per privare gli Alleati di ogni vantaggio logistico. All'inizio di settembre l'unico porto in acque profonde rimasto intatto era Anversa in Belgio e al SOE, sotto la direzione del Ministero della guerra economica (MEW), venne affidato il compito di assicurarsi che fosse conquistato intatto. L'operazione, nota come Counterscorch, prevedeva l'invio di operatori radio in Belgio per mantenere i contatti con la resistenza, tenendoli informati sui movimenti Alleati e fornendo loro armi e munizioni. Al momento stabilito la resistenza s'impadronì del porto, tenendo fuori i tedeschi fino all'arrivo degli alleati, e il Belgio venne liberato in meno di una settimana, sebbene lo stesso porto di Anversa non fosse pienamente operativo e in grado di sbarcare grandi carichi fino a dopo la battaglia della Schelda alla fine di novembre.
I problemi di approvvigionamento portarono anche a disaccordi, poiché ogni comandante premeva affinché fosse data priorità alla sua unità. Il comandante supremo delle forze alleate, il generale statunitense Dwight D. Eisenhower, voleva avanzare su un ampio fronte per superare il muro occidentale (Linea Sigfrido), ma invece accettò l'operazione Market Garden del generale britannico Bernard Montgomery, il piano per tentare di aggirare il muro occidentale e spingersi nel nord della Germania per accerchiare la Ruhr industriale attraverso i Paesi Bassi. Market Garden fu un disastro e non raggiunse il suo obiettivo principale, mentre i suoi pochi ottenimenti territoriali allungarono ulteriormente le linee di rifornimento.

### La perdita di minerali nei Balcani
All'inizio di ottobre la posizione militare e politica europea era cambiata enormemente e il MEW fornì una dichiarazione del deterioramento della posizione della Germania. A seguito delle operazioni militari in Lorena e Lussemburgo, del ritiro delle navi svedesi dal commercio con i porti tedeschi, della chiusura dei porti baltici svedesi alla navigazione tedesca e della perdita di rifornimenti dalla Spagna, si stimava che le forniture di ferro fossero state ridotte del 65% rispetto al 1943. Inoltre, circa il 45% della produzione di ghisa era andata persa, insieme al 40% della capacità dei forni d'acciaio. Le forniture di rame dalla Turchia e dalla Spagna erano state interrotte e i tedeschi avevano perso il contatto con le fonti di rame a Bor in Jugoslavia e ad Outokumpu in Finlandia. La perdita delle miniere jugoslave e di altre miniere balcaniche portò via le ultime scorte di cromo e ridusse l'offerta di piombo di circa il 40%, situazione peggiorata dalla perdita di notevoli quantità di rottami raccolti in Francia, Belgio e Paesi Bassi. Con la perdita di depositi francesi di alta qualità e il sequestro da parte delle forze del maresciallo Josip Broz Tito della frangia insulare della Jugoslavia, la perdita totale di bauxite della Germania venne stimata intorno al 50%, mentre la perdita di spedizioni di cobalto dalla Finlandia era circa l'80 per cento della quantità totale con cui la Germania sosteneva quella parte della sua produzione di petrolio sintetico ottenuta dal processo Fischer-Tropsch.

### Lo sciopero ferroviario olandese

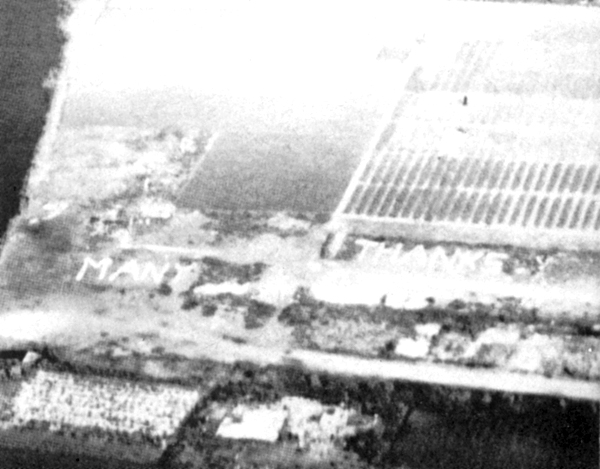
Operazione Manna – "Molte grazie" in tulipani.

Nel frattempo, nel tentativo di assistere gli Alleati nella loro liberazione dei Paesi Bassi, il governo olandese in esilio chiese uno sciopero ferroviario nazionale per interrompere ulteriormente le operazioni tedesche. Le autorità tedesche reagirono imponendo un embargo sulle forniture di cibo nelle parti occidentali del paese. Ciò causò gravi difficoltà. Quando l'embargo terminò nel novembre 1944, era iniziato un inverno insolitamente precoce e rigido, che portò alla carestia olandese del 1944. Nei Balcani, i giacimenti petroliferi di Ploiești vennero persi dalla Germania come fonte di petrolio dall'agosto 1944 e vari gruppi paramilitari e partigiani opposti si unirono dietro il maresciallo Tito. Con l'aiuto sovietico iniziarono a spingere le forze dell'Asse oltre i confini jugoslavi, portando ad ulteriori perdite tedesche di cibo e metalli.

### La fine del commercio svedese con la Germania
Nell'agosto 1944 la Svezia stabilì che il pericolo per le sue navi mercantili e militari impegnate nel commercio del ferro verso la Germania era diventato troppo grande e cessò le esportazioni in cambio del permesso d'importare alcuni dei propri magazzini di cotone e lana chiusi dal blocco Alleato. A novembre tutti i commerci svedesi con la Germania terminarono ufficialmente. Dopo sei mesi di trattative, anche la Svizzera accettò di ridurre di un terzo le sue vendite annuali di 60 milioni di dollari di macchinari e strumenti di precisione alla Germania e di ridurre le vendite di cuscinetti a sfera al 10% e di munizioni al 5% del totale del 1942.
A questo punto, gli attacchi alle installazioni di carburante tedesche avevano avuto un tale successo che la produzione di settembre era l'8% di quella di aprile e le scorte vennero presto esaurite, proprio quando la produzione di caccia raggiunse il livello più alto. Successivamente i comandanti aerei Alleati iniziarono a prendere di mira le reti di trasporto tedesche. Il 24 settembre la RAF violò il canale Dortmund-Ems - una via navigabile interna che collega la Ruhr con altre aree - con bombe Tallboy, prosciugando una sezione di sei miglia (10 km) . L'enorme scalo di smistamento ferroviario di Hamm venne gravemente colpito, lasciando circa 9.000 lavoratori impegnati in modo permanente ad eseguire riparazioni in corso. Il 12 novembre la corazzata Tirpitz venne affondata dalle bombe Tallboy della RAF vicino a Tromsø, in Norvegia. La nave, conosciuta come la Lonely Queen of the North, aveva visto poca azione per mancanza di carburante e aveva trascorso gran parte della guerra ormeggiata in un remoto fiordo. In questo periodo la RAF iniziò a ridurre i suoi attacchi ai siti di produzione di petrolio sintetico perché nessuno degli impianti era ora operativo. Solo i siti di Leuna e Polotz producevano ancora petrolio e, sebbene a dicembre fosse ripresa una produzione limitata, ulteriori incursioni li misero rapidamente fuori combattimento per sempre. Una volta che i siti petroliferi vennero bombardati alla fine del 1944, il trasporto divenne l'obiettivo principale. La potenza aerea Alleata era ormai inarrestabile.
Alla fine del 1944 l'esercito tedesco lanciò l'offensiva delle Ardenne, un tentativo di dividere l'armata Alleata, riconquistare Anversa ed imporre una pace negoziata. Nonostante il successo iniziale, causato in parte dalla grave carenza di rifornimenti alleati, in particolare di carburante, l'operazione alla fine si esaurì. Questo fu l'ultimo serio tentativo dell'esercito tedesco di riprendere l'iniziativa terrestre, sebbene la Luftwaffe lanciò un'ultima offensiva con 800 aerei contro gli aeroporti Alleati in Belgio, Paesi Bassi e Francia all'inizio del 1945.

### 1945
All'inizio della guerra il sistema di trasporto tedesco, comprendente autostrade moderne, ferrovie eccellenti e una complessa rete di canali e fiumi interconnessi, era tra i migliori al mondo. Ma dopo l'autunno 1943 i collegamenti tra i centri industriali costituivano attraenti bersagli di bombardieri che, se effettivamente bombardati, influivano negativamente sulla distribuzione del carbone, che costituiva la base della maggior parte delle operazioni militari e industriali. Ben presto gran parte della restante rete di trasporti della Germania venne paralizzata e la Ruhr divenne economicamente isolata dal resto del Reich.
Alla fine fu il prolungato bombardamento alleato della rete di trasporto a spezzare la resistenza nazista. Nonostante i suoi incredibili sforzi per riorganizzare continuamente la produzione dopo ogni battuta d'arresto, dall'inizio del 1945 Speer ammise la sconfitta nella battaglia degli armamenti. L'industria tedesca non era ora in grado di tenere il passo con l'elevato numero di programmi di armi "Massima priorità", come la produzione delle Vergeltungswaffen e richiedeva 3.000 caccia e bombardieri Me 262 al mese. Tuttavia, molte fabbriche mantennero la produzione fino al momento in cui le forze Alleate arrivarono alle porte.
Ormai i siti di lancio V1 e V2 erano sempre più invasi e con gli Alleati che si muovevano verso il Reno e le armate sovietiche che si avvicinavano rapidamente da est un gran numero di rifugiati iniziò a radunarsi nelle città, creando il caos più totale. Quando a gennaio arrivarono forti gelate e nevicate, il cibo venne dichiarato la priorità principale, sebbene la Germania mantenesse ancora la capacità di difendere le sue installazioni vitali con un numero formidabile di cannoni antiaerei. Dall'inizio di febbraio 1945 le stazioni ferroviarie, gli scali di smistamento e i sistemi di trasporto di oltre 200 piccole città, come Hildesheim e Meiningen nella Germania occidentale e Jenbach in Austria vennero attaccati nell'operazione Clarion.

### Il programma Safehaven
Con la guerra quasi vinta, c'erano sempre più segnalazioni - per lo più basate su paranoia e dicerie - secondo cui i leader nazisti si stavano preparando a sfuggire alla giustizia e stavano già preparando la strada per la guerra successiva, secernendo fondi in nazioni neutrali e spostando risorse all'estero. Dalla fine del 1944 in poi ci furono rapporti secondo cui ai ricchi ebrei tedeschi e austriaci era stato permesso di lasciare il Reich dopo aver pagato tasse speciali ed aver ceduto tutti i loro averi ai nazisti. Nel dicembre 1944 fonti dell'intelligence alleata indicarono che aziende tedesche come Schering, IG Farben, Bosch e Mannesmann Rohrenwerke stavano tentando di vendere brevetti ad aziende svedesi, e grandi fondi fiduciari chimici ed elettrici, in particolare IG Farben, si procuravano valuta estera per finanziare le attività naziste all'estero. Nel febbraio 1945 venne riferito che rifornimenti di cibo venivano raccolti nelle Alpi bavaresi austriache per le fortezze naziste e le fabbriche sotterranee ed apparentemente erano in corso piani per la riorganizzazione strutturale del partito nazista all'estero trasferendo denaro sui conti degli agenti in paesi neutrali. Gli americani avevano informazioni su Fritz Mandl, un cittadino tedesco residente in Argentina che nel gennaio 1945 ricevette diversi milioni di pesos attraverso la Banca di Stato di Spagna per investire per Göring, Goebbels, e Himmler. Nel giugno 1945 si diceva che le invenzioni tedesche fossero custodite dalla Swedish Aniline Company, con brevetti lanciati sul mercato tramite intermediari "fittizi" svedesi ed informazioni dettagliate raccolte sui precedenti finanziari di un certo numero di aziende chimiche, di carburo e di tintura ritenute attive come rifugi sicuri per le proprietà naziste.
Il programma Safehaven guidato dagli Stati Uniti venne lanciato durante la Conferenza delle Nazioni Unite a Bretton Woods nel luglio 1944, la stessa sede che preparò il terreno per l'attuale Banca mondiale e per il Fondo Monetario Internazionale (FMI). Il programma prevedeva misure immediate per impedire qualsiasi disposizione, trasferimento od occultamento di oro saccheggiato o altri beni, per negare qualsiasi rifugio sicuro per i beni saccheggiati dai nazisti nei paesi neutrali e per l'eventuale restituzione dei manufatti saccheggiati ai loro proprietari originali. La maggior parte dei neutrali alla fine venne persuasa a ridurre e a porre fine al commercio con la Germania.
Il governo svedese adottò regolamenti più severi sul controllo dei cambi nel novembre 1944 e fece grandi progressi nell'identificare le proprietà tedesche e nell'eliminare le influenze tedesche dalla sua economia. Tuttavia, i negoziati per la restituzione dell'oro saccheggiato, presumibilmente inviato alla Svezia dalla Germania come pagamento per le merci, si trascinarono per molti anni. Le stime Alleate del valore dell'oro saccheggiato variavano tra $ 18,5 milioni e $ 22,7 milioni, ma sebbene britannici, statunitensi e francesi concordassero sul fatto che le riserve auree della Svezia fossero aumentate durante la guerra, non furono in grado di concordare quanto - se del caso - di questi aumenti fossero a causa dell'oro saccheggiato. La Svezia alla fine accettò di distribuire più di 66 milioni di dollari in attività tedesche liquidate come riparazioni, compreso un fondo speciale di 36 milioni di dollari presso la Riksbank per prevenire malattie e disordini in Germania e per finanziare acquisti essenziali per l'economia tedesca. Accettò anche di fornire più di $ 8 milioni in oro per compensare quella quantità di oro monetario belga venduto alla Svezia durante la guerra, ma i negoziati riguardanti 8.600 chilogrammi di oro olandese ($ 9,7 milioni) si bloccarono quando la Svezia sostenne che l'oro era stato acquisito prima della Dichiarazione di Londra del gennaio 1943 sull'oro saccheggiato. Nell'aprile 1955 la richiesta olandese venne finalmente dimostrata conclusiva e la Svezia restituì circa $ 6,8 milioni in oro.
La Spagna acquisì una grande quantità di oro dalla Germania, in alcuni casi tramite società intermediarie svizzere, e le trattative coincisero con gli sforzi alleati per ostracizzare il regime franchista. Un certo numero di altri paesi declassò anche le proprie relazioni diplomatiche con la Spagna per aver apertamente sostenuto Hitler e la Spagna accettò di restituire circa 25 milioni di dollari in beni tedeschi ufficiali e semi-ufficiali nell'ottobre 1946. La Spagna accettò di liquidare circa 20-23 milioni di dollari di beni privati tedeschi, fermo restando che avrebbe trattenuto circa un quarto dei proventi, e nel maggio 1946 firmò un accordo per restituire 114.329 dollari (101,6 chilogrammi) su circa 30 milioni di dollari di oro olandese saccheggiato che gli Alleati avevano identificato presso l'Istituto spagnolo per i cambi. Gli Alleati riconobbero pubblicamente che la Spagna non era a conoscenza che fosse oro saccheggiato e in seguito la Spagna restituì $ 1,3 milioni in lingotti d'oro e monete d'oro che aveva sequestrato dalle proprietà statali tedesche alla fine della guerra. I negoziati continuarono, ma con l'avvento della guerra fredda gli Stati Uniti ammorbidirono il loro approccio e liberarono oltre 64 milioni di dollari in beni congelati dopo la guerra e permisero alla Spagna di utilizzare l'oro rimanente come garanzia per prestiti privati.
A causa dei suoi stretti legami finanziari con la Germania, i rappresentanti Alleati erano particolarmente desiderosi di raggiungere la cooperazione svizzera. Sebbene il commercio svizzero-tedesco fosse generalmente considerato cessato dopo il novembre 1944, alcune società, come la fabbrica di munizioni Tavaro a Ginevra, in Svizzera, spedirono clandestinamente esplosivi in Germania e beni tedeschi per un miliardo di franchi rimasero ancora in Svizzera dopo il novembre 1945. Secondo il sottosegretario di Stato Dean Acheson, la Svizzera fu l'ultimo paese a impegnarsi pienamente negli obiettivi di Safehaven. Nel febbraio 1945, una delegazione americana inviata in Svizzera inizialmente pensava di aver ottenuto una sostanziale riduzione delle esportazioni svizzere in Germania e un riconoscimento degli obiettivi di Safehaven per il blocco dei beni tedeschi in Svizzera. Ma in seguito a successive discussioni con il vicepresidente della Reichsbank Emil Puhl, gli svizzeri in seguito rinnegarono questo accordo e per il resto del 1945 mostrarono riluttanza ad abbracciare le proposte Alleate di trasformare le attività tedesche in Svizzera a beneficio dell'Europa devastata e delle vittime apolidi dell'Olocausto e di altri crimini nazisti. Tuttavia, a causa del suo eccellente record umanitario e della protezione dei prigionieri di guerra Alleati e di altri interessi, gli Alleati alla fine decisero di non adottare misure estreme contro la Svizzera.

## Il dopoguerra
Dopo la fine della guerra in Europa all'inizio di maggio 1945, gran parte dell'Europa giaceva completamente distrutta. La grave carenza di cibo, alloggi e cure mediche continuò per qualche tempo e circa 10 milioni di rifugiati vennero alloggiati in accampamenti temporanei o lungo le strade.
Nelle due superpotenze emergenti, Russia e America, la produttività del dopoguerra aumentò notevolmente nel 1948, anche se le ragioni erano molto diverse. In Russia, grande impulso venne dato alle industrie emergenti come risultato della frenetica produzione bellica, aiutata in parte da impianti industriali avanzati presi dalla zona di occupazione sovietica della Germania dopo la guerra. L'America, nel frattempo, era stata colpita da una grave depressione nel 1938, con vaste risorse industriali inutilizzate e il 20% della popolazione disoccupata. Il riarmo e in seguito la guerra diedero vita a queste risorse, che combinate con l'aumento degli investimenti e un'infrastruttura intatta mantennero vivace l'industria americana, sebbene rimanesse una considerevole disoccupazione residua. Più o meno la stessa situazione esisteva in Canada, la cui economia era strettamente legata all'America e che non subì nemmeno combattimenti all'interno del suo territorio. La guerra cambiò il modello dell'economia internazionale, lasciando gli Stati Uniti in una posizione negoziale molto forte, essendo riusciti a liberare il commercio internazionale a proprio vantaggio come conseguenza del Lend-Lease e costringendo gli inglesi ad accettare la convertibilità della valuta.
L'economia britannica fu duramente colpita dalla brusca fine del Lend-Lease pochi giorni dopo la sconfitta finale del Giappone nell'agosto 1945. Durante la guerra la Gran Bretagna perse molti dei suoi redditizi mercati di esportazione e ora si trovò di fronte a un deficit annuale della bilancia dei pagamenti di £ 1,2 miliardi. Come nella prima guerra mondiale, la Gran Bretagna uscì dalla guerra militarmente trionfante ma economicamente più povera (il razionamento non terminò fino al 1953), e l'economista John Maynard Keynes venne inviato in America per negoziare un prestito d'emergenza a basso interesse di 3,75 miliardi di sterline per portare avanti la Gran Bretagna; il rimborso finale di £ 45,5 milioni (quindi circa $ 83 milioni) venne effettuato il 31 dicembre 2006.
Nei paesi ex occupati, la forte inflazione - causata in parte dalla grande quantità di denaro accumulata durante la guerra, in particolare dai collaboratori - causò un'ulteriore spirale dei prezzi dei generi alimentari e un persistente mercato nero. Un fattore che aggravò l'inflazione fu la bassa produttività, causata in parte dalla mancanza di carbone. La Francia presumeva che avrebbe avuto diritto a grandi volumi di carbone tedesco dalla Ruhr come riparazione di guerra, ma gli americani, che mantenevano in vita la Francia e altri paesi con una serie di prestiti a breve termine e gli aiuti Marshall, iniziarono a rendersi conto - correttamente – che l'Europa aveva bisogno della potente economia tedesca per riavviare la crescita e prevenire la diffusione del comunismo e si rifiutò di accettare risarcimenti, proprio ciò che portò al risentimento tedesco dopo la prima guerra mondiale e l'ascesa di Hitler.
Nella stessa Germania, la gente venne lasciata ricominciare quasi dal nulla, divisa in zone che divennero la Germania Est ed Ovest per molti anni dalle potenze Alleate, un tempo a volte indicato come l'Ora Zero. Sebbene dovessero affrontare un compito enorme, con intere città da ricostruire ed industrie riorganizzate per una produzione pacifica, nel giro di pochi anni l'economia della Germania Ovest raggiunse una svolta miracolosa e nel 1950 si stava verificando un Wirtschaftswunder (miracolo economico). Dal 1951 in poi, Francia, Germania Ovest, Italia e le nazioni del Benelux iniziarono a muoversi verso l'unificazione dell'Europa occidentale con la creazione della Comunità europea del carbone e dell'acciaio (CECA), precursore dell'attuale Unione europea. La CECA creò un mercato comune per coordinare l'offerta di beni fondamentali per rimettere in moto le ruote del commercio europeo. Uno scopo esplicito della CECA e dei suoi successori era quello di ridurre al minimo il rischio di future guerre intraeuropee, a causa dei legami commerciali e della migliore conoscenza reciproca. In questo, finora ha avuto successo al 100%, senza che due paesi si siano mai fatti guerra l'un l'altro mentre erano entrambi membri.
Il programma tedesco di petrolio sintetico ebbe un tale successo e fu così avanzato che durante la crisi mondiale del carburante degli anni '70, causata dal conflitto e dall'incertezza nel Medio Oriente, grandi aziende industriali americane come Dow Chemical, Union Carbide e Diamond Shamrock iniziarono a riconsiderare la tecnologia dell'era nazista per vedere se potesse fornire una soluzione parziale ai loro problemi. Circa 300.000 documenti relativi alla storia del programma, inclusi schemi di impianti, descrizioni di brevetti, rapporti dettagliati su quali catalizzatori e additivi funzionassero meglio e rapporti mensili delle 25 centrali petrolifere a carbone caddero nelle mani degli americani alla fine della guerra. A quel tempo, il petrolio greggio era prontamente disponibile a $ 2 al barile, un quinto del costo del petrolio artificiale, e c'era pochissimo interesse per i documenti tedeschi. Rimasero in un deposito in scatola presso i National Archives a Washington per i successivi 30 anni, fino a quando gli ingegneri chimici iniziarono l'arduo compito di raccogliere tutte le informazioni e inserirle in un computer gestito dal governo federale all'Oak Ridge Energy Center. Sebbene gli Stati Uniti siano riusciti a garantire forniture petrolifere alternative non arabe, principalmente dal Venezuela, gli oli sintetici sono ampiamente utilizzati oggi, principalmente in aree specializzate come l'industria aerea e come lubrificanti.

## La rappresentazione dei media
Durante i primi mesi della guerra - la cosiddetta strana guerra o sitzkrieg - le attività degli uomini del controllo del contrabbando erano molto degne di nota e fornivano una buona propaganda per sollevare il morale. Insieme a resoconti di vita reale di attacchi tedeschi a pescherecci civili, notizie di tentativi di sconfiggere la mina magnetica e statistiche ufficiali dei totali mensili dei carichi sequestrati, titoli popolari come War Illustrated, Picture Post e la rivista americana Life offrivano una dieta settimanale di fotografie e resoconti patriottici degli ultimi successi della guerra britannica o francese, spesso con didascalie come:

[O]

La Repulse affondata? – era solo un'altra bugia nazista»
Il blocco divenne parte della vita quotidiana delle persone ed era inevitabile che questo si riflettesse nei film.
Diretto da Michael Powell, scritto da Emeric Pressburger ed interpretato da Conrad Veidt e Valerie Hobson, Contrabbando (ribattezzato Blackout negli Stati Uniti) venne rilasciato nel maggio 1940, poco prima dell'inizio dell'attacco tedesco alla Francia. Più o meno nello stesso stile de Il club dei 39, il film è incentrato sul porto fittizio di Eastgate (girato a Ramsgate) dove il capitano Anderson, comandante di uno skipper mercantile danese, viene ritardato dagli uomini del controllo del contrabbando ed incontra varie spie nemiche. Presenta la classica frase "Ferma quell'uomo e quella donna! La loro missione è più mortale di quella del nemico nel cielo. La sua bellezza è un'arma di guerra pericolosa!" Contrabbando fu anche il primo film di Deborah Kerr, anche se la sua scena in cui interpreta una sigaretta in un nightclub non venne tagliata definitivamente. Un precedente film muto con lo stesso nome era stato realizzato nel 1925, incentrato su eventi simili della prima guerra mondiale.
The Big Blockade venne scritto e diretto da Charles Frend e realizzato da Ealing Studios in collaborazione con il Ministero del Lavoro. Venne realizzato nel 1942 in modo episodico simile ad Eroi del mare di David Lean e Noël Coward, ma caratterizzato da una propaganda gentile e spensierata, con una serie di schizzi progettati per illustrare come il blocco britannico stava gradualmente spremendo la vita dallo sforzo bellico nazista. The Big Blockade venne interpretato da John Mills nei panni di "Tom", un membro di un equipaggio di bombardieri su Hannover, Leslie Banks nei panni di un efficiente funzionario del Ministero della guerra economica, Robert Morley come il capitano dell'U-Boot nazista Von Geiselbrecht, Michael Redgrave come un russo con base in Germania, e vari altri, come Will Hay, Ronald Shiner e Bernard Miles in piccole parti.